# Ath
Vous lisez un « bon article » labellisé en 2009.
Pour les articles homonymes, voir ATH.
Ath (prononcé /at/  ; en néerlandais : Aat ; en picard : Ât ; en wallon : Ate) est une ville francophone de Belgique située en Wallonie, chef-lieu d'arrondissement en province de Hainaut.
En 2025, la population d'Ath était de 30 123 habitants. Avec Lille et les villes de l'ancien bassin minier du Nord-Pas-de-Calais, elle participe aussi à un ensemble métropolitain de près de 3,8 millions d'habitants, appelé « aire métropolitaine de Lille ».
Ath se situe à 60 km à l'ouest-sud-ouest de la capitale Bruxelles, à 65 km à l'est de Lille, à 27 km à l'est de Tournai et à 23 km au nord de Mons. La proximité de l'autoroute A8 et des routes nationales et la présence d'une gare ferroviaire au trafic élevé en font un nœud de circulation d'importance régionale.
Au confluent des deux Dendres, Ath, dont le passé est riche et le folklore exceptionnel, est la capitale du pays vert. Elle est la cité des géants. La ducasse (eul ducasse), qui a lieu le quatrième dimanche d'août, a été reconnue en 2005 comme chef-d'œuvre du patrimoine oral et immatériel de l'humanité par l'UNESCO mais ne l'est plus depuis le 2 décembre 2022 en raison des controverses concernant le personnage du « sauvage ».

## Toponymie
Le toponyme Athum, apparaît pour la première fois dans un texte de 1076. On trouve aussi les orthographes : Aat, Aeth. Il peut s'agir d'un lieu (fortifié) sur un gué (origine celtique) comme dans le nom celtique de Dublin Baile Átha Cliath dont le Átha signifie clairement le gué cela partout en Irlande dans les villes où il y a une rivière a franchir.

## Géographie

### Situation

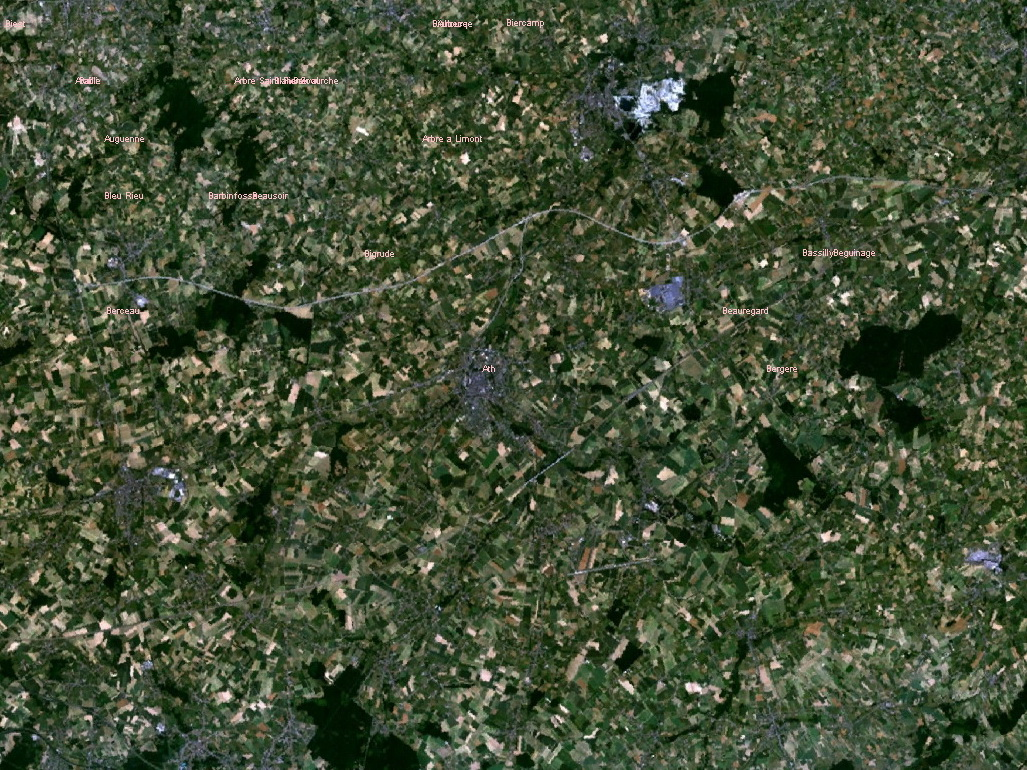
Ath sur une photo satellite du logiciel World Wind de la Nasa.

Ath, est située au confluent de la Dendre proprement dite et de la Petite Dendre. De ces deux petites rivières, la première prend sa source vers le village de Pipaix (Leuze-en-Hainaut). La seconde jaillit de la fontaine Locquet, à Herchies, elle passe à Lens, à Cambron-Casteau, à Brugelette, à Attre, à Arbre, où elle reçoit la Hunelle descendant de Chièvres, puis elle traverse Maffle et enfin la ville d'Ath de part en part, pour venir confluer au nord avec la première.
À partir d'Ath, la Dendre est canalisée. Son cours, sinueux et lent, traverse les campagnes y rencontrant un autre affluent plus important, la Sille. Elle arrose plus loin Grammont, Alost et se jette finalement dans l'Escaut à Termonde.
La région athoise est essentiellement agricole. Au centre d'une cuvette se situe la ville proprement dite.
Un plan-relief de la ville d'Ath a été établi en 1697. Il est conservé et exposé au sous-sol du Musée des Beaux-Arts de la ville de Lille. Il est composé de 5 tables en bois pour un total de 4,8 × 3,7 m à une échelle de 1/600°.

### Réseau de communication
L'infrastructure des communications comprend trois types de voies.
Le réseau ferré SNCB a subi un démantèlement important. Ath, qui a la gare de voyageurs la plus fréquentée du Hainaut occidental, est au croisement des axes Lille–Bruxelles et Borinage-Flandre. Le réseau TEC est entièrement constitué par des lignes d'autobus.
L'arrondissement d'Ath est en outre quadrillé par un réseau dense (600 km au total) de routes nationales et de routes communales de qualité variable. La commune d'Ath possède 378 km de voiries pour lesquelles elle reçoit un subside de 200 000 euros de la Région wallonne. En 2005, on dénombrait 92 accidents de la route qui firent 139 victimes dont 12 sont décédées sur place ou dans les 30 jours, 14 blessés graves et 113 blessés légers. En 2008, 107 accidents ont provoqué des lésions corporelles (contre 98 en 2007).
Une voie d'eau à faible gabarit et comptant 25 écluses, le canal Ath-Blaton, est prolongé par la Dendre.
Un sentier de grande randonnée, le GR 121, traverse la ville. Ce sentier suit le trajet Bruxelles - Virginal - Pays d’Ath - Bon-Secours - Pas-de-Calais (Boulogne-sur-Mer). Le territoire de la commune ne possède qu'un faible réseau de pistes cyclables. Cependant le RAVeL 4 suit le canal Ath-Blaton et la Dendre canalisée au Sud et contourne légèrement la ville à l'ouest et au nord.

### Géologie
Le Pays d'Ath se trouve sur le versant nord d'un pli résultant du plissement « hercynien » : versant nord du synclinal de Namur et qui descend du sud du Brabant jusqu'à la vallée de la Haine pour se relever ensuite vers les « Hauts Pays » (région de Roisin).
Il existe deux failles évoquées, l'une au nord-ouest d'Ath, l'autre à Maffle. Le socle qui s'étend du « bois du Renard » à la chaussée de Mons s'est surélevé, mais cette émergence a été si bien rabotée par l'érosion au profit des parties environnantes en contrebas, qu'elle n'apparaît plus. Les calcaires magnésiens ou dolomies comportant des petits cristaux s'étalent sous la ville. Au sud de celle-ci, ce banc s'enfonce et cède la place au petit granit sur lequel s'appuie le calcaire argileux que l'on trouve du Domaine d'Irchonwelz à la carrière du Baron. Le même étagement apparaît (dolomies, petit granit, calcaires) à Maffle. Quant à la faille d'Attre, elle révèle des calcaires noirs à ligne de phtanites (Viséen) de Brugelette à Cambron-Saint-Vincent.

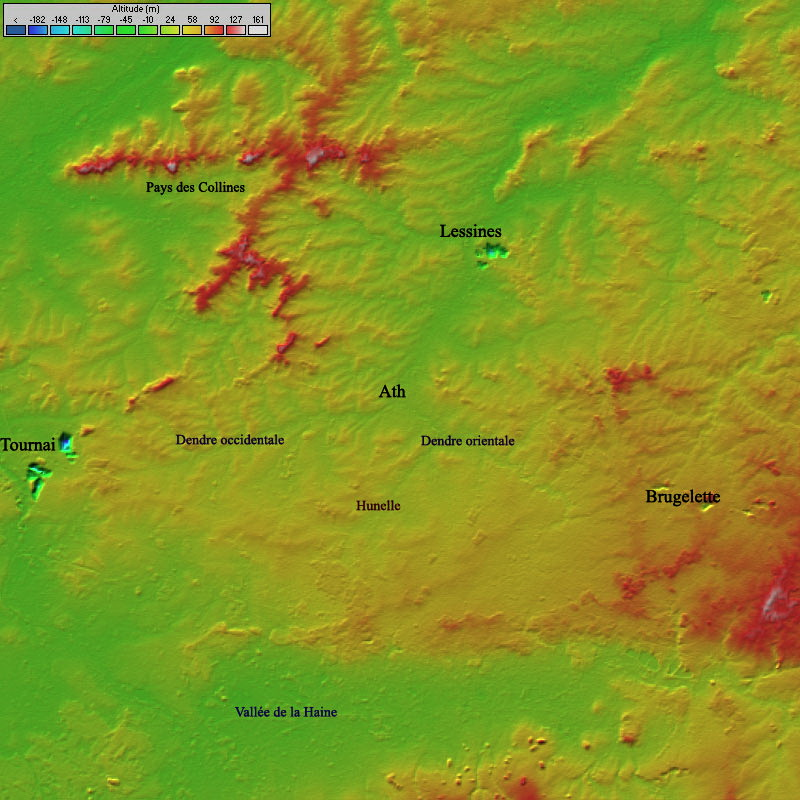
Topographie du pays d'Ath (côté : 50 km).

Au nord d'Ath gisent des roches plus anciennes, grès à pavés très durs appelés psammites et dont on trouve des échantillons près de l'écluse de Rebaix.
Le nord de la ville s'appuie sur des bancs schisteux dont l'imperméabilité retient les eaux et rend marécageuses les prairies de Lanquesaint et d'Isières.
À la fin de l'ère primaire, les eaux déposèrent de l'argile noire fossilifère dans toutes les cavités qu'elles avaient creusées dans le calcaire, mais cette couche a été fortement érodée sauf dans certains creux où elle était mieux protégée.
Il y a environ 70 millions d'années, c'est-à-dire à l'époque tertiaire, les eaux marines envahissent à nouveau la région et y déposent des galets, des sables, des argiles. Quand elles se sont retirées, les fleuves comme la Dendre, la Sille, la Hunelle, aujourd'hui bien modestes rivières et ruisseaux, ont érodé ces dépôts yprésiens pour dénuder la roche du fond de leur lit.
Enfin, il y a quelques centaines de milliers d'années, soit à l'époque Quaternaire, les glaciers polaires ont glissé du nord vers le sud et atteint la partie septentrionale de l'Allemagne et des Pays-Bas, jusqu'au Limbourg néerlandais. La fonte des neiges et des glaces a déposé plusieurs mètres de limon. L'épaisseur de ces dépôts va diminuant vers le sommet des collines. À Ath, on a mesuré 8 mètres de ce limon sous la Grand-Place, 10 mètres à la rue G. Dubois et 13 mètres à la rue I. Hoton lors du creusement de puits d'eau.

### Points culminants
Les collines les plus hautes du territoire d'Ath sont le bois du Renard (château d'eau) et la Belle Vue (bois du Roy) à 77,50 mètres. À la limite d'Irchonwelz et d'Ath (haut de la chaussée de Tournai), on enregistre 60 mètres d'altitude, alors que la cuvette d'Ath ne dépasse guère 25 mètres. Mis à part le mont de Mainvault qui atteint 126 m et l'Assoumont avec 110 mètres, on relève un maximum de 75 mètres également en bordure du bois de Reniemont à Houtaing et au hameau de Foucaumont à Villers-Saint-Amand.

### Géographie humaine
Ath, au confluent des deux Dendres, constitue un nœud ferroviaire et routier. La ville est à peu près à mi-chemin entre Lille et Bruxelles et se situe sur l'un des axes Borinage-Flandre. La cité possède quelques industries mais devient de plus en plus résidentielle, ses habitants travaillant principalement à Bruxelles. À Maffle et dans la vallée de la Dendre occidentale, on trouve d'importants témoins de l'industrie de la pierre, à présent arrêtée.
En ville, le secteur primaire est insignifiant et les deux tiers de la population active sont affectés au secteur tertiaire.
En zone rurale, l'effectif agricole est minoritaire quoique, dans la majorité des communes, le secteur primaire l'emporte. Au point de vue agricole, 50 % des champs sont voués aux cultures céréalières et betteravières. En matière d'élevage, le Pays d'Ath occupe une place enviable sur le plan des bovins comme l'atteste l'importance nationale du Concours foire qui se tient annuellement à Ath depuis 1925.
Les effectifs migrants appartiennent aux secteurs secondaire et tertiaire.

### Climat
Le climat de la région d'Ath est un climat tempéré océanique comme pour l’ensemble de la partie occidentale de la Belgique, la proximité de l’océan Atlantique régulant le temps grâce à l’inertie calorifique de ses eaux. Le climat peut être influencé par des courants humides et doux en provenance de l’océan, mais aussi par des courants secs (chauds en été et froids en hiver) provenant de l’intérieur du continent européen. En moyenne sur les 100 dernières années, on observe 208 jours de pluie par an.
| Mois                     | jan. | fév. | mars | avril | mai  | juin | jui. | août | sep. | oct. | nov. | déc. | année |
| ------------------------ | ---- | ---- | ---- | ----- | ---- | ---- | ---- | ---- | ---- | ---- | ---- | ---- | ----- |
| Température moyenne (°C) | 1,8  | 2,7  | 4,8  | 8     | 11,7 | 14,9 | 16,5 | 16,3 | 13,9 | 9,7  | 5,4  | 2,4  | 9     |
| Précipitations (mm)      | 58   | 47   | 50   | 54    | 66   | 72   | 78   | 76   | 70   | 70   | 66   | 65   | 772   |

## Histoire

### Origines légendaires
Comme beaucoup de villes au riche passé, des historiens ont voulu donner à Ath des origines mythiques et plus précisément troyennes. Les Romains prétendaient dériver des Troyens. Un descendant d'Énée, Romulus, aurait bâti Rome. Les Français seraient issus de Francus, autre Troyen. Bavo, encore un Troyen, aurait fondé Bavai. Même Chièvres aurait eu pour auteur Servius, roi de Rome. Ath aussi et la Dendre doivent leurs noms à un illustre prince. Jacques de Guise, dans ses Annales, écrit : « Anténorides ou descendants d'Anténor (encore un Troyen !), que Servius avait pour alliés dans son expédition contre les Belges (Bavai), prirent position au nord de Tournay, au confluent des rivières d'Aube (Arbre) et de Tenre (Dendre). C'est de ce peuple que l'endroit a pris le nom d'Ath qu'il porte encore aujourd'hui, et que la rivière a été appelée Tenre ».
Après Anténor, c'est à Attila, roi des Huns, que les récits légendaires font honneur de la fondation d'Ath. Jean Zuallart, maïeur de la ville d'Ath de 1584 à 1634 et premier historien de la ville, s'est fait l'écho de toutes les fables qui avaient cours de son temps sur l'origine d'Ath. Combinant Jacques de Guise avec un autre chroniqueur plus fantaisiste encore, Jean Lemaire, il ne trouve pas trop invraisemblable qu'Attila ait campé avec ses 500 000 guerriers près d'Ath et dans la campagne d'Huncegnies (Huissignies), et qu'il ait construit au confluent de l'Albe et de la Dendre, un fort qui fut le berceau de la ville d'Ath.
Mais Zuallart ne s'arrête pas là. Cherchant un fondateur plus honorable, il trouve Aetius, patricien romain. Il envisage aussi qu'Ath ait pu être la capitale du peuple des « Attuatiques », descendants des Cimbres et des Teutons, qui se battirent vaillamment avec les Nerviens contre les armées de César.
Gilles-Joseph de Boussu trouve ces fables acceptables.
Le dernier historien à avoir donné des origines mythiques à la ville d'Ath est Tespésius Dubiecki, Polonais réfugié à Ath de 1841 à 1848. Celui-ci est chargé en 1841 de classer les archives. Il réalise ce travail en 555 jours puis publie une histoire d’Ath, quelque peu fantaisiste, en 1847, où il met en évidence la richesse de ses archives. Slave, Dubiecki voit partout des Slaves ou des Aths, leurs congénères, et pour lui, Aths, Attuatiques et Athois, c'est tout un : Ath a une origine slave. Le Brabant tire son nom des Slaves ; le mot Hainaut a une étymologie slave ; le géant Goliath a des ancêtres slaves.

### Préhistoire
Les découvertes remontant au Paléolithique sont rares à Ath et dans la région. À cette époque, l'homme se nourrissait des produits de la chasse, de la pêche et de la cueillette, il vivait en nomade.
C'est au Néolithique ancien, vers 5 000 avant notre ère, que l'agriculture et l'élevage font leur apparition en Belgique, aboutissement d'un long cheminement de nouveaux arrivants qui partis du Proche-Orient remontent le Danube puis descendent le Rhin pour remonter enfin la Meuse. Après les premières découvertes datant des années 1970, 16 sites de cette période sont connus maintenant entre Irchonwelz et Ellignies-Sainte-Anne qui font de cette petite région la mieux documentée sur cette période après la Hesbaye.
Les recherches de Léonce Demarez, Michel Daubechies, Claude Constantin et J.-P. Farrugia ont bien établi l'existence sur le plateau sis au sud des deux Dendres, et probablement sur les terres limoneuses de tout le pays d'Ath, au début du quatrième millénaire avant notre ère, de trois cultures successives, les civilisations du Limbourg, d'Omal et de Blicquy, qui prolongeaient vers l'ouest celles qui, venant d'Allemagne, s'étaient alors établies sur la rive gauche de la Meuse et dans le Bassin parisien. Leurs fouilles ont mis en évidence les habitations, la céramique et un matériel lithique caractéristique des premiers hommes du Néolithique. Jusqu'à présent leurs recherches n'ont apporté aucun élément d'information sur ce qui a existé entre ces trois cultures présentes à Irchonwelz, Ormeignies, Aubechies, Blicquy et Ellignies-Sainte-Anne, et la culture de Michelsberg attestée deux cents ans plus tard à Blicquy.
Des travaux publics (TGV et installation d'une conduite de gaz Distrigaz) ont permis de découvrir un de ces sites et d'enrichir la documentation.
Dans le cadre d'un vaste projet immobilier le long du canal Ath-Blaton, des fouilles préventives ont été entamées depuis mai 2015 par la Direction de l'archéologie du Service public de Wallonie. Les sondages systématiques destinés à repérer d'éventuels vestiges ont mis en évidence l'existence d'un site daté du Néolithique ancien (soit environ 7 000 ans par rapport à aujourd'hui). Les traces d'occupation humaine s'étendent sur environ un hectare. Lorsque les recherches seront terminées, il s'agira du plus grand village de cette période fouillé dans la région.

### Époque romaine
Blicquy (village situé dans la commune de Leuze-en-Hainaut) est incontestablement le site romain le plus riche et le mieux connu à ce jour dans la région. Le musée d'Ath et celui de Blicquy donnent une idée précise de son importance.
À la périphérie d'Ath, sur le territoire de Maffle, aux confins des localités de Maffle, d'Ath et de Meslin-l'Evêque, d'importants vestiges gallo-romains de la fin du IIe siècle ont été mis au jour à la fin du XIXe siècle. Ces tombeaux en pierre avaient été pillés, mais les fouilleurs en ont néanmoins retiré des fragments de vases, des pièces de monnaie de Faustine, d'Antonin le Pieux, de Lucille et de Commode, des médailles, ainsi que des morceaux de tuiles. Une population était donc établie dans le voisinage immédiat d'Ath à la fin du IIe siècle.
En 1993, l'agrandissement d'une zone d'activité économique (ZAE) dans la commune de Meslin-l'Évêque a permis la fouille d'une imposante villa gallo-romaine. S'étendant sur au moins 5 hectares, son plan s'apparente aux grandes villae qui se développent en Gaule belgique entre la deuxième moitié du IIe siècle et la première moitié du IIIe siècle. Elle demeure exceptionnelle par son ampleur et du fait de son implantation autour d'un ruisseau.

### Moyen Âge

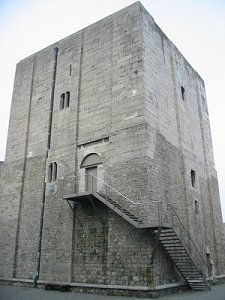
La tour Burbant

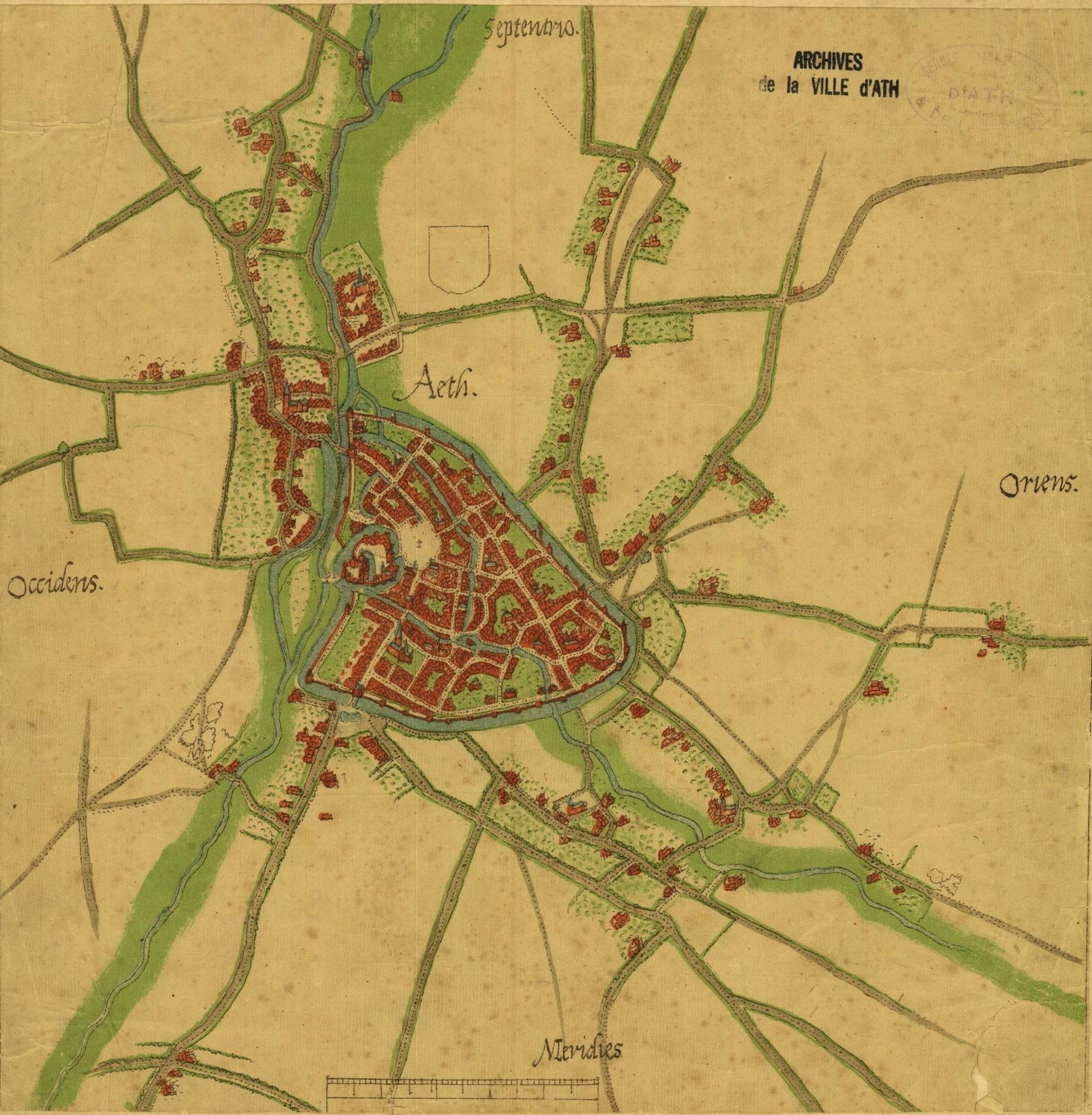
Ath au XVIe siècle - Plan de Deventer

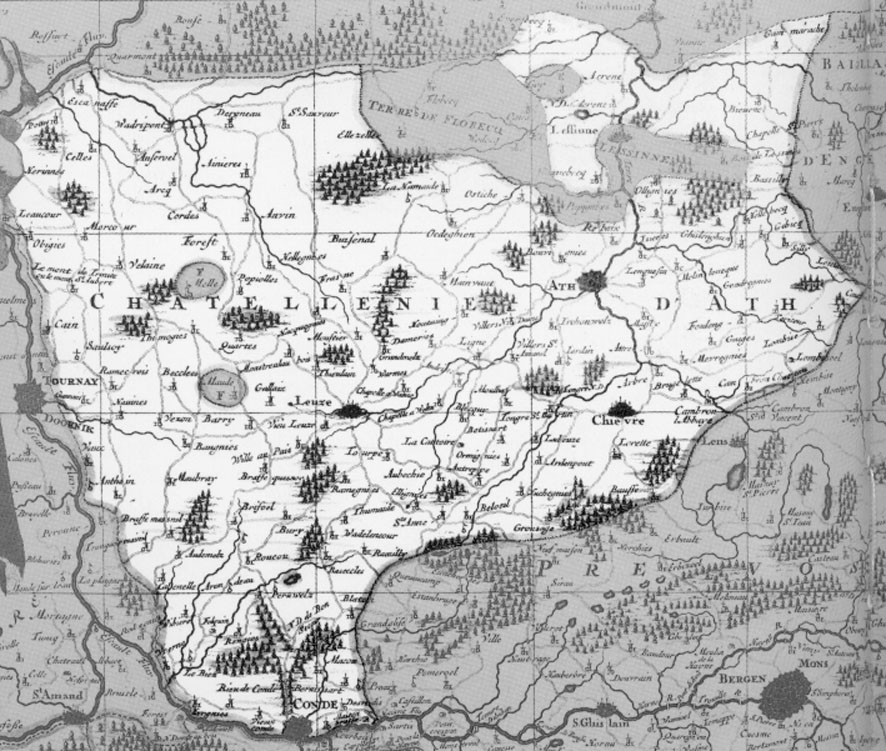
La Châtellenie d'Ath-Plan vers 1700

L'origine et le sens du nom de lieu « Athum » restent inexpliqués. Il apparaît pour la première fois dans un texte de 1076. Il existait alors, au lieu-dit « Viès-Ath », probablement depuis l'époque mérovingienne, une modeste église rurale dédiée à saint Julien et qui appartenait à l'abbaye de Liessies, du Nord de la France. Au nord, près du confluent des deux Dendres, au lieu-dit « Brantignies », se trouvait une église dédiée à saint Martin, possession de l’abbaye Saint-Martin de Tournai. Les petites communautés rurales qui y vivaient commencèrent à assécher le marécage pour le cultiver.
En 1136, Baudouin IV, dit le Bâtisseur, comte de Hainaut, achète une partie de la terre d’Ath à Gilles de Trazegnies qui y avait quelques propriétés et désirait par cette transaction financer son voyage en Terre sainte. Il y construit un donjon carré, la Tour Burbant, afin de protéger le Nord de son comté.
En s'installant à cet endroit, le comte de Hainaut avait un double but : verrouiller à la tête de la vallée de la Dendre une frontière ouverte, perpétuellement menacée par son rival flamand ; surveiller et soumettre à l'autorité comtale les puissantes familles nobles (Avesnes, Chièvres, Silly, Maison de Trazegnies, Lahamaide…) qui voulaient maintenir leur liberté d'action. Un châtelain fut chargé de cette mission. Il agit sur une vaste circonscription militaire et judiciaire, de Tournai à Enghien, de Flobecq à Condé. Autour de la forteresse, la ville neuve s'est développée entre le « Viès-Ath » et Brantignies, et à leurs dépens puisqu'elle a fini par les absorber.
Au XIIIe siècle, le castrum comprend le donjon entouré d'une cour et d'une basse-cour protégées par une muraille et des fossés.
En 1278, on comptait 171 masures de bourgeois. On peut donc se représenter, coupé seulement par quelques voies de circulation convergeant vers le castrum et débouchant toutes sur le « markiet » (marché) immédiatement contigu, un véritable damier de rectangles de superficie sensiblement égale. Rectangles à l'intérieur desquels les bourgeois construisirent leur demeure, primitivement conçue, sans aucun doute, suivant le type de la maison basse entourée d'un jardin. En d'autres termes, chaque bourgeois avait là son « courtil » (parcelle), clos de haies vives ou de piquets de bois.
Le chiffre de 171 masures bourgeoises est d'ailleurs précieux de deux points de vue. D'abord, si l'on estime à vingt ares (ce qui paraît normal) la superficie de chaque courtil, on obtient une surface totale d'environ trente-quatre hectares représentant l'agglomération des courtils bourgeois d'Ath. D'autre part, à supposer qu'un ménage bourgeois compte en moyenne cinq personnes, cela donne, pour 1278, quelque chose comme huit cent cinquante habitants, étroitement groupés près du markiet et de la forteresse comtale.
Deux moulins sont en activité dès cette époque. Le moulin banal représentait d'ailleurs, dans le complexe seigneurial et le système social du temps, un moyen de satisfaire des besoins publics, un instrument d'utilité générale mis à la disposition des Athois par la seule personne qui disposait à la fois de la force motrice de l'eau et des moyens financiers nécessaires à l'édification d'un moulin, et l'usage de cet instrument se payait en redevances au seigneur.
C'est seulement au début du siècle suivant, grâce à l'initiative de Guillaume Ier d'Avesnes, comte de Hainaut, que s'est fait le passage au stade urbain du développement de la cité. C'est Guillaume qui accorde divers privilèges à Ath. C'est lui surtout qui, en 1328, instaure une draperie dans la ville et finance cette nouvelle activité, témoignant ainsi de l'intérêt qu'il porte au développement d'Ath. Une source très tardive lui attribue la création d'une compagnie privilégiée d'archers, qui semble étroitement liée à des travaux de défense et de fortification, comme c'est régulièrement le cas dans les villes murées où ces compagnies assurent des fonctions de guet et de garde. On est alors tenté d'attribuer à Guillaume Ier la construction de la première enceinte d’Ath qui existait, au plus tard, en 1350. Le compte du châtelain de cette année, le plus ancien connu, mentionne les portes de cette enceinte et y enregistre des réparations : portes du Moulin, du Gadre et de Brantignies.
Les Athois furent sûrement dotés de privilèges en 1166 par la charte-loi de fondation ; on a conservé des privilèges généraux de la ville du premier tiers du XIVe siècle et de 1459. Des chartes particulières y ont ajouté des avantages juridiques, fiscaux et économiques divers, dont bénéficiaient les bourgeois masuriers, personnels et forains. Ils étaient exempts du tonlieu ou winage entre la Haine et l'Escaut, excepté au marché du mardi à Chièvres, du meilleur catel, du droit d'aubanité, de mainmorte, d'avouerie, de la banalité du four et du moulin. Ils n'étaient justiciables que du maire et des échevins. Ils étaient protégés dans leur personne du droit de vengeance privée et dans leurs biens et leurs intérêts par le monopole judiciaire des échevins. L'autonomie du « franc-bourg » s'étendait d'ailleurs aux plans financier, militaire, politique et économique. Les institutions communales seront complétées le 14 mai 1406 par le comte Guillaume IV de Bavière qui instituera un conseil de dix notables, élus par le mayeur et les échevins, sur l'avis du châtelain, pour conseiller le magistrat sans empiéter sur la compétence propre des échevins et des jurés. Dotée de libertés, la « ville neuve » attire la population autour de son marché et est ceinturée par une fortification entre 1330 et 1350. La croissance de la population entraîne la construction d’une seconde enceinte, munie de 28 tours, s’allongeant vers le sud et l’est et achevée à la fin du XIVe siècle. La proximité des deux constructions d’enceinte montre que le développement économique et stratégique d’Ath est considérable à cette époque.
La Grande peste fit des victimes à Ath. Le chroniqueur hennuyer François Vinchant (1582-1635) affirme que la maladie aurait fait mourir mille personnes à Ath. Ce chiffre, sans doute approximatif, n'est pas invraisemblable quand on sait que la ville comptait 5 000 ou 6 000 habitants au XVIe siècle. Mais nous restons toujours dans des évaluations hypothétiques. Quoi qu'il en soit, cette donnée confirme l'importance du fléau, mal connu, qui a frappé la ville en 1348-49.
Au XVe siècle, quelque 5 000 personnes vivent en ville. Les activités de production (draps, toiles, peaux, pierre) et l’artisanat de luxe (orfèvrerie, ébénisterie, sculpture) sont en plein essor. Le marché du mardi et la foire annuelle génèrent une intense animation commerciale.
Cependant, sous Philippe le Bon, exactement le 3 mai 1435, un incendie détruisit 800 maisons avec une vitesse effrayante. La ville fut reconstruite.
Signe de la richesse de la ville, les institutions ecclésiastiques et hospitalières se multiplièrent au XVe siècle. Rien ne prouve que ce soit en 1416 que furent fondées les écoles latines, mais elles existaient bel et bien quelques années plus tard. Deux communautés religieuses s'établirent dans la ville, le monastère de Nazareth, qui fut reconstruit une première fois après l'incendie de 1435, entre le quai Saint-Jacques et la place de la Croix Gaillard, et, en 1446, le couvent des Récollets, à l'emplacement du nouvel Athénée. L'hôpital Saint-Jacques apparut, entre 1421 et 1423, sur la place. Il était destiné aux pèlerins étrangers. La chapelle fut consacrée et l'hôpital inauguré en 1426. Après l'incendie de 1435 la chapelle fut reconstruite au même emplacement, mais l'hôpital fut installé rue des Bouchers. Un nouvel incendie en 1504 amena sa reconstruction sur le quai Saint-Jacques. L'hôpital de la Madeleine fut, lui, un hôpital pour les malades. Il fut fondé en 1448 à la suite d'un conflit entre le magistrat et les béguines du Pont du Moulin qui refusaient la tutelle échevinale. La ville acquit un terrain situé actuellement entre la rue Ernest-Cambier et le square Saint-Julien et elle y installa huit religieuses qui adoptèrent la règle de l'hôtel-Dieu de Valenciennes et obtinrent de Philippe le Bon, le 14 avril 1449, des droits qui furent consignés dans une charte.
Dans cette ambiance générale se développe la procession, célébration de la dédicace de l’église paroissiale. Y défilent des groupes, illustrations des récits de l’Ancien et du Nouveau Testament, de la Légende dorée ou du Cycle de Charlemagne.

### Temps modernes

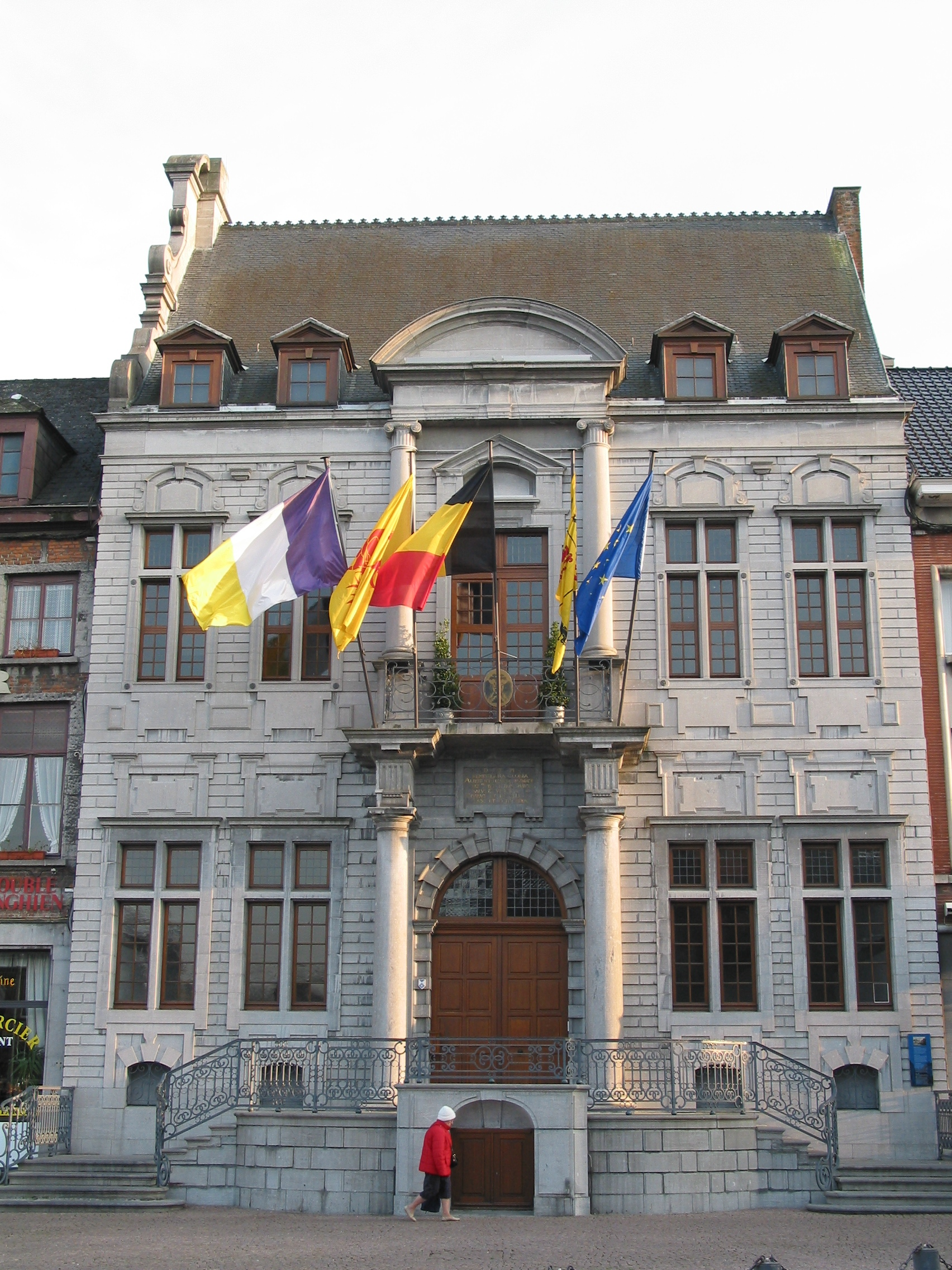
L'hôtel de Ville

Ath est occupée de 1578 à 1579 par les orangistes.
Le XVIIe siècle débute par la construction de l'hôtel de ville, entre 1616 et 1624, d'après les plans du célèbre architecte des archiducs Albert et Isabelle, Wenceslas Cobergher. Quelques années plus tôt, en 1608, les Capucins établissaient, au Marché aux toiles, le couvent qui fut transféré rue des Hauts-Degrés en 1672. Les Jésuites s'établissaient en 1621. En 1627, les sœurs grises de la Pénitence, ou couvent de Saint-François, s'installèrent rue des Bouchers. À partir de 1668, la ville va prendre un nouveau visage.
Le plan défensif  militaire de Ath sera métamorphosé par Jean Boulengier au début du XVIIe siècle durant la période espagnole. En 1667, les armées de Louis XIV conquièrent la ville. Après cette conquête, Vauban s'inspirera des plans de Boulengier et améliorera les fortifications entre 1668 et 1674. Ath fut la première ville du pays dont Vauban signera les plans de fortification, agissant de même un peu partout (repérage des relevés, inspiration et transformation) . Étalés sur six ans, les travaux mobiliseront jusqu'à 1 800 soldats et plus de 400 civils. La ville est de nouveau assiégée par Vauban en 1697, par les Alliés commandés par Marlborough en 1706, et une fois encore par les Français en 1745.
Cette imposante enceinte comprend huit bastions,créés en 1636 par Boulengier, reliés par des courtines, elles-mêmes protégées par des tenailles et des demi-lunes. La place forte sera démantelée après le siège de 1745.
Le développement urbain est directement lié à l'extension des voies de communication. À partir du XVIIIe siècle, les chaussées dites thérésiennes (réalisées à l'époque de Marie-Thérèse d'Autriche) relient Ath à Mons (1727), Tournai (1744) et Bruxelles (1769). Le réseau routier est complété et amélioré au XXe siècle.

### Époque contemporaine

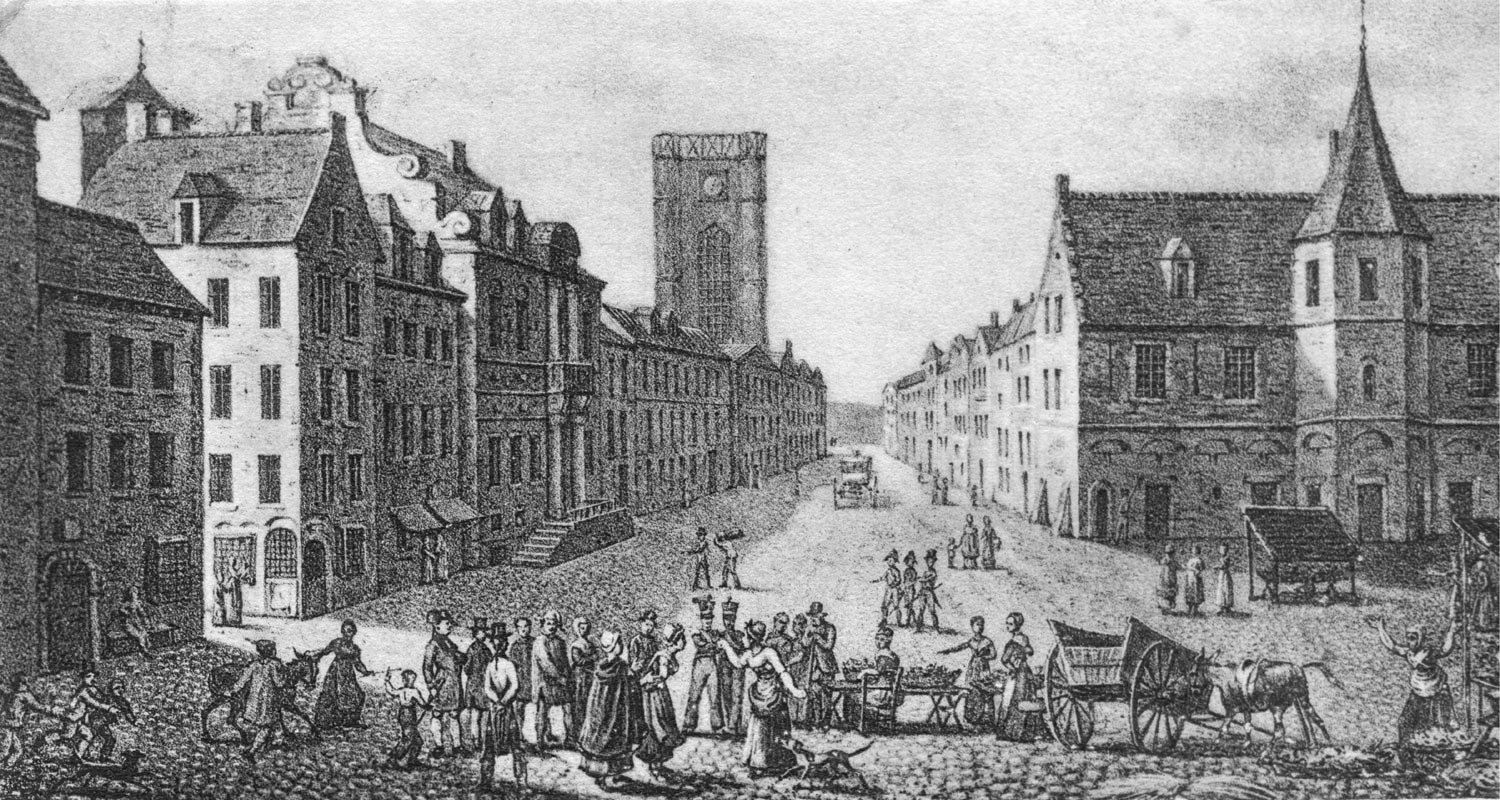
La Grand place entre 1817 et 1821, Gravure par Jean-Baptiste Madou

Le régime français est marqué par l'abolition de l'Ancien Régime et son remplacement par le régime censitaire qui assure la domination de la bourgeoisie. Les institutions actuelles (conseil communal, justice de paix) vont s'installer. Ath devient le centre d'un canton et d'un arrondissement.
Ces transformations ne se réaliseront pas sans excès ou sans déboires : les géants seront brûlés, les contributions lourdes et les actes de violence particulièrement nombreux. L'influence de la guerre, presque permanente, fera sentir ses effets : passages de troupes, chasse aux conscrits réfractaires, internement des prisonniers de guerre, recrutement de soldats.

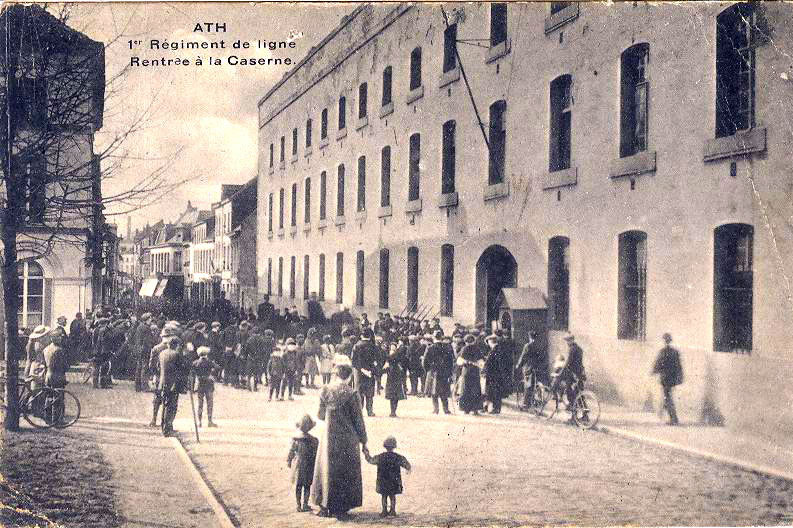
La caserne Siron vers 1900

Mais l'époque napoléonienne procura aux toiles d'Ath des débouchés à travers toute l'Europe. Les familles bourgeoises en tirèrent largement profit.
Les Hollandais relèvent les fortifications démantelées au XVIIIe siècle. Sur le mont Féron, ils construisent un fort et des casemates souterraines, encore visibles de nos jours. Elles sont un témoignage intéressant sur l'art militaire hollandais.
La caserne Siron, aujourd'hui démolie en était un autre. On retrouve aussi l'influence hollandaise dans le petit corps de garde édifié sur la grand-place à l'emplacement de la halle et dans les parties de l'église Saint-Julien qui ont été reconstruites après l'incendie de 1817.
La participation des Athois à la révolution belge de 1830 est importante. La ville se libère elle-même et envoie des volontaires à Bruxelles. Un de ses représentants, Eugène Defacqz, joue un grand rôle au Congrès national.
Si Ath compte 7 300 habitants à la fin du XVIIIe siècle, elle traverse une grave crise dans la première moitié du XIXe siècle. Entre 1840 et 1850, la ville connaît une période difficile à la suite du déclin du commerce de la toile (6 000 toiles vendues en 1843 contre 25 000 au début du siècle). Les effets de la révolution industrielle tardent à se faire sentir. En 1845, 3 400 habitants sur 8 315 sont secourus par le bureau de Bienfaisance. La croissance économique de la seconde moitié du siècle est déclenchée par l'essor de l'industrie du bois et de la pierre, la mécanisation des activités textiles et l'activité des industries agro-alimentaires. Les usines et les ateliers de travail du bois comptent 1 000 ouvriers vers 1900 alors que les carrières occupent près de 600 personnes (surtout dans le village voisin de Maffle). Vers 1890, quelque 200 personnes s'activent dans les moulins et brasseries et la mécanisation du textile offre de l'emploi à plusieurs centaines d'ouvriers.
Ath devient un nœud de communications ferroviaires : le chemin de fer la relie à Mons en 1848, à Alost en 1855, à Bruxelles en 1866, à Blaton en 1878 et à Saint-Ghislain en 1879. Le réseau s'enrichit au début du XXe siècle des liaisons vicinales vers Flobecq et Frasnes. La mise en service du canal d'Ath à Blaton assure les liaisons par voie navigable avec la France et la canalisation de la Dendre favorise le trafic vers le nord du pays (1865).
Si la ville d'Ath atteint son apogée au début du XXe siècle avec 11 226 habitants en 1916, elle souffre des difficultés économiques de l'entre-deux-guerres qui marquent le déclin puis la disparition progressive de l'industrie du meuble, des usines textiles et des agro-industries.
Au XXe siècle, le déclin industriel a mis en évidence le rôle commercial, administratif et scolaire de la cité de Goliath. Au cours des 20 dernières années, la rénovation urbaine a permis la renaissance et le développement de nombreux quartiers alors que les monuments publics (hôtel de ville, églises, musées, bâtiments administratifs) étaient rénovés ou restaurés. Le dynamisme de la cité s’est affirmé avec l’aménagement réussi de la Grand-Place ou les projets de développement touristique.

#### Première Guerre mondiale
Le 31 juillet 1914, le roi Albert Ier décrète la mobilisation générale de l’armée pour que la neutralité de la Belgique soit préservée. Les réservistes arrivent à la caserne le 4 août 1914 et la quittent le lendemain.

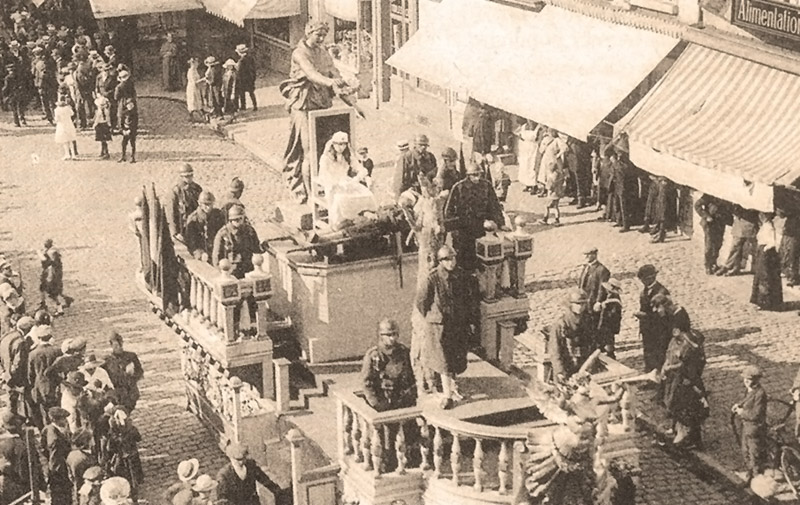
Le Char de l'apothéose en 1919

Les Allemands entrent en ville le vendredi 21 août 1914. C'est la veille de la ducasse. Toutes les festivités sont annulées. L'occupation allemande est dure. Les usines de meubles sont fermées. L’approvisionnement est difficile, la presse est suspendue, l’occupant réquisitionne, etc.
En 1917, des Athois sont déportés. La Résistance s’organise : réseaux d’espionnage (les frères Descamps, Léon Trulin et Gabrielle Petit), organisation de sabotages (le plus célèbre est celui de la gare de Mévergnies en mars 1918).
En novembre 1918, les Allemands font exploser les voies de chemin de fer, puis la gare est bombardée par les Alliés. Ce sont les Anglais qui libèrent la ville. Le cortège de la Ducasse 1919 est remanié pour célébrer la victoire et sortira deux fois. Le Char d'Albert et Isabelle est transformé en Char de l'apothéose montrant, Albert, le Roi chevalier et Elisabeth, la reine infirmière entourés de poilus en uniforme.
Un monument aux morts est érigé au fond de la rue Ernest Cambier.

#### Seconde Guerre mondiale
La mobilisation générale est décrétée le 26 août 1939, le samedi de la ducasse. Diverses mesures sont prises pour faire face à un conflit : occultation des réverbères et des écrans de passage à niveau, aménagement d'abris contre les attaques aériennes, essai de sirènes, etc. La défense passive s'organise. Le vendredi 10 mai 1940, les Allemands attaquent la Belgique. Deux alertes résonnent à Ath. Un avion allemand est abattu à Ormeignies et quatre aviateurs sont faits prisonniers. La population civile, paniquée, prend le chemin de l'exode. En décembre 1939, des cartes de ravitaillement sont distribuées. Le rationnement est instauré le 10 mai 1940 mais n'entre réellement en pratique que le 25.
Dès la capitulation de la Belgique, les autorités allemandes imposent un rationnement sévère des denrées alimentaires (et du savon par exemple). Le bétail est réquisitionné. La fraude, le vol (de pommes de terre par exemple) et le marché noir sévissent en ville et dans les campagnes.
Pour abuser les Alliés et les détourner de l'aérodrome de Chièvres, un faux terrain d'aviation fut créé par les Allemands à la limite d'Aubechies et d'Ormeignies, avec des avions en bois et un bunker encore visible près de la ligne TGV.
Si la collaboration avec l'occupant existe, la Résistance s'organise. Elle est particulièrement active dans les villages. Des groupements, tels que les Partisans Armés, le Front de l’Indépendance hainuyer, l’Armée Secrète, le Groupe G ou le Réseau Porcupine Mandrill, y sont bien implantés. Le hameau de Perquiesse – Francquier était régulièrement utilisé comme lieu de parachutage ou d’atterrissage d’avions britanniques.
Dès la fin de 1943, les actions se multiplient : sabotages de lignes de chemin de fer (en particulier la ligne Mons–Grammont qui passe à Rebaix), incendies de wagons, subtilisation de documents administratifs, récoltes de vivre pour le maquis, sauvetage de pilotes anglais, presse clandestine et renseignements, sans oublier des expéditions de représailles contre des collaborateurs. La cache de réfractaires constitue une des formes de résistance passive la plus courante.
Après le débarquement de Normandie, les actions se durcissent, mais aussi la répression. À Rebaix, en juillet 1944, deux rexistes sont abattus. 66 otages sont arrêtés. Certains des otages rebaisiens seront déportés à Zittau, puis internés à Bodenbach, en Tchécoslovaquie. La plupart reviendront.
La Libération a lieu le 3 septembre 1944, tant dans les villages qu'au centre-ville. Les Américains entrent à Ormeignies à 11h, les Anglais à Autreppe. La Brigade Piron, précédée par les Welsh Guards, libère Ath avant de se rendre à Bruxelles.
Le 8 septembre 1944, on célèbre le mariage de Goliath à l'église Saint-Julien devant une foule considérable.

### Marché du jeudi

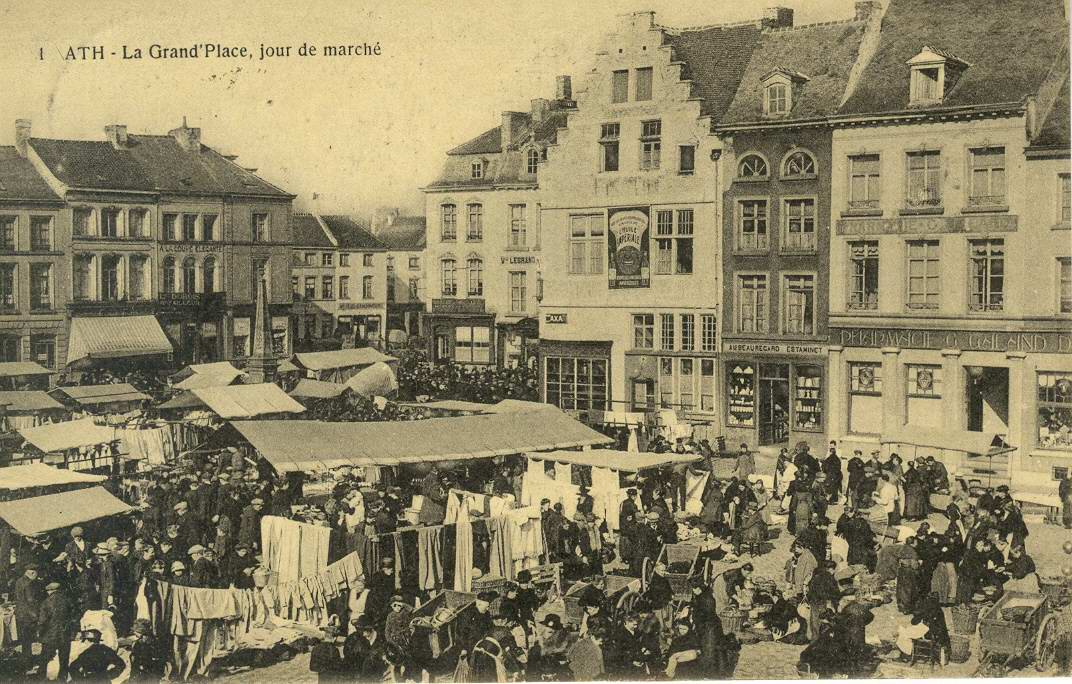
Le marché d'Ath vers 1900

Les historiens Léo Verriest et J. Dugnoille estiment qu’un marché a dû exister depuis le début de la ville neuve (vers 1166).
En 1312, des Lombards (banquiers italiens) sont attestés à Ath. En 1325, la halle aux blés, aux viandes et aux draps est construite sur la Grand-Place. Ce bâtiment sera reconstruit en 1482 et 1820. En 1360 : le marché aux toiles voit le jour ; sa notoriété sera renforcée par le duc Philippe le Bon en 1458.
Le premier écrit qui parle d'un marché date du 27 juin 1368 lorsque le duc Albert de Bavière accorde une franchise aux négociants qui se rendent à Ath. Ce décret fut visé et confirmé par Philippe le Bon en mars 1451. Les vendeurs y viennent du Hainaut entier. Les grains, viandes et draps s’achètent à la halle. Le poisson a son marché en bordure de Dendre ; une minque y est aussi créée en 1750. Les toiles envahissent une petite placette contiguë au grand marché. Vu l’ampleur du commerce textile, le marché aux toiles se tient, non seulement le jeudi, mais également le lundi et le samedi.
Les bourgeois et manants de la ville peuvent y acheter notamment des volailles, du beurre, des œufs, du fromage, des fruits, des cochons, etc. Les emplacements réservés aux marchands sont déterminés par le magistrat.
De la Révolution française à la révolution belge, les places aux foires et marchés sont affermées par adjudications publiques pour le terme de trois ans. Le nouveau régime belge conserve le même principe. Chaque marchand a ainsi un abonnement au mètre carré par année.
Le règlement de 1907 rappelle et maintient la corrélation entre l’endroit de la vente et le type de produits commercialisés. Le beurre et les œufs sont vendus sur le marché aux toiles, les poulets et petits animaux sur le marché au lin, les fruits entre le bureau de police et la statue d’Eugène Defacqz, les légumes dans les rues de Brantignies et du pont Quelin, et enfin, les produits manufacturés et autres sur la grand place. Par décision du conseil communal, le marché aux fruits et légumes est déplacé à la rue Ernest Cambier en 1913.
Au XXe siècle, des plans mentionnent 286 emplacements sur le marché (grand place et marché aux toiles). En cas de travaux, foire ou ducasse, le marché, dit alors « dispersé », est situé, dans les années 1950, sur le square Saint-Julien et dans les rues du jeu de paulme, du puits caffin, de la Madeleine et du collège. Durant les années 1960-1970, le marché dispersé s’étend depuis le pont de Brantignies jusqu’au monument des partisans rue de la station, le haut de la rue de l’industrie étant réservé aux horticulteurs et marchands de fleurs.
Après la Seconde Guerre mondiale, la taxe communale est perçue sur différents types de marchandises : œufs, beurre, volaille, marchands de volaille, démonstrateurs, fruits et légumes et étalages divers. Des marchands sont originaires d’Anderlecht, Péruwelz, Ellezelles, Baudour, Flobecq, Overboelaere, Bruxelles et Warchin. Des demandes d’emplacements, en 1981-1982, font place à des marchands de Deux Acren, Bruxelles, Kuurne, Ninove, Basècles, Molembeek-Saint-Jean, Waterloo, Bredene, Izegem, Oosterzele ou Courtrai.
Aujourd'hui, le marché se tient le jeudi de 8 heures à 12 h 30. Chaque place est adjugée une fois par an et renouvelée par tacite reconduction. L’adjudication des places libres a lieu le dernier jeudi de juin. Les lots non adjugés peuvent être loués chaque jeudi au commerçant qui se présente le premier.

### Industries disparues

#### Industrie de la pierre
Les découvertes gallo-romaines attestent du travail du calcaire ou du grès dans l'Antiquité autour d'Ath (essentiellement à Maffle). Au Moyen Âge, l'activité est connue vers les XIVe siècle et XVe siècle. À partir du début du XIXe siècle, les commandes des agriculteurs (pour la chaux), les besoins des travaux publics et privés en pierres taillées ou en pavés (routes, gares, canaux, digues, fortifications) favorisent le développement des carrières et les débuts de leur mécanisation. La croissance a continué jusqu'à la Première Guerre mondiale. Le déclin a commencé après celle-ci et s'est accentué jusqu'en 1945. Aujourd'hui, il ne reste plus de siège d'extraction de la pierre dans tout l'arrondissement d'Ath.

#### Industrie du bois
Les usines Cambier étaient les plus importantes. Vers 1880, Léon et Henri Cambier établissent près du canal, au niveau de l'ancien bastion d'Artois une grande usine qui occupa jusqu'à 700 ouvriers. Spécialisée dans les chaises en bois tourné, on y produisait aussi du mobilier et de la décoration d'intérieur.
Les usines Carton sont concurrentes de la précédente. L'usine de François Carton et Myrtill Herman produisit dès la seconde moitié du XIXe siècle des chaises, meubles et banquettes de café. En 1896, elle occupe 247 ouvriers.
Léon Delmée, Yvo Herman, Émile Gignez, les frères Cardinal, Maurice Sansen… fabriquaient également des chaises et du mobilier.

#### Industrie textile
L'usine des frères Sadoine s'est installée le long de la Dendre en 1866, derrière le moulin des Estanques, perpétuant, à la révolution industrielle l'activité principale de la ville sous l'Ancien Régime. La toile sera remplacée par la jute au XXe siècle.
Les produits de bonneterie de Félix Empain sont réalisés et vendus sur place dans un magasin situé rue de la Caserne : « Chez Grand-mère ».

#### Brasseries
La brasserie Wincqz (rue Defacq) a été fondée par Félicien Wincqz (né en 1862) et a fonctionné à la fin du XIXe siècle. Internat scolaire dans les années 1960, elle abrite actuellement des appartements.
La brasserie Langie (Petite rue des Bouchers) était installée dans un hôtel de maître du XVIIIe siècle. On lui adjoint une cheminée pour la malterie au XIXe siècle (aujourd'hui démolie). Restauré, le bâtiment est voué au logement.

#### Sucrerie
La sucrerie d'Ath s'est développée au faubourg de Mons à partir de 1871. Exploitée par Bara, Durieu et Compagnie au début du XXe siècle, elle produit 3 millions de kilos de sucre de betterave. En 1926, elle a traité sur sa campagne 50 millions de kilos de betteraves. Les activités ont cessé dès 1952 (la candiserie reste active jusqu'en 1970).

### Faits historiques mineurs
Quelques faits de la « petite histoire » d'Ath.
Le 3 mai 1335, un violent incendie détruit une grande partie de la ville depuis la porte du Gâdre jusqu'à la porte d'Enghien.
Le 4 juin 1357, à la médiation du comte de Hainaut Guillaume III de Bavière, est conclu entre Louis de Maele, comte de Flandre et Wenceslas, duc de Brabant, le « traité d'Ath » qui rattache la principauté de Malines au Brabant.
Le 13 mai 1394, messire Gérard d'Obies, châtelain d'Ath, pose la première pierre de l'église Saint-Julien, en présence du magistrat, du Conseil et de l'abbesse de N.-D. du Refuge, Alix d'Embrinne.
Le 6 novembre 1423, le pape Martin V délivre une bulle permettant la fondation de l'hôpital Saint-Jacques ainsi que la chapelle. Ces édifices étaient destinés au service des pèlerins faisant étape à Ath sur le long cheminement qu'ils accomplissaient vers Saint-Jacques-de-Compostelle, en Espagne.
Le 24 mars 1445, Philippe le Bon abolit la table des jeux de dés et de brelan établie square Saint-Julien à Ath. Les infractions sont punies de 10 livres tournois. On trouve dans l'exposé des motifs: «... pourquoy les délinquans ont esté pugnis de mort, et que plus est, continuellement notre Sauveur Jhu-Crist, la glorieuse Virge Marie et les beneois sains du paradis, y sont renoyer et despitez, horriblement jurez et parjurez, et moult outrageuses et vilaines paroles proférées... Ce pourquoi ordonnons... (sic) »
Le 30 janvier 1448, Philippe le Bon séjourne à Ath, au château. Sur proposition de Thiry de Meersem, châtelain, le magistrat lui offre un muid et demi de vin vermeil (216 litres) du prix de 20 livres 8 sols.
Le 13 juillet 1499, Philippe le Beau, père de Charles Quint fait sa joyeuse entrée à Ath.
Le 14 décembre 1508, Julien Fossetier, poète et historien, né à Ath en 1451 dédie à Marguerite d'Autriche, régente des Pays-Bas, ses « Chroniques Margariticques » et en 1525, au lendemain de la victoire de Pavie, il adresse un ouvrage en vers à l'Empereur Charles Quint.
Le 15 juin 1671, Louis XIV arrive à Ath, séjourne en la rue des Récollets avec les « 3 reines » pendant plusieurs semaines. La tour de l'église Saint-Julien est illuminée dans toute sa hauteur.
Le 22 mai 1697, le maréchal de Catinat investit la place d'Ath.
Le 19 juillet 1754, Charles de Lorraine, gouverneur des Pays-Bas autorise la confrérie de la Passion à ériger un calvaire sur le rempart. Il sera transféré par après près de l'église Saint-Martin.
Le 19 juin 1781, un édit proscrit aux étudiants du collège d'Ath de fréquenter les cabarets.
Le 18 mars 1793, le major Leloup, « le diable athois » contribue à la victoire des Autrichiens à Neerwinden et l'année suivante, ce même Jean Leloup combat le général français Pichegru, ce qui lui vaut d'être élevé au grade de lieutenant-colonel.
Le 27 mars 1793, en l'hôtel du château Bourlu à Ath, le général Dumouriez signe entre les mains du général Mack, chef de l'état-major des armées autrichiennes, sa trahison qui consistera à aider l'Autriche à rétablir son autorité en Belgique. Assistent à cet acte les généraux Valence, Thowenot, le duc de Chartres (futur Louis-Philippe Ier) et le colonel Montjoye.
Le 8 juillet 1794, le général Kleber requiert les Athois de fournir à ses troupes campées à Isières, 15 000 rations de pain, 7 000 pots de bière et 8 000 livres de viande.
Le 5 fructidor an II de la République (25 août 1794), un jeudi, les géants d'Ath sont brûlés au son des carmagnoles.
Le 25 août 1798, la foire d'Ath supprimée par l'empereur Joseph II est rétablie.
Le 10 avril 1817, l'église, la flèche et le carillon de Saint-Julien sont incendiés. Détruite le 27 mars 1606 par une violente tempête, elle était reconstruite le 26 avril 1607.
Le 4 mai 1823, le roi Guillaume Ier des Pays-Bas arrive à Ath et y séjourne quelques jours avec le prince Frédéric.

## Héraldique
|  | Les armoiries de la ville d'Ath apparaissent pour la première fois dans le sceau que lui octroya le comte de Hainaut, Guillaume IV de Bavière par acte du 14 mai 1406. L'aigle rappelle l'appartenance du prince à une famille qui avait occupé, en la personne de son grand-père, Louis de Bavière, le trône impérial, et l'inclusion du Hainaut dans l'empire germanique depuis le Xe siècle. Le lion est l'emblème héraldique du fondateur de la ville, Baudouin IV de Hainaut. La croix perronnée est la croix de franchise, symbole des privilèges communaux. Les armes actuelles ont été accordées en 1818 et confirmées en 1840. Blasonnement : D'or à une aigle éployée de sable lampassée de gueules, chargée sur la poitrine d'un écussion d'or au lion de sable, l'écu posé devant une croix treflée de sable dressée sur trois degrés de même. - Délibération communale : 1 septembre 1977 - Arrêté royal : 8 juin 1979 - Moniteur belge : 12 septembre 1979 |

## Administration et politique

### Sections de commune
La fusion des communes est effective au 1er janvier 1977. La nouvelle entité créée regroupe 19 anciennes communes ou sections, l'ancienne ville d'Ath et 18 villages.
| #  | Nom                 | Superf. (km²) | Habitants (2020) | Habitants par km² | Code INS |
| -- | ------------------- | ------------- | ---------------- | ----------------- | -------- |
| 1  | Ath                 | 15,68         | 13.578           | 866               | 51004A   |
| 2  | Lanquesaint         | 3,05          | 433              | 142               | 51004B   |
| 3  | Rebaix              | 6,04          | 1.015            | 168               | 51004C   |
| 4  | Isières             | 6,95          | 1.215            | 175               | 51004D   |
| 5  | Meslin-l'Evêque     | 12,11         | 1.571            | 130               | 51004E   |
| 6  | Ghislenghien        | 6,04          | 820              | 136               | 51004F   |
| 7  | Gibecq              | 6,38          | 291              | 46                | 51004G   |
| 8  | Arbre               | 3,16          | 760              | 240               | 51004H   |
| 9  | Maffle              | 2,79          | 1.739            | 623               | 51004J   |
| 10 | Irchonwelz          | 4,15          | 1.150            | 277               | 51004K   |
| 11 | Ormeignies          | 10,91         | 1.116            | 102               | 51004L   |
| 12 | Moulbaix            | 4,30          | 624              | 145               | 51004M   |
| 13 | Villers-Notre-Dame  | 1,63          | 198              | 122               | 51004N   |
| 14 | Villers-Saint-Amand | 6,76          | 624              | 92                | 51004P   |
| 15 | Ligne               | 5,46          | 896              | 164               | 51004R   |
| 16 | Houtaing            | 4,54          | 641              | 141               | 51004S   |
| 17 | Mainvault           | 13,57         | 1.392            | 103               | 51004T   |
| 18 | Bouvignies          | 4,77          | 720              | 151               | 51004U   |
| 19 | Ostiches            | 8,66          | 674              | 78                | 51004V   |

### Évolution politique
Sous l'Ancien Régime, Ath a été gouvernée par les notables. Les échevins sont toujours des fils ou gendres d'échevins. Les dirigeants et hauts fonctionnaires communaux sont choisis dans un cercle restreint et peu accessible.
Sous le régime censitaire, il en a encore été ainsi, mais l'évolution de la loi électorale a atténué puis supprimé cette oligarchie. Sous la période unioniste, l'esprit de 1830 se maintint. Les catholiques l'emportaient aux élections législatives, les libéraux contrôlant le conseil communal. La question du collège d'Ath brisa cette entente et les partis s'affrontèrent dans la presse dès 1841. Dès sa constitution, le parti libéral l'emporta et conserva la majorité jusqu'en 1903. Mais les deux ailes de celui-ci, les doctrinaires conservateurs et les radicaux progressistes, s'opposèrent vigoureusement. Ces derniers, conduits par le bourgmestre Jean-Baptiste Delescluse et le secrétaire communal Henri Marichal, l'emportèrent de 1848 à 1855. Doctrinaires et catholiques reconstituèrent pour un temps (1852-1857) l'unionisme. La défaite des radicaux rendit la majorité aux libéraux, mêmes s'ils étaient divisés sur la question sociale (Association libérale contre Ligue démocratique).
Les élections de 1894, faites au suffrage universel tempéré par le vote plural, permirent l'entrée en scène des socialistes, qui vont jouer un rôle d'arbitre. Avec l'adoption du suffrage universel pur et simple (1919), ils devinrent le parti athois le plus important et même emportèrent la majorité absolue de 1932 à 1938, et depuis 1945.

### Conseil et collège communal 2024-2030
Ci-dessous, le tableau des résultats des élections communales de 2024.
| Parti | Parti            | Voix (2024) | Voix (2018) | % (2024) | % (2018) | +/-     | Sièges  | +/- | Collège |
| ----- | ---------------- | ----------- | ----------- | -------- | -------- | ------- | ------- | --- | ------- |
|       | ECOLO            | 1.459       | 2.638       | 7,40%    | 13,55%   | 6.15 %  | 1 / 31  | 3.0 | Non     |
|       | LES ENGAGÉS      | 2.476       | -           | 12,56%   | -        | 0.0 %   | 4 / 31  | 4.0 | Non     |
|       | PS               | 6.766       | 6.817       | 34,31%   | 35,01%   | 0.7 %   | 12 / 31 | 1.0 | Oui     |
|       | PTB              | 1.160       | -           | 5,88%    | -        | 0.0 %   | 1 / 31  | 1.0 | Non     |
|       | MR.@th           | 4.150       | 2.931       | 21,04%   | 15,05%   | 5.99 %  | 7 / 31  | 3.0 | Oui     |
|       | LA LISTE ATHOISE | 3.710       | 6.053       | 18,81%   | 31,09%   | 12.28 % | 6 / 31  | 4.0 | Non     |
|       | DéFI             | -           | 777         | -        | 3,99%    | 0.0 %   | - / 31  | 0.0 | Non     |
|       | DM               | -           | 255         | -        | 1,31%    | 0.0 %   | - / 31  | 0.0 | Non     |
| Total | Total            | 19 721      | 19 471      | 100 %    | 100 %    |         | 31      |     |         |

Le 25 juin 2024, Bruno Lefebvre, élu député Wallon, doit choisir entre son poste de bourgmestre et celui de député. Il décide de démissionner ce jour-là. Florent Van Grootenbrule qui devient directement bourgmestre faisant fonction.
Florent Van Grootenbrulle (PS) devient bourgmestre le 2 décembre 2024. Il est assisté dans la gestion de la ville par 6 échevins : Ysaline Remy  (MR), Jérôme Salingue (PS), Christophe Degand (MR), Ludivine Gauthier - (PS), Murielle Cornil (MR), Jessy Keldermans (PS).
| Collège communal  |                           |             |
| ----------------- | ------------------------- | ----------- |
| Bourgmestre       | Florent Van Grootenbrulle | PS          |
| 1er Échevine      | Ysaline Remy              | MR - MR.@th |
| 2e Échevin        | Jérôme Salingue           | PS          |
| 3e Échevin        | Christophe Degand         | MR - MR.@th |
| 4e Échevine       | Ludivine Gauthier         | PS          |
| 5e Échevine       | Murielle Cornil           | MR - MR.@th |
| 6e Échevin        | Jessy Keldermans          | PS          |
| Président du CPAS | Dany Vandenbrande         | PS          |

### Infrastructures publiques
Ath abrite un commissariat de police, une caserne de pompiers, un hôtel des finances, un tribunal de Justice de paix ainsi que d'une Maison de l'emploi du Forem.
L'infrastructure hospitalière comprend un hôpital (« La Madeleine ») faisant partie du réseau RHMS, un centre d'accueil de jour pour personnes adultes handicapées (les « Heures heureuses ») et des maisons de repos.
Le « Ceva » (« Centre d’Exposition et de Valorisation Agricole ») fut inauguré le 28 septembre 1985, en présence du Ministre Philippe Busquin. Il s'agit d'un vaste hall de 3 700 m2 où se déroulent des manifestations de haut niveau en matière économique, agricole et sportive.
Intégré avec le Ceva, l’abattoir de la ville d’Ath (mis en service en 1958) présente aujourd'hui la particularité d'être toujours propriété communale. Il propose ses services aux entreprises du secteur agroalimentaire, aux bouchers, aux agriculteurs et aux particuliers pour l'abattage des espèces bovines, porcines, ovines et chevalines. Actuellement, environ 80 % des bêtes proviennent d’un rayon de plus ou moins 40 kilomètres de ses infrastructures. L’abattoir a également l’avantage de répondre aux normes de la Communauté européenne et est agréé CEE. Il peut donc commercialiser ses produits dans le monde entier contrairement à un abattoir de faible capacité limité à la Belgique.

### Budget et fiscalité
Le budget initial pour l'exercice 2007 présentait au service ordinaire un déficit de 913 104 euros à l’exercice propre. Le budget de l’exercice 2008, quant à lui, présente un mali de 1 397 956 euros, soit 484,852 euros de plus que l’an dernier. Les recettes globales s'élèvent à 28 714 177 euros pour un total des dépenses de 30 595 368 euros.
Le budget 2009 présente une situation positive à l'exercice propre de 172 074 euros. Les bénéfices accumulés au fil des années restent positifs (2 615 221 euros). Différents facteurs ont permis d'améliorer la situation financière de la commune : la restitution par la Région wallonne d'une aide exceptionnelle reçue lors de la catastrophe de Ghislenghien, une inflation moins élevée que prévu, une conjoncture économique qui a amené les autorités monétaires à baisser les taux d'intérêt et un nouvel effort pour réduire les dépenses de fonctionnement.

Le budget 2009 d’Ath.

La majorité des recettes (56 %) provient des taxes (taxe communale pour l’enlèvement des immondices ; taxe communale pour le raccordement à l’égout ; taxe additionnelle à l’impôt des personnes physiques (8,7 % en 2008)) et de la délivrance de documents administratifs payants.

Les recettes 2009 d’Ath.

Le poste de dépense le plus important concerne le personnel communal (40 %).

Les dépenses 2009 d’Ath.

### Gestion des déchets
En 2016, la production totale des déchets est de 521 kg par habitant dont 163 d'ordures ménagères, récoltées par les services communaux dans des sacs poubelles payants.
La ville d'Ath fait partie du réseau IPALLE (Intercommunale de propreté publique des régions de Péruwelz, Ath, Leuze-en-Hainaut, Lessines, Enghien et du Tournaisis.) Les déchets sont envoyés au centre de traitement des déchets de Thumaide, créé en 1980 dans le but de mettre fin aux nuisances générées par la mise en décharge des ordures brutes. Au départ, « simple » station d’incinération, le centre de Thumaide a connu des mutations importantes au cours du temps, pour devenir aujourd’hui une installation moderne, performante et polyvalente de traitement des déchets.
Un parc à conteneurs et trois stations d'épuration des eaux se trouvent sur le territoire de la commune (Ath, Maffle et Bouvignies).

### Administration
| Entrée en fonction | Identité                  | Parti         |
| ------------------ | ------------------------- | ------------- |
| 1830               | Édouard de Rouillé        | (Unionisme ?) |
| 1833               | Jean-Baptiste Delescluse  | Parti libéral |
| 1837               | Jean-Baptiste Taintenier  | Non inscrit ? |
| 1848               | Jean-Baptiste Delescluse  | Parti libéral |
| 1855               | Charles Lor               | Parti libéral |
| 1858               | Félicien Wincqz           | Parti libéral |
| 1863               | Auguste Broquet           | Parti libéral |
| 1869               | Florimond Delmée          | Parti libéral |
| 1875               | Louis Pilette             | Parti libéral |
| 1879               | Emile Durieu              | Parti libéral |
| 1902               | Oswald Ouverleaux         | Parti libéral |
| 1926               | Fernand Felu              | Non inscrit ? |
| 1932               | Emile Carlier             | P.O.B         |
| 1934               | Fernand Lefranc           | P.O.B         |
| 1938               | Fernand Felu              | Non inscrit ? |
| 1945               | Georges Empain            | Non inscrit ? |
| 1946               | Horace Leleux             | Non inscrit ? |
| 1947               | Camille Van Graefschepe   | P.S.B.        |
| 1970               | Georges Vandensavel       | PSB           |
| 1977               | Guy Spitaels              | PS            |
| 1997               | Bruno Van Grootenbrulle   | PS            |
| 2008               | Jean-Pierre Denis         | PS            |
| 2012               | Marc Duvivier             | PS            |
| 2018               | Bruno Lefebvre            | PS            |
| 2024               | Florent Van Grootenbrulle | PS            |

### Jumelage
Le village de Meslin-l'Évêque est jumelé avec :
 Meslin (France) depuis 1980.

## Population et société

### Généralités
La commune compte 127,90 km2 et 30 048, habitants, soit une densité de 234,93 habitants/km².

### Démographie
| 1697  | 1784  | 1801  | 1846  | 1910   | 1916   | 1961   | 1976   | 1977   |
| ----- | ----- | ----- | ----- | ------ | ------ | ------ | ------ | ------ |
| 3 320 | 6 185 | 7 634 | 8 639 | 11 108 | 11 226 | 10 965 | 11 181 | 21 273 |

| 1989   | 1994   | 2000   | 2004   | 2005   | 2006   | 2007   | 2008   | 2009   |
| ------ | ------ | ------ | ------ | ------ | ------ | ------ | ------ | ------ |
| 23 833 | 24 497 | 25 430 | 26 414 | 26 584 | 26 799 | 27 141 | 27 578 | 27 753 |

| 2010   | 2011   | 2012   | 2013   | 2014   | 2015   | 2016   | 2017   | 2018   |
| ------ | ------ | ------ | ------ | ------ | ------ | ------ | ------ | ------ |
| 28 026 | 28 315 | 28 526 | 28 463 | 28 523 | 28 755 | 28 951 | 29 074 | 29 164 |

| 2019   | 2020   | 2021   | 2022   | 2023   | 2024   | 2025   | - | - |
| ------ | ------ | ------ | ------ | ------ | ------ | ------ | - | - |
| 29 311 | 29 494 | 29 571 | 29 630 | 29 946 | 30 048 | 30 123 | - | - |

| #     | Nom                 | Superficie (km2) | Population 31/12/1900 | Population 1976 | Densité de population (hab./km2) |
| ----- | ------------------- | ---------------- | --------------------- | --------------- | -------------------------------- |
| I     | Ath                 | 15,52            | 10.873                | 11.181          | 720                              |
| II    | Lanquesaint         | 3,06             | 451                   | 350             | 114                              |
| III   | Irchonwelz          | 4,13             | 876                   | 1096            | 265                              |
| IV    | Ormeignies          | 10,86            | 1100                  | 888             | 82                               |
| V     | Bouvignies          | 4,70             | 653                   | 597             | 127                              |
| VI    | Ostiches            | 8,59             | 910                   | 519             | 60                               |
| VII   | Rebaix              | 5,90             | 993                   | 734             | 124                              |
| VIII  | Maffle              | 3,14             | 1570                  | 1520            | 484                              |
| IX    | Arbre               | 3,15             | 651                   | 649             | 206                              |
| X     | Houtaing            | 4,52             | 806                   | 499             | 110                              |
| XI    | Ligne               | 5,40             | 1109                  | 899             | 166                              |
| XII   | Mainvault           | 13,47            | 1883                  | 1141            | 85                               |
| XIII  | Moulbaix            | 4,62             | 805                   | 484             | 105                              |
| XIV   | Villers-Notre-Dame  | 1,59             | 240                   | 178             | 112                              |
| XV    | Villers-Saint-Amand | 6,73             | 621                   | 489             | 73                               |
| XVI   | Ghislenghien        | 6,18             | 697                   | 719             | 116                              |
| XVII  | Isières             | 6,95             | 1079                  | 917             | 132                              |
| XVIII | Meslin-l'Évêque     | 12,06            | 1529                  | 1066            | 88                               |
| XIX   | Gibecq              | 6,51             | 503                   | 242             | 37                               |

#### Démographie: Avant la fusion des communes
- Source: DGS recensements population

#### Démographie: Commune fusionnée
En tenant compte des anciennes communes entraînées dans la fusion de communes de 1977, on peut dresser l'évolution suivante:
Les chiffres des années 1831 à 1970 tiennent compte des chiffres des anciennes communes fusionnées.
- Source: DGS , de 1831 à 1981=recensements population; à partir de 1990 = nombre d'habitants chaque 1 janvier[2]

### Revenus fiscaux (2005)
La commune comptait 15 687 contribuables en 2005 que l'on peut répartir selon les classes de revenus suivantes :
| Revenu                             | Ath    | Belgique |
| ---------------------------------- | ------ | -------- |
| Moins de 10 000 euros              | 14,6 % | 18,2 %   |
| Entre 10 000 euros et 20 000 euros | 36,7 % | 35,7 %   |
| Entre 20 000 euros et 30 000 euros | 22,7 % | 20,9 %   |
| Entre 30 000 euros et 40 000 euros | 10,9 % | 10,2 %   |
| Entre 40 000 euros et 50 000 euros | 6,1 %  | 6,1 %    |
| Plus de 50 000 euros               | 8,9 %  | 8,9 %    |

Le revenu moyen est de 23 389 euros.
On constate que la ville d'Ath se situe dans la moyenne nationale. Le taux de chômage (14,4 % en juin 2016) est nettement inférieur à d'autres communes hennuyères (Tournai : 15 %, Mons : 20 %, Charleroi : 25 %)[réf. nécessaire].

### Enseignement
Depuis l'Ancien Régime, Ath est un centre d'enseignement réputé. Aujourd'hui, plus de 5 000 élèves et étudiants se rendent chaque jour dans les différents centres scolaires, de l'école maternelle à l'enseignement supérieur de type long.
Le réseau communal d'enseignement fondamental (maternel et primaire) comprend 20 sites répartis sur l'ensemble de l'entité. Chaque école comprend plusieurs implantations. L'école communale no 1 compte deux implantations: Georges Roland et le Faubourg de Bruxelles. L'école communale no 2 regroupe quatre implantations: Ligne, Faubourg de Tournai, Villers Saint-Amand et Bouvignies. Isières, Meslin-l'Evêque et Lanquesaint forment l'école no 3. L'école communale no 4 comporte trois implantations: Mainvault, Léon Trulin (Ath-centre) et Houtaing. L'école communale no 5 compte quatre implantations: Ghislenghien, Ormeignies, Moulbaix et Maffle. Quant à l'école communale no 6, elle comporte quatre implantations: Rebaix, Arbre, Faubourg de Mons et Irchonwelz.
L'Enseignement provincial est représenté à Ath par une école secondaire technique et professionnelle, fondée en 1911 et fréquentée par quelque 750 élèves (2008) : l'Institut provincial d'enseignement secondaire. La Haute École provinciale du Hainaut occidental forme à Ath des bacheliers et masters en sciences agronomiques, des bacheliers en agronomie, biotechnique ainsi que des régents en économie familiale et sociale.
L'Enseignement de la Communauté française regroupe la section primaire de l'Athénée Royal d’Ath, sa section secondaire et l'Institut Technique Renée Joffroy. Le premier est le descendant des célèbres « Écoles latines d'Ath » et le second fut créé le 13 avril 1948 sous l'appellation « Institut normal ménager et agricole de l'État ».
L'Enseignement libre compte 7 écoles primaires et secondaires : le collège de La Berlière et le collège Saint-Julien sont destinés à l'enseignement général. L'Institut Saint-François, section secondaire technique et professionnel et l'Institut technique libre proposent des options techniques et professionnelles. L'Institut Saint-Joseph, l'école Saint-Pierre d’Isières et l'Institut Saint-François section primaire sont des écoles d'enseignement fondamental.

### Cultes et laïcité

#### Catholique romain
Le culte catholique a dû faire face à la baisse de fréquentation des églises et à la crise des vocations. Les paroisses de l'entité d'Ath ont été regroupées en cinq secteurs : la paroisse d'Ath (églises Saint-Julien, Saint-Martin, chapelle de Lorette, le secteur Notre-Dame des Vallées (Autreppe, Irchonwelz, Ormeignies, Villers Notre-Dame et Saint-Amand), le secteur du Borelais (Bouvignies, Rebaix, Ostiches, Lanquesaint, Isières), le secteur de Maffle (paroisses de Arbre, Ghislenghien, Gibecq, Maffle, Meslin l'Évêque) et le secteur de Ligne (paroisses de Houtaing, Ligne, Mainvault, Moulbaix).

#### Communautés protestantes
Le culte protestant est représenté à Ath par deux familles spirituelles : l'Église protestante unie de Belgique (temple : rue des Écriniers) et l'Église protestante évangélique (temple : rue du Fort).

#### Culte orthodoxe
Depuis le 1er septembre 2019, une communauté orthodoxe, à savoir la paroisse orthodoxe roumaine des Saints Archanges Michel et Gabriel et de Saint Nectaire d'Égine, a repris l'ancienne chapelle catholique de Fatima.

#### Laïcité
La laïcité organisée a son siège à la Maison de la laïcité du Pays d’Ath (rue de la Poterne, 1). Des conférences et des expositions didactiques et artistiques y sont régulièrement organisées.

#### Franc-maçonnerie
Le Grand Orient de Belgique mentionne deux loges maçonniques à Ath, « La Renaissance » et "Saint Jean La Renaissance".
La Grande Loge Féminine de Belgique mentionne une loge "Séléné".
La confédération du Droit Humain a aussi une Loge, "La Truelle"

## Économie

### Utilisation du sol (2005)
La superficie totale est de 126,9 km2. Elle se répartit de cette manière (en km2) :

Répartition des sols selon leur utilisation

### Principales activités économiques (2005)
Les principales activités économiques de la ville d'Ath se répartissent de cette manière (en %):

Répartition des activités économiques d'Ath

### Commerces et industries
Située au cœur d’une région à caractère rural, la Ville d’Ath a toujours occupé une fonction commerciale, scolaire et administrative.
Durant de nombreuses années, la commune a souffert de la faible attractivité du centre urbain. Depuis lors, un vaste programme de rénovation urbaine a contribué à sa revitalisation. Actuellement, le centre accueille de nombreuses activités économiques aussi diverses les unes que les autres : commerces, artisanat, professions libérales, horeca…

#### Commerces
La ville d'Ath est une cité pleine de diversité en ce qui concerne son offre commerciale. Les grandes chaînes commerciales, généralement situées en périphérie, côtoient les commerçants indépendants du cœur de la ville.

#### Industries
Depuis plusieurs années, la Ville d'Ath a décidé de se doter de deux parcs industriels. Dans le zoning de Meslin/Ghislenghien, 186 ha sont occupés par quelque 80 entreprises qui emploient au total 2 404 personnes. Le zoning des Primevères, quant à lui abrite 16 entreprises.
En dehors de ces deux parcs industriels, on peut faire mention de trois entreprises importantes.
La Floridienne Chimie SA a été créée en 1898 et s’est fait une réputation dans la production de sels de métaux non ferreux obtenus par la métallurgie et l’hydrométallurgie. Elle fait partie des leaders mondiaux et européens dans leurs domaines qui sont séparés en 3 parties distinctes. Premièrement, on y retrouve les piles et les batteries rechargeables avec le Cadmium, le Plomb et le Zinc. Ensuite, viennent les revêtements des surfaces avec le Zinc et le Nickel. Et finalement, elle est spécialisée dans la fabrication de stabilisants pour PVC grâce à des sels de Zinc, de Plomb, d’Aluminium et de Magnésium. Cette PME (Petite et Moyenne Entreprise) située à Ath au 12 Quai des Usines a son site longeant la Dendre. Cette disposition permet de pomper l’eau du canal dans le but de refroidir les installations. Elle dispose également de sa propre station d’épuration. Cependant celle-ci est une station chimique et non biologique. Au lieu d’éliminer les matières organiques indésirables, cette station enlève les métaux lourds de l’eau avant son rejet dans la Dendre. Des contrôles sont fréquents (échantillon prélevé toutes les 20 minutes environ) et la société est taxée en fonction du pourcentage en métaux lourds qu’elle rejette. La Floridienne Chimie S.A. est divisée en plusieurs sections (•	L’administration, l’accueil et le secrétariat•	Le laboratoire de contrôle•	Le laboratoire de recherche et la section des tests physiques sur les PVC•	La production (le Pilote) + zone de stockage de la production•	L’atelier d’échantillonnage pour le laboratoire de contrôle•	La direction.) La société emploie environ 150 employés. Son nom « Floridienne » provient de sa première vocation qui était l’exploitation de gisements de Phosphate dans la région de Liège et en Floride.
Le 29 septembre 2011, deux nouvelles unités de production sont inaugurées à Ath. Un ambitieux programme d’investissements de 40 millions d’euros a permis à l’entreprise de pérenniser le site d’Ath et de confirmer sa position de fleuron de l’industrie chimique belge. Floridienne chimie inaugure une nouvelle unité de production de stabilisants écologiques pour le PVC, la plus moderne au monde, et une nouvelle unité destinée à la recherche et à la production de sels de cadmium et de zinc de haute pureté, respectivement pour les panneaux photovoltaïques de nouvelle génération et pour les secteurs cosmétique et pharmaceutique. Par ailleurs, l’entreprise vient d’accéder à la certification environnementale ISO 14001.
Höganäs Belgium est une usine de fabrication de poudre métallique. En 1985, la société suédoise Höganäs, établie en Suède, a acheté l'implantation à la société La Floridienne. Elle occupe aujourd'hui 200 personnes d'Ath et des environs. L'entreprise est spécialisée dans la micronisation des poudres métalliques en ayant recours à des procédés thermiques et mécaniques (non chimiques). Ces produits servent principalement à la confection de baguettes à souder, de plaquettes de freins, ou pour couvrir les tiges de soupapes de voitures ou encore pour reconstituer des parties de moteurs de véhicules.
Située sur le site remarquable du castel d’Irchonwelz datant du XIIIe siècle (Patrimoine classé de la Région wallonne), la brasserie des Géants produit différentes bières artisanales à base de produits naturels. La production 2006 était de 2 400 hectolitres (Gouyasse Tradition, Saison voisin, Urchon, Ducassis, Gouyasse Triple).

### Tourisme
Ath est la « destination européenne d’excellence » sélectionnée pour la Belgique, à l'issue de la session de 2008 du concours européen pour l’excellence dans le domaine touristique, organisé dans le cadre du projet EDEN encourageant les modèles de développement d'un tourisme durable, et qui récompense une destination par pays participant. (Le thème du concours cette année-là est : « Tourisme et patrimoine immatériel local »).

## Culture locale et patrimoine

### Langue picarde
Le dialecte des habitants de la région d'Ath est une variante du picard que l'on nomme habituellement le « patois d'Ath ». Voici le Notre Père dans cette langue :
Eùl Pâtêr

Vous no Pa, qu’ vos ètes ô Cièl,

Qu’ vo nom sunche sanctifieu,

Qu’ vo rin.gne ariviche,

Qu’ tout chô qu’ vos voleuz sunche fét

Dôchi, come é ôt.

Douneuz-nous ôjordwî eùl pin

qu’ nos d’ avons danjeu tous lès joûs.

Pardouneuz-nous chô qu’ nos avons fét d’ mô

dë l’ min.me maniêre quë nos pardounons

à lès ciuns qui nos ont fét du tôrt.

Èt fètes quë nos n’ sunche gneu ratireus pô djâle,

mès dèlibèreuz-nous dou mô.

Âmèn.

### Folklore et traditions

#### Manifestations actuelles

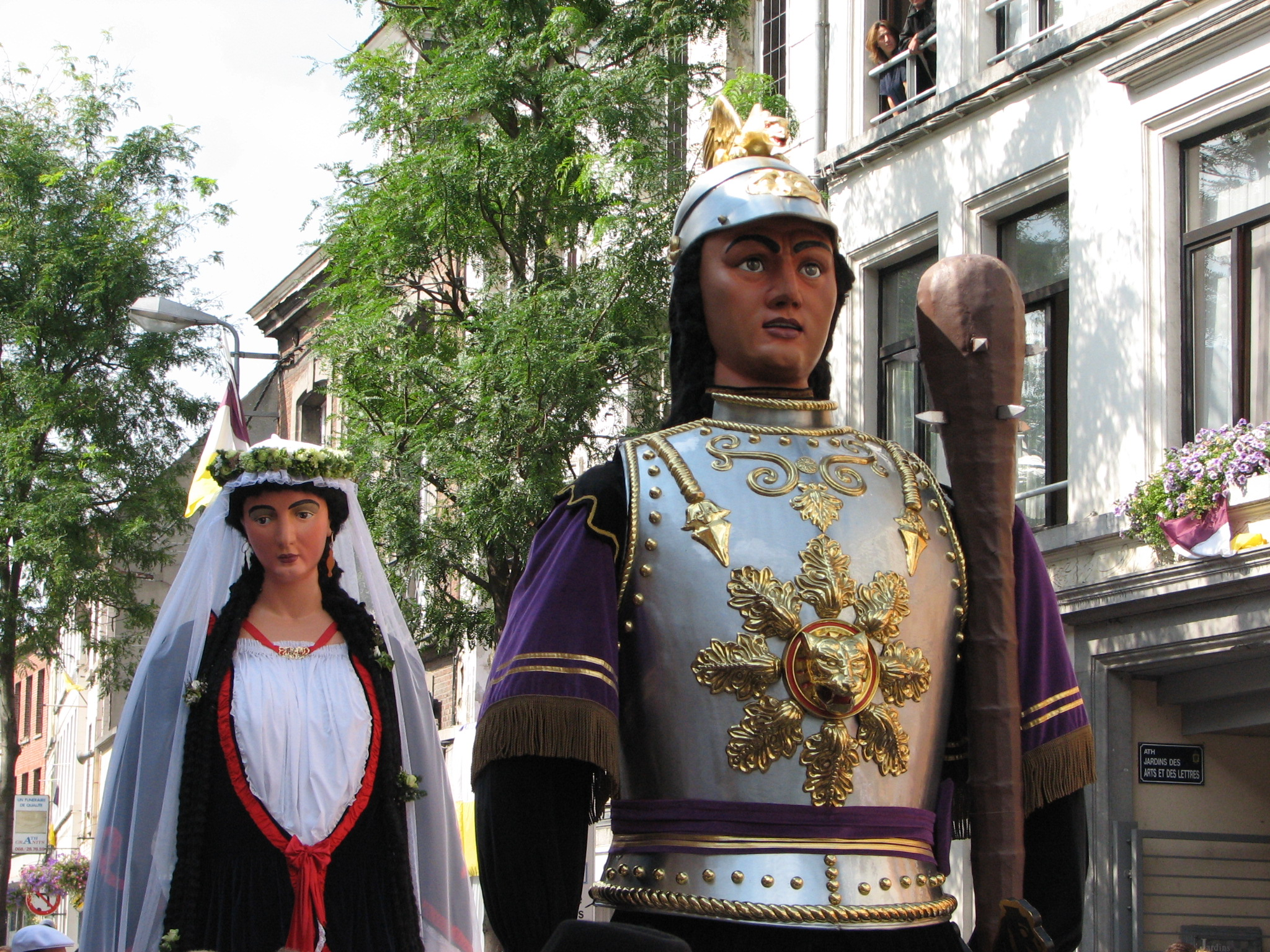
Les géants Goliath et Madame Goliath de la Ducasse d'Ath

En plus de la ducasse, des manifestations traditionnelles existent à Ath depuis longtemps, par exemple la Foire d'hiver ou le « Concours-foire » de la race bovine Blanc bleu belge. Le marché du jeudi est attesté dès le XIVe siècle.
Le jeudi de l'Ascension, la Maison culturelle organise un festival de théâtre de rue sous le nom de « Sortilèges, Rue Et Vous! » avec spectacle nocturne et feu d'artifice.

#### Traditions encore vivaces
Les traditions de Ducasse sont vécues intensément par la population athoise entre le 4e week-end d'août et le 8 septembre.

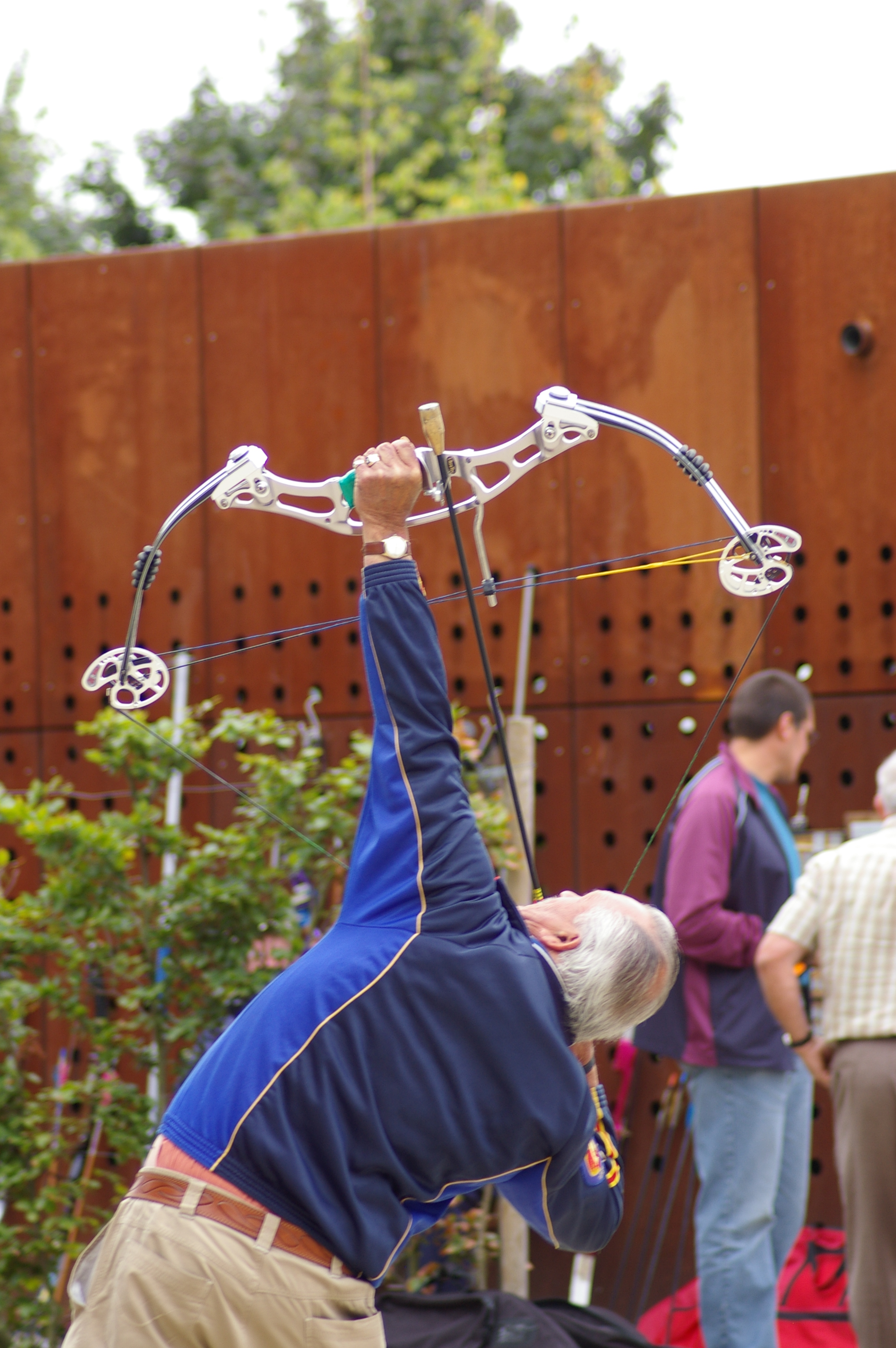
Grand prix de tir à l'arc lors de la ducasse d'Ath

Le Tir à l'arc à la perche verticale est encore pratiqué dans certaines occasions, notamment celui de la ducasse. La Société royale les archers Saint-Nicolas d'Irchonwelz organise les deux tournois sur perche verticale. Les prix sont placés sur une herse qui est hissée en haut d'un mât. La disparition de la dernière perche couverte a entraîné la disparition quasi totale de cette activité traditionnelle.
Le jeu de balle pelote est toujours très vivace, surtout dans les villages (Rebaix, Isières, Bouvignies, Ghislenghien, Maffle). Le « prix du maïeur » a lieu le 8 septembre, dernier jour de la ducasse. Un musée est consacré à ce sport dans les grenier de l'hôtel de ville.
La colombophilie, quoiqu'en régression, compte encore à Ath de nombreux adeptes qui participent avec passion à des concours locaux, régionaux, nationaux et internationaux.
Les macarons Saint-Joseph ont subsisté grâce à un confiseur local. Ce sont des friandises en sucre recuit et allongé de la forme d'un ruban étiré sur lui-même. Elles sont vendues le 19 mars à la Saint-Joseph, fête patronale des menuisiers. Celle-ci était célébrée à Ath où plusieurs centaines d'ouvriers travaillaient dans l'industrie du bois. On raconte que ces sucreries rappellent les copeaux que le rabot du père nourricier de Jésus-Christ faisait voler au-dessus de son établi ou qu'ils évoquent le vilebrequin, un outil du menuisier. La préparation est assez élaborée. On fait bouillir le sirop de sucre que l'on pétrit sur une pierre avant de former une boule chaude et gluante. Celle-ci est étirée à un crochet et le boyau était tourné en forme de vrilles colorées.
D'autres traditions culinaires sont typiquement de la région. Outre la « tarte à masteilles », uniquement consommée lors de la ducasse, on peut citer les « cougnoles » de Noël, la « hâte levée » (poitrine de porc cuit au four) ou la « ratatouille rousse », à base de pommes de terre, oignons et lardons.
L'arbre Saint-Pierre à Ostiches est un arbre à clous, un arbre à « loques » (à chiffons). Les arbres à clous, à loques sont des exemples typiques de la conjugaison de rites païen (l’arbre) et chrétien (le culte des saints ou le culte lié à la Vierge Marie). L'arbre d'Ostiches est toujours fréquenté aujourd'hui pour la guérison des maladies de la peau (ulcères, furoncles) ou encore les maux de dents. On y place des linges ou des pièces de monnaie et des clous toujours en rapport avec la maladie. Les visiteurs font aussi le tour de l'arbre ou de la chapelle en priant. L’arbre est censé recevoir le mal, les puissances maléfiques, les puissances diaboliques.

##### Ducasses de quartiers et de villages
La ducasse est une fête traditionnelle de village, en Belgique et dans le Nord de la France. Elle trouve son origine dans la commémoration de la dédicace de l'église que les croyants organisaient pour honorer leurs saints patrons.
À Ath centre, la « Ducasse à baudets » a lieu le week-end de la Trinité. Il est marqué par un cortège qui rassemble des fanfares et géants des environs. Le dernier week-end (complet) de juin, la « ducasse de Lorette », organisée par les « Amis de Lorette » au faubourg de Bruxelles, suit le même principe autour de Coupi Le Renard, son géant emblématique. En juillet, c'est au tour du faubourg de Tournai de faire la fête, organisée par la société de théâtre dialectal les « Francs de Bruges ».
Les villages de l'entité ne sont pas en reste pour faire la fête autour des sociétés musicales et des géants locaux : Lanquesaint (juin) ; Irchonwelz (« Ducasse des P'tits Urchons » en mai) ; Ormeignies (Ducasse Saint Ursmer en avril et kermesse du 3e week-end de septembre) ; Bouvignies (mai) ; Ostiches (juillet), autour du géant local Prosper, et la fête du « blanc moulin » ; Rebaix (août) avec un feu d'artifice en l'honneur du baryton José Van Dam, résident du village ; Maffle (juillet) ; Houtaing ; Ligne (Premier week - end de mai) ; Mainvault ; Moulbaix ; Ghislenghien ; Isières ; Meslin et Gibecq (« Ducasse al viole »).

#### Traditions perdues
Ath et la région ont longtemps conservé des traditions qui se sont perdues au XXe siècle mais qui ont laissé des traces dans les mentalités ou sont attestées par des documents intéressants conservés dans les musées ou aux Archives de la Ville.

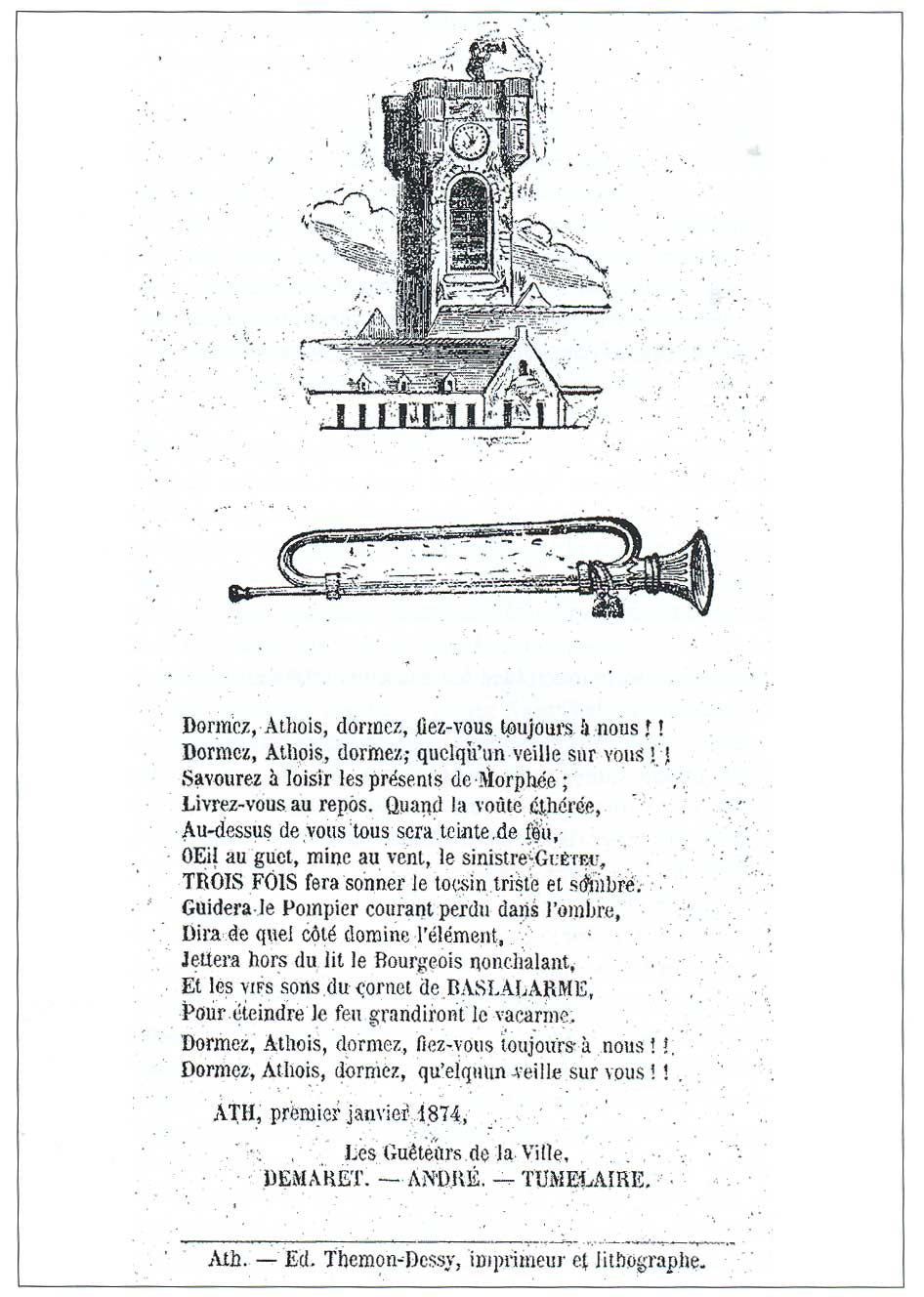
Document distribué par les guetteurs d'Ath, Belgique. Nouvel an 1878. Archives de la Ville d'Ath, iconographie.

Parmi les jeux populaires, le bricolet était largement pratiqué au pays d'Ath au XIXe siècle. Le musée d'Histoire conserve une belle collection de projectiles (boules ovoïdes en charme emmanchées sur une pointe de métal) et de « godes », (sorte d'arceau enfoncé dans la terre dans lequel il faut lancer le projectile). Nous savons que, dans la première moitié du XIXe siècle, le jeu était pratiqué dans la plupart des communes de l'entité d'Ath.
Les concours de chant de pinsons ont subsisté plus longtemps au XXe siècle à Ath et à Mainvault. Jusqu'à la Première Guerre mondiale, les pinsonnistes accompagnaient Ambiorix au cortège de la ducasse. Mais aujourd'hui la tradition semble perdue.
Le guetteur ou veilleur est installé au sommet de la tour Saint-Julien du XVIe siècle au XXe siècle. Il est chargé de veiller sur la sécurité de ses concitoyens en annonçant les menaces militaires, les incendies ou les inondations. Le service subsiste à Ath de 1579 à 1923. Au XIXe siècle, ces personnages distribuent chaque année une feuille-souvenir au moment des étrennes. Le dernier guetteur s'appelait Joseph Delplace.
Le maugré est une coutume largement répandue au pays d'Ath. Des représailles sont exercées par la communauté villageoise contre les fermiers qui reprennent un bien rural sans l'accord (le bon gré) de l'exploitant précédent. Aux XIXe siècle et XXe siècle, cette pratique est connue dans l'ouest du Hainaut où elle donne lieu à des affrontements parfois violents pouvant aller jusqu'au crime. On citera par exemple le crime de Bouvignies-Mainvault en 1898. Le maugré, destiné à la défense du petit paysan locataire, a subsisté au pays d'Ath au moins jusqu'en 1975. Il a disparu parce que les lois sur le bail à ferme ont codifié précisément les rapports entre propriétaire et locataire et protégé ce dernier. De plus, la disparition des petites exploitations a rendu moins indispensable au fermier l'occupation du moindre lopin de terre.
Avant la Seconde Guerre mondiale, il était d'usage de planter un arbre de mai dans certains villages, notamment à Ormeignies lors de la ducasse de Bétissart. Cette tradition a disparu avec le conflit et n'a jamais été rétablie. Elle subsiste dans la commune voisine de Silly.

### Associations culturelles et sportives
Les listes ne se veulent pas exhaustives.
La maison culturelle d'Ath a été créée en février 1979 par Marion Coulon. Au départ foyer culturel, ensuite centre culturel local, elle est aujourd’hui un centre culturel régional reconnu de catégorie 1, l'agrément le plus élevé reconnu par le Ministère de la Culture de la Communauté française de Belgique. Sa mission est définie par le décret sur les centres culturels. La Maison Culturelle d'Ath est une ASBL gérée paritairement par des associations culturelles et des représentants des pouvoirs publics (Ville d’Ath, Communauté française et Province de Hainaut).

#### Musées
Le musée d'histoire et d'archéologie contient des documents et des œuvres d'art de la Préhistoire au XXe siècle. La section consacrée à l'archéologie présente des pièces régionales datées du Paléolithique au Moyen Âge. La section médiévale montre la très belle mise au tombeau de Mainvault. Quatre maquettes réalisées par René Sansen montrent concrètement l'évolution de la ville de sa naissance au XVIIIe siècle. Une très riche collection d'orfèvreries et l'atelier des batteurs de cuivre et d'étain évoquent l'artisanat local. Les jeux populaires anciens (bricolet, balle pelote et chants de pinsons) et l'activité des sociétés sont également illustrés.

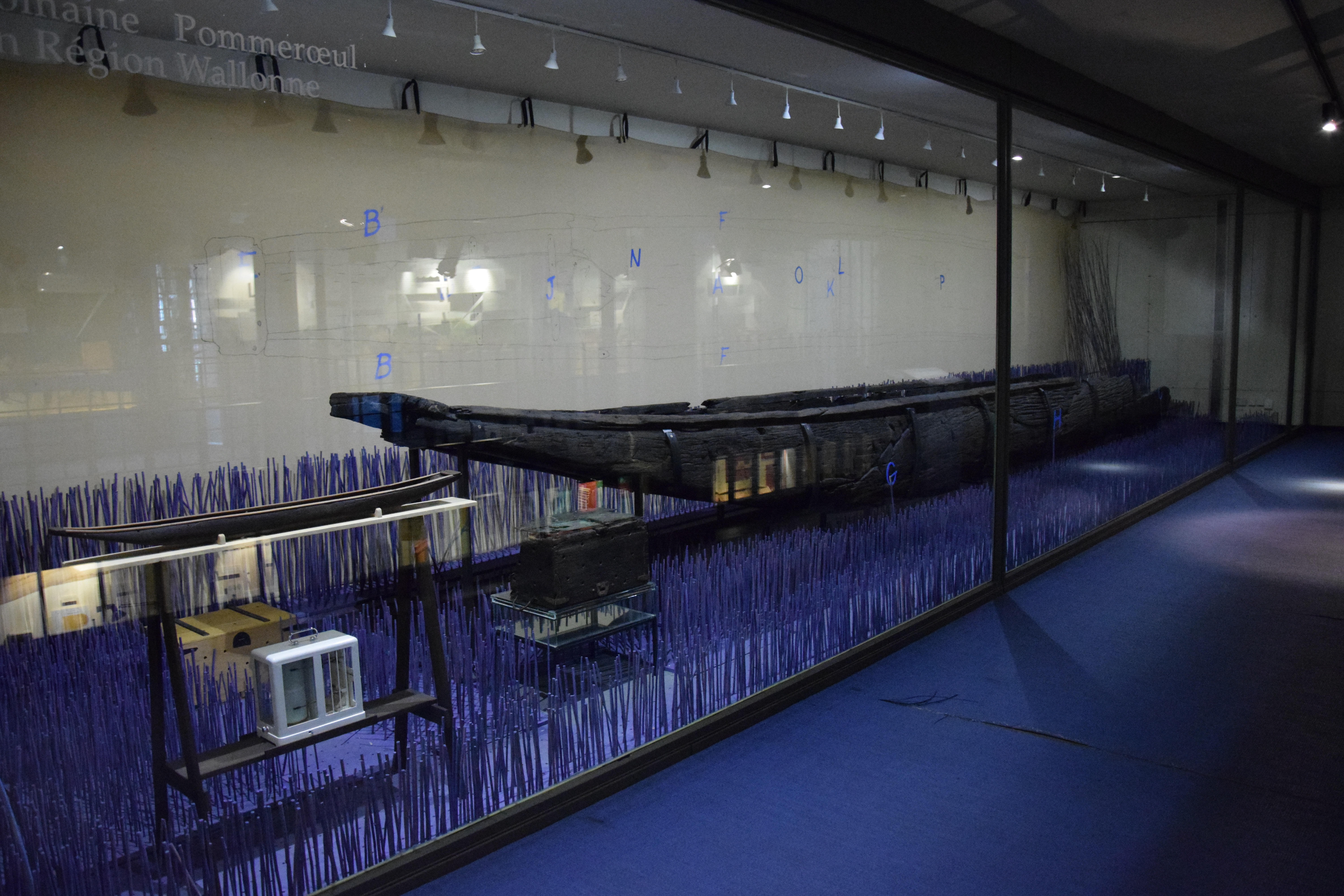
Barque présentée à l'espace gallo-romain.

L'espace Gallo-romain abrite trois barques fluviales de type celtique, seuls exemplaires de bateaux gallo-romains restaurés à ce jour en Belgique. Provenant d’un site archéologique majeur remontant au IIe siècle, une pirogue monoxyle et deux chalands, dont l’un est conservé dans une vitrine climatisée de 340 m3 s’élevant sur deux étages, sont les témoins matériels des activités pratiquées sur nos fleuves et rivières durant l’Antiquité. Les étages sont consacrés au débarcadère, aux pêcheurs et expliquent le travail du potier, du métallurgiste, du cordonnier de manière ludique.
La Maison des Géants a ouvert ses portes en 2000. La mise en place de ce centre d’interprétation consacré aux géants d’Europe à Ath a permis la restauration et la réaffectation d’un bâtiment patrimonial de grande qualité au cœur du centre historique de la ville. Ce lieu touristique est aussi un centre d’études et de recherche autour des traditions populaires liées aux figures humaines et animales de grande taille.
Situé dans les greniers de l'Hôtel de Ville, le Musée national des jeux de paume propose un voyage passionnant dans l’univers des jeux de balle. Leurs aspects historiques, sociologiques, ethnographiques ou encore économiques sont abondamment illustrés par un parcours didactique et de riches collections de pièces et documents anciens. La reconstitution d’un estaminet ainsi que la projection d’un film plongent le visiteur dans l’ambiance chaleureuse et passionnée du monde de la balle pelote.
Le Musée de la Pierre à Maffle rappelle que l'industrie de la pierre a jadis été florissante dans la région d'Ath. Le musée rend compte de l'industrie locale mais il élargit les perspectives à l'ensemble des activités liées au travail de la pierre en Belgique et en Europe. On y découvre les techniques d'extraction, de débitage et de taille, au moyen de machines, d'outils et de documents iconographiques. Les techniques de transport ont évolué depuis le Moyen Âge jusqu'à nos jours avec la mécanisation (grues à vapeur, ponts roulants, chemins de fer industriels). Le musée présente aussi la condition sociale des ouvriers carriers (salaire, travail, vêtements, logement) et des maîtres de carrières.

#### Théâtre
La « Troupe du Huit », créée en 1983 par Yves Dath, professeur d’art dramatique à l’académie de musique d’Ath, a généré depuis ses débuts une multitude de comédiens amateurs passionnés (Les plus jeunes ont plus ou moins quinze ans, les aînés ont la cinquantaine). Certains d’entre eux ont même embrassé le métier ou étudient pour devenir professionnels.
Les « Francs de Bruges » présentent chaque année un spectacle en picard et contribuent ainsi au maintien de la culture dialectale locale.

#### Fanfares
La plupart des communes de l'entité possèdent des fanfares qui regroupent chacune des dizaines de musiciens. Une des activités essentielles est d'accompagner les géants locaux lors de leurs sorties. Certaines participent traditionnellement à la Ducasse d'Ath, notamment dans le kiosque à musique du parc de l'Esplanade, également dénommé « Parc Romantique ».

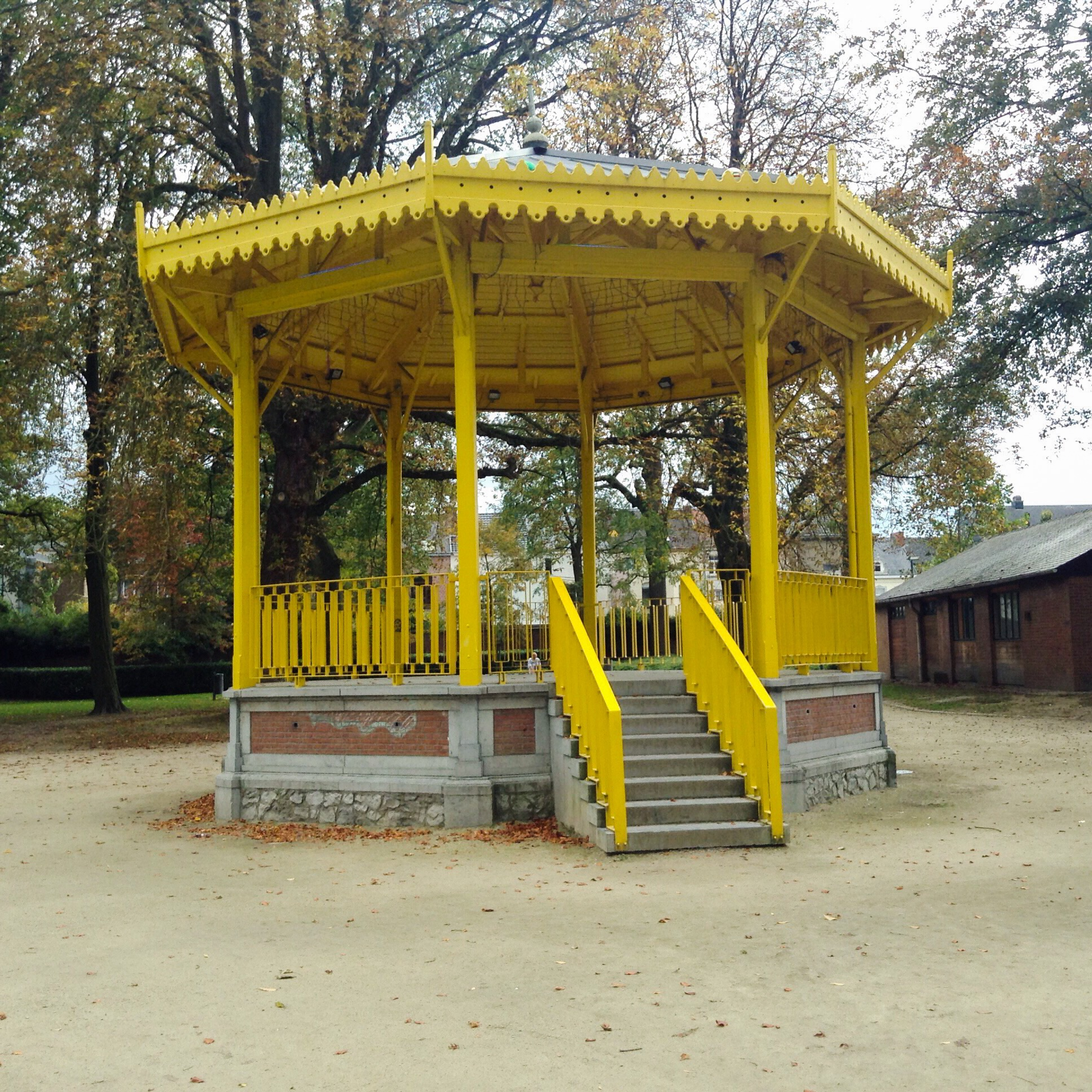
Le kiosque à musique du Parc Romantique.

#### Chorales
Créée en 1965, la Chorale Rencontre est un ensemble à 4 voix mixtes. Son répertoire se veut éclectique et couvre tous les genres, tant à capella qu’avec orchestre : œuvres classiques, baroques, modernes, contemporaines, chœurs d’opéra, chants sacrés, chanson française, négros, jazz, folklore de tous pays, etc.
La société « Les Matelots de la Dendre » a été fondée en 1853. Elle se consacre exclusivement à l'opérette : professionnels et amateurs se côtoient dans des spectacles de grande qualité (mars/avril et août/septembre).
La chorale « S'notes en bulles », créée en septembre 2009, met ses 5 ensembles de voix amateurs à disposition d'association caritatives. Elle a la particularité d'être traduite en langue des signes lors de ses représentations, permettant ainsi aux sourds et malentendants d'apprécier des moments très souvent réservés aux seuls entendants.

#### Histoire
Le Cercle archéologique d'Ath et de la Région fut fondé le 10 décembre 1911 par Jules Dewert, l'abbé Hocq, le général Gilson, Léon Fourdin et Charles Leduc. Il se donna pour but « d'étudier l'histoire politique, littéraire, artistique et scientifique d'Ath et de la région athoise ; de rechercher et de réunir tous les documents propres à former les éléments de cette histoire ; de créer un musée et une bibliothèque ; de s'efforcer d'empêcher la détérioration ou la perte des monuments et des objets d'art anciens et de répandre le goût des études historiques et archéologiques ». Placé sous la présidence de Jean-Pierre Ducastelle, le Cercle poursuit ses activités (conférences, expositions, voyages, publications) de manière très assidue.
Les Héritiers de la Mémoire se sont donné pour but d'inculquer aux jeunes à l’aide de différents moyens mis à disposition les événements tragiques s’étant déroulés durant la Seconde Guerre mondiale.

#### Sports
La ville d'Ath met à la disposition des associations des infrastructures sportives : la piscine communale et la salle de gymnastique, le hall omnisports M. Denis à Maffle (basket et gymnastique) ; deux salles de gymnastique (école communale de Meslin-l'Évêque et école communale Georges Roland), le hall du « Ceva », trois salles de sports (école communale de Ligne, « La Couturelle », Institut Vauban), le stade des Géants et des terrains de football à Ostiches, Maffle et Ath (Scamps).

### Patrimoine
Le patrimoine de la ville est particulièrement riche et mis en valeur par la rénovation urbaine. Des associations locales veillent à la sauvegarde du patrimoine rural des communes de l'entité.
La ville possède un certain nombre de monuments et sites inscrits au patrimoine immobilier classé de la Région wallonne.

#### Édifices civils et religieux

##### Centre-ville

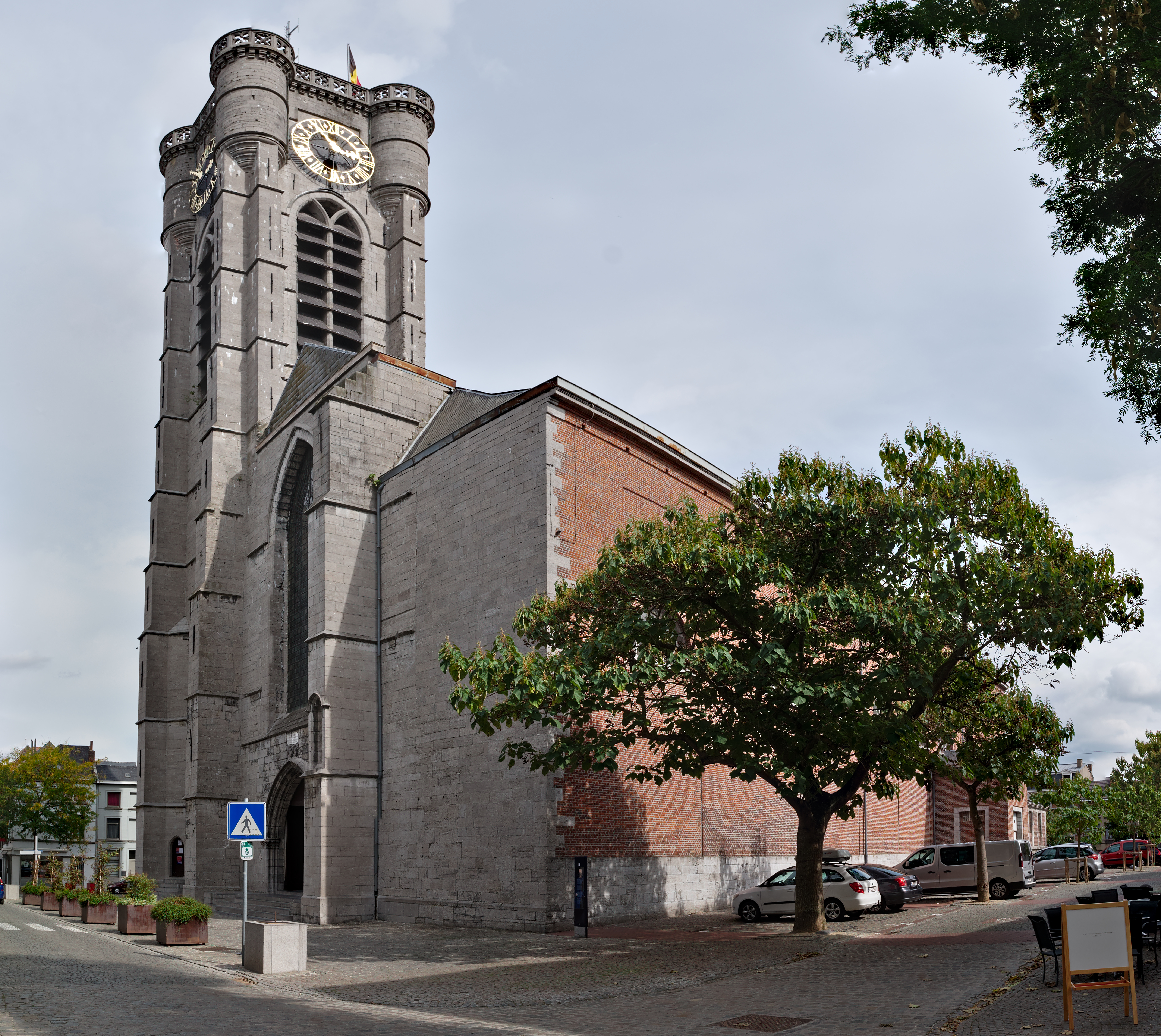
L’église Saint-Julien

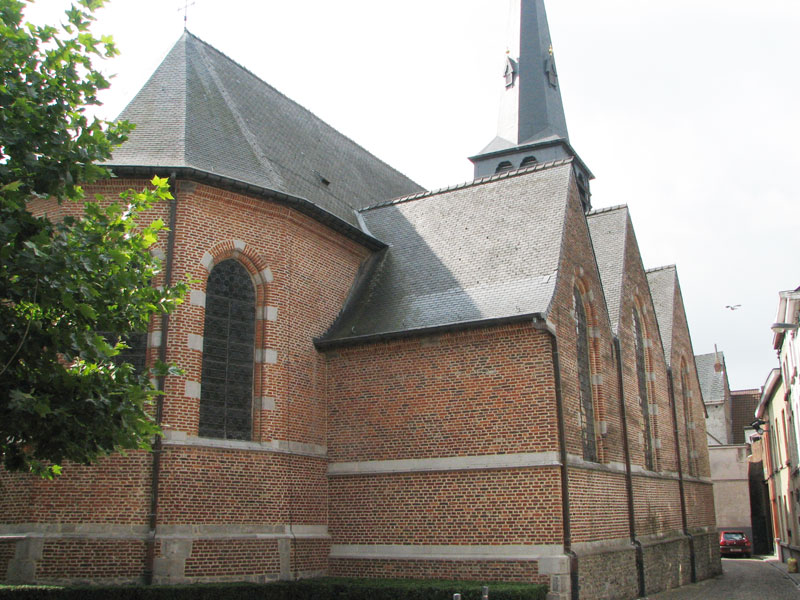
L’église Saint-Martin

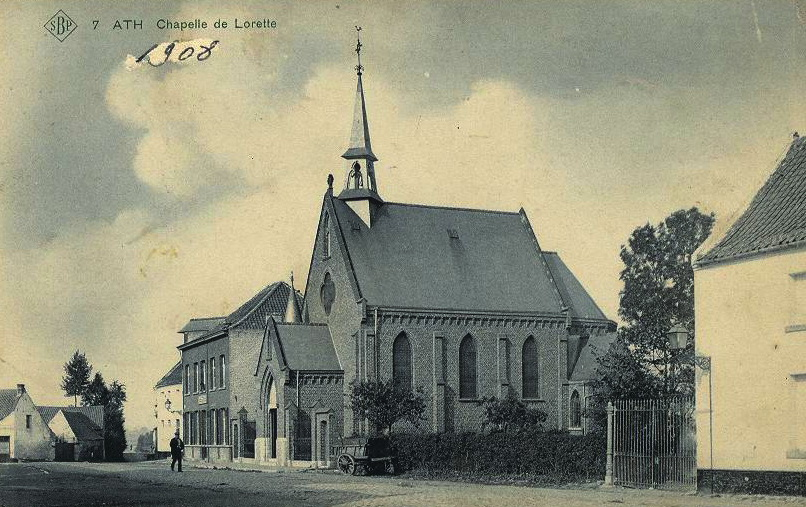
La chapelle de Lorette en 1908

La Tour Burbant est un exemple remarquable de donjon anglo-normand du XIIe siècle.
L'hôtel de ville a été construit de 1616 à 1624 sur les plans de l'architecte Wenceslas Coobergher (1557-1634). Le style baroque, bien perceptible sur le pignon gauche, reste fort modéré. Le bâtiment a subi de nombreuses restaurations, après le siège de 1745, en 1774, en 1826 et en 1861-63. Il a été entièrement reconstruit de 1980 à 1983.
L'église Saint Julien fut construite dès 1394 sur un terrain donné par Jean Séjournet, échevin d'Ath et seigneur de Bétissart (Ormeignies). Elle remplaçait la chapelle de Vieux Ath, au faubourg de Mons, et fut consacrée le 7 juillet 1415. Une seule tour, à gauche du portail, fut réalisée en 1462. La flèche qui la surmontait fut terminée en 1465. Elle culminait à près de 90 m. La flèche est détruite par une tempête le 27 mars 1606. reconstruite, elle est frappée par la foudre à plusieurs reprises. La Révolution française transforme l'église en Temple de la Loi. Après l'incendie de 1817, elle fut reconstruite par l'architecte Gabriel François Florent en style néo-classique (1819 à 1822). De l'église ancienne, il reste la tour gothique et la chapelle de la Bonne Mort située au chevet. Les décorations intérieures sont l'œuvre de Lambert Mathieu et Jean-Baptiste Ducorron. Le carillon est attesté depuis 1481. En 1520, il compte une douzaine de cloches. Le remarquable instrument actuel (49 cloches) date de 1953, complété en 1981 et 2000
L'Église Saint-Martin, de style gothique hennuyer, fut bâtie dès 1585 et consacrée en 1603. Elle remplaçait l'ancienne église paroissiale du hameau de Brantignies détruite en 1578. Il s'agit d'une église-halle de trois nefs bordées de pseudo collatéraux. À l'extérieur on peut voir un calvaire en chêne du XVIe siècle. À l'intérieur, on conserve une Mise au tombeau en pierre polychrome gothique et Renaissance du XVIe siècle également.
La chapelle de Lorette était à l'origine un oratoire bâti début du XVIe siècle par un certain Gobert. Le bourgmestre d'Ath, Jean Zuallart, en exercice en 1584, assura qu'il avait obtenu des indulgences papales de Grégoire XIII pour les membres de la confrérie, et ajouta que de « fort beaux miracles avaient lieu en notre chapelle ». Il est détruit par les protestants durant les guerres de religion. Restaurée en 1586, elle est reconstruite en 1623. « Les confrères de Notre-Dame-de-Lorette qui ont faict le voyage en Italie ont édifié cest chapelle à l'honneur de Dieu et d'icelle l'an 1623 ». En 1681, Jean de Hautport y fonde un sanctuaire qui a pour mission de célébrer des messes journalières et d'enseigner le  catéchisme aux enfants du hameau de Bruxelles. Elle est vendue comme bien national à la Révulotion française. Le culte est rétabli après le Concordat. Elle a été reconstruite en style néo-gothique par l'architecte athois Hotton en 1903. Elle restera le siège de la confrérie des pèlerins qui se sont rendus à Loreto, en Italie, où se trouve toujours la « Sancta Casa », maison de la Vierge Marie, miraculeusement transférée de Palestine en Italie.
Les refuges d'abbaye sont la preuve de l'ancienne richesse de la ville, lorsque de nombreuses communautés religieuses s'y installèrent.
Le refuge de l'abbaye de Saint-Martin (place Ernest Cambier) fut construit vers 1780 en style Louis XVI. L'abbaye avait au Nord-Est d'Ath de vastes possessions. Le premier refuge avait été cédé en 1448 pour l'installer l'hôpital de la Madeleine. Le refuge de l'Abbaye de Ghislenghien (rue Haute) est une construction de style gothique. Cet ancien hôtel de la princesse de Looz remonte au XVIe siècle. Il est caractéristique de la Renaissance italienne aux Pays-Bas vers 1520-1530. En 1646, les sœurs de Ghislenghien se sauvaient à Ath « pour la crainte des Allemands ». Il a été fortement endommagé pendant la Seconde Guerre mondiale. Le refuge de l'abbaye de Liessies (rue des Récollets) abrite aujourd'hui des locaux de l'Institut Provincial d'Enseignement Secondaire (IPES). Il aurait accueilli Louis XIV. Celui-ci vint plusieurs fois à Ath. Il s'y plaisait au point de qualifier Ath de « son petit Paris » et son logement de « sa Tuilerie d'Ath ». Lors du premier siège de la ville, le roi aurait fait une entrée en grande pompe le 20 juin 1667. Il n'en existe pas de preuves. Par contre, le maréchal de Turenne y était. De 1794 à 1795, le bâtiment abrita le tribunal civil, puis vendu comme bien national. Depuis 1849, sa vocation est scolaire. Le refuge de l'abbaye Notre-Dame se trouve rue de Gand.

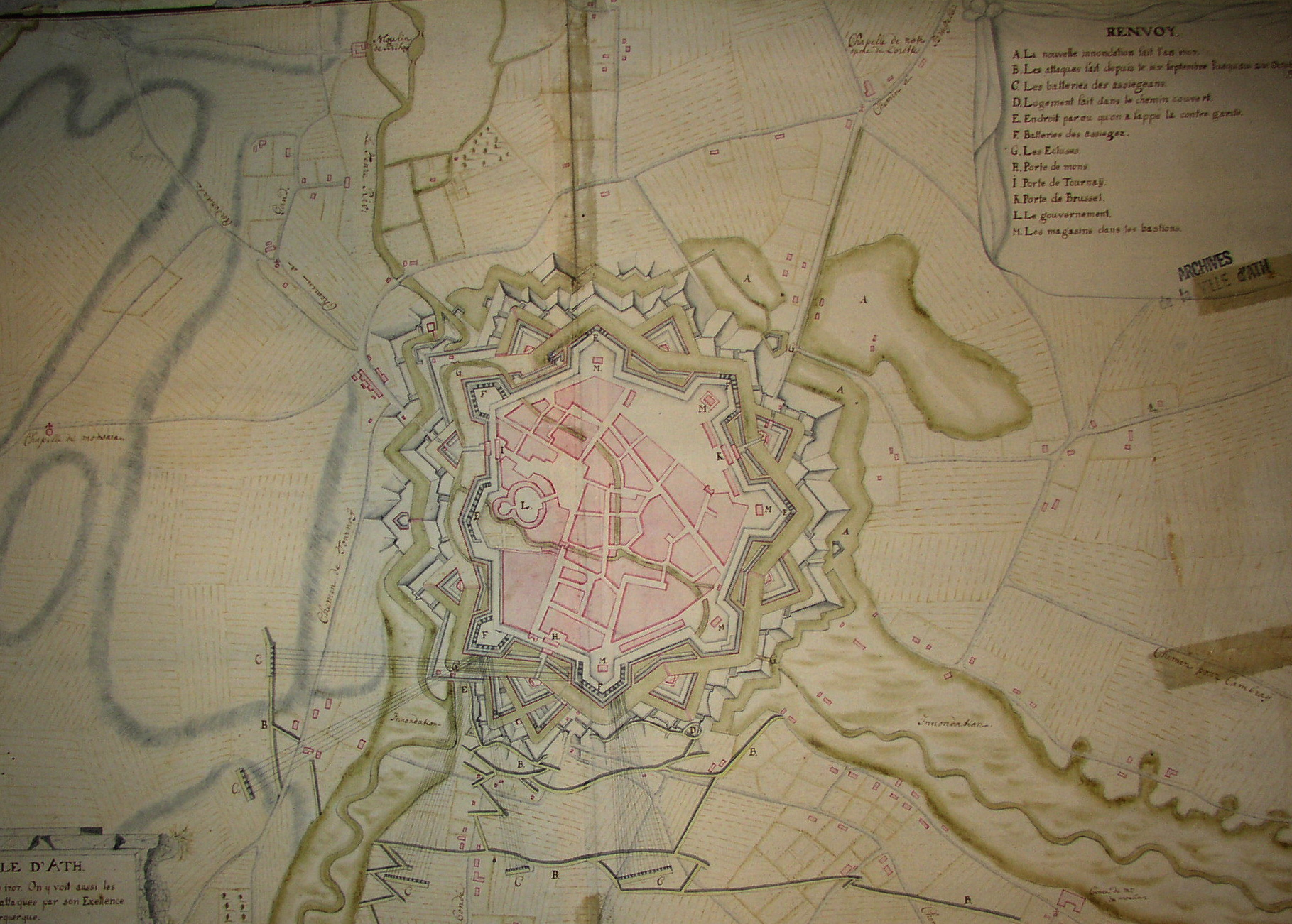
Fortifications d'Ath en 1707

Les fortifications : il reste peu de traces des anciennes fortifications. Le promontoire, où est érigé le Mémorial à l'héroïque gendarme Polydore Bliki, tué en service en 1934, donne une idée de l'importance des exhaussements des terres rapportées qui, au XVIIe siècle, formaient les terrées des fortifications. La pointe extrême correspond à l'ancien bastion de Flandre, la ville étant une forteresse octogonale. Avec le pont à la Herse, on peut voir, dans la rue de Cambron, un des rares vestiges des fortifications érigées au XVIIe siècle par Vauban, architecte militaire de Louis XIV. Dès 1670, la place d'Ath était la plus formidable forteresse d'Europe. Le Roi Soleil se déplaça des Flandres pour venir l'admirer. La herse était descendue le soir pour éviter que l'ennemi n'investisse la ville sur des barques plates en passant sous les ponts. Après la défaite de Napoléon Ier à Waterloo en 1815, les Alliés rétablissent une barrière de forteresses pour contrer la puissance française. Guillaume d’Orange engage des ingénieurs militaires pour restituer les fortifications athoises. Ceux-ci restaurent partiellement les ouvrages militaires de Vauban. En 1824, ils innovent avec la construction d’un fort sur le mont Féron, la hauteur qui domine la ville. La casemate désigne un local de fortification ou d’un fort à l’épreuve des tirs. Dans le cas d’Ath, les casemates avaient pour fonction d’abriter des troupes et du matériel.

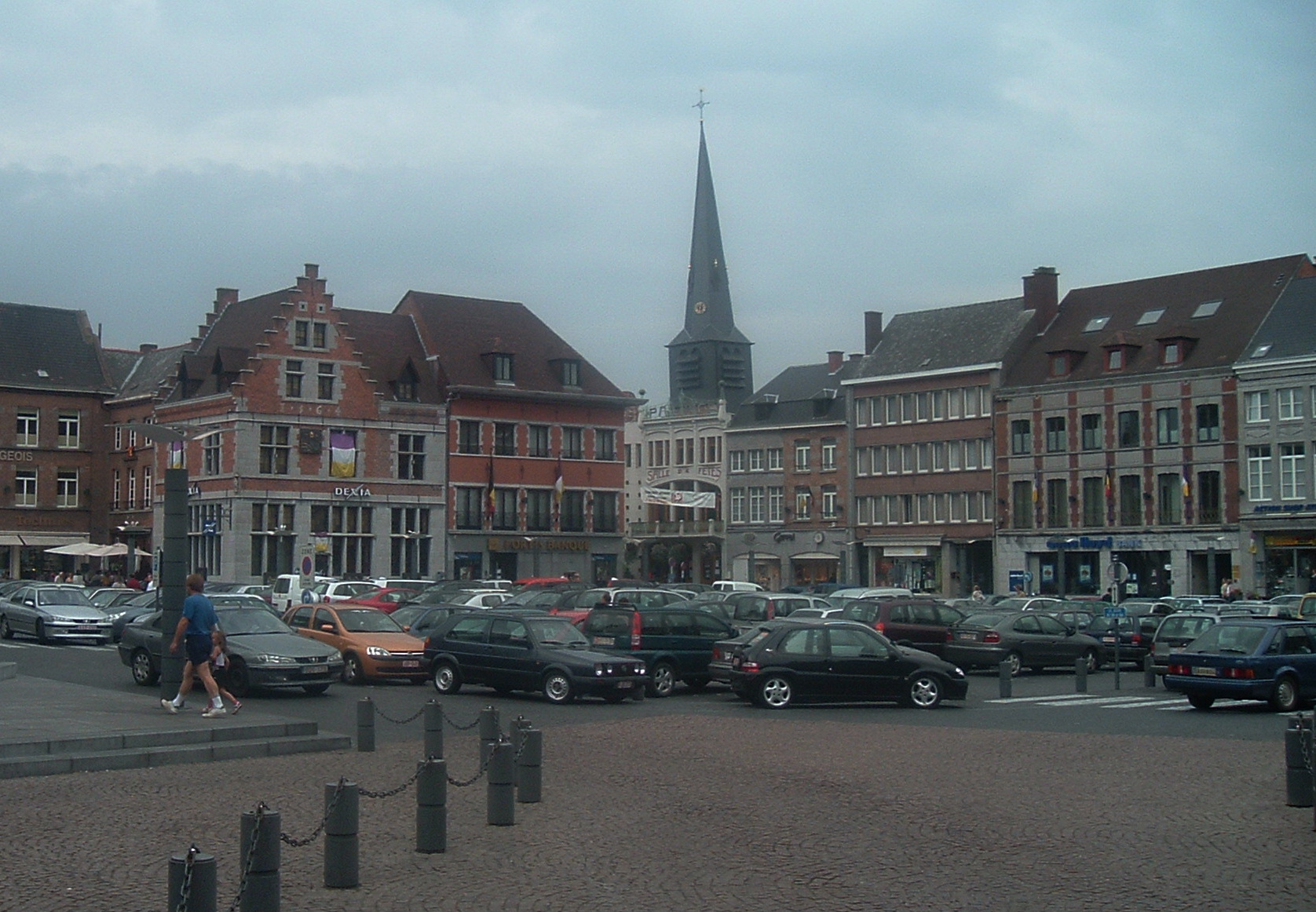
La Grand-Place d'Ath

La Grand-Place a perdu son unité architecturale mais conserve quelques bâtiments remarquables. La « Grand-garde » se trouve au coin de la grand-place et de la rue aux Gades. Cet endroit était occupé au XIVe siècle par un établissement de style gothique comportant en sa partie médiane une tourelle hexagonale en saillie. Une frise d'arcades soutenues par des piliers, comme dans le bâtiment actuel, séparait le rez-de-chaussée de l'étage. C'était la halle des bouchers. La Grand-garde fut construite en 1821 après la démolition de la vieille halle par le génie militaire hollandais. La « Maison espagnole » de 1564 a été reconstruite en 1963 ; ce chantier « constitue l'un des trop nombreux massacres opérés lors de restaurations. [...] Sous de fallacieux prétextes, toutes les tuiles furent détruites, la charpente renouvelée, les pierres remplacées, dénaturant ainsi complètement cet intéressant témoin du XVIe siècle. » 
La « salle des fêtes », dite « Le Palace », construite en 1919 sur les plans de l'architecte communal Léon Fourdin (1865-1941), est un bel exemple d'Art nouveau avec une façade cimentée d'une grande sobriété et une division en travées sur trois niveaux. Le décor 1900 s'affirme aux ferronneries du balcon et de l'attique. Cette salle de spectacles privée a été reprise par un marchand de meubles en 1961 puis acquise par la Ville d'Ath le 19 décembre 1995. La mise en place d'une nouvelle salle de spectacles a permis de conserver et de mettre en valeur la façade de Léon Fourdin. L'inauguration a eu lieu le 13 décembre 2000.

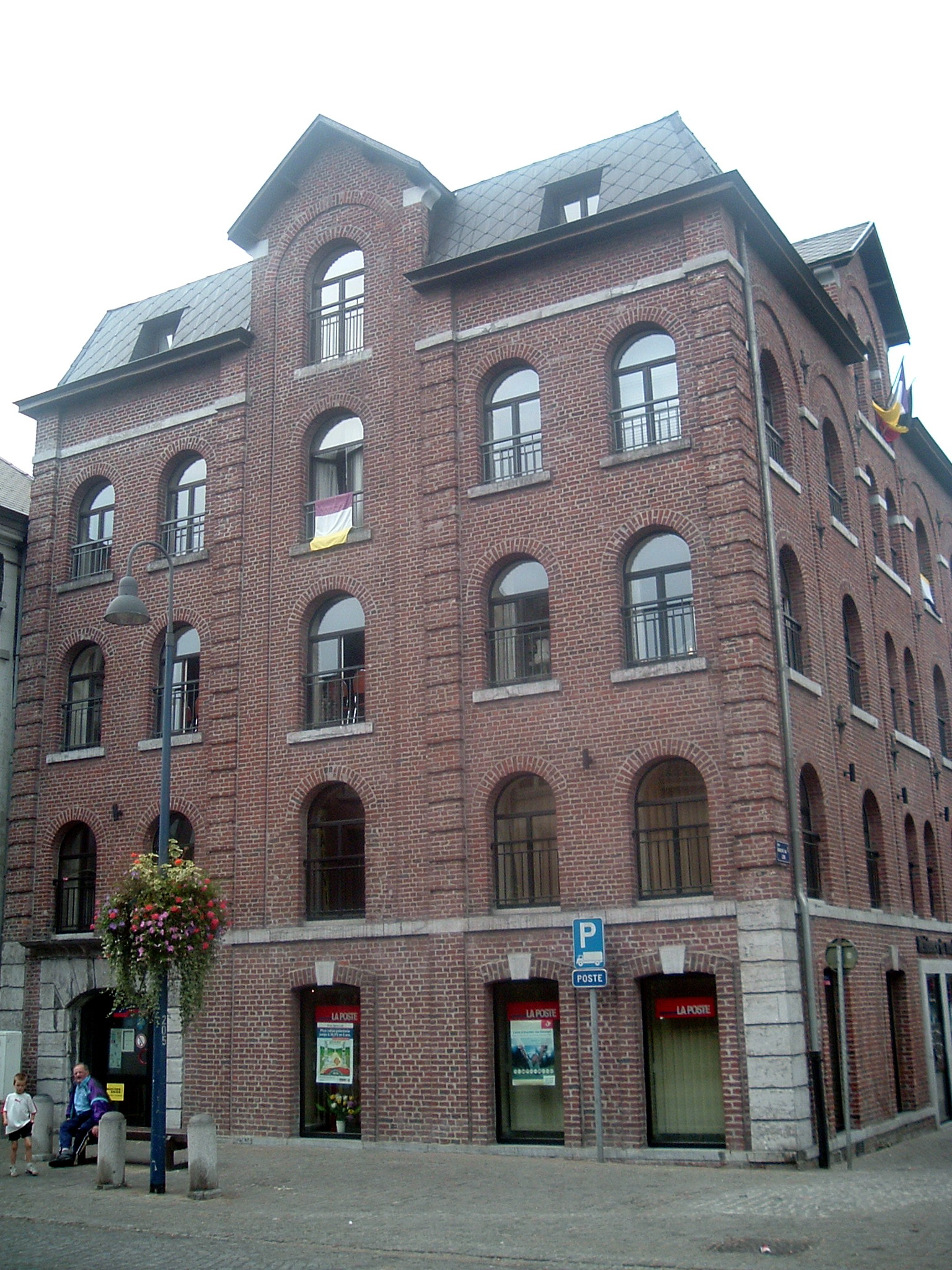
L'ancien moulin banal

L'hôpital et la chapelle Saint-Jacques se trouvent dans la cour d'un immeuble de la Grand-Place. Ath fut un gîte d'étape vers Saint-Jacques-de-Compostelle. La confrérie qui s'occupait de l'organisation du gîte existait déjà lorsque le châtelain leur accorda sa charte en 1421. Elle était auparavant installée à Saint-Julien. En 1435, un incendie ravage l'hôpital et la chapelle. La chapelle fut relevée au même endroit et l'hôpital s'installa au bord de la rivière, rue du Pont Quelin. Diverses maisons de style Louis XVI, Louis XIV (1715), Louis XV (1743) sont aujourd'hui affectées à diverses activités commerciales.
Trois anciens moulins sont encore visibles. Depuis 1283 c'est au moulin banal (coin de la rue du Moulin et du quai Saint-Jacques) que les bourgeois d'Ath devaient moudre leurs grains. Son implantation se situe sur la première enceinte. Il a été restauré en 1764 et reconstruit fin XIXe siècle. On l'équipe alors de turbines (la rivière est comblée en 1933). Depuis 1991, la Poste s'y est installée. Les étages sont occupés par des appartements. Le moulin des Estanques est attesté dès 1363-1364. Il fut transformé en moulin à vapeur en 1871 et une minoterie moderne a été bâtie en 1901. Incendié en 1918 et 1946, il fut transformé en silo. Il a été reconverti en Maison de l'emploi du Forem en 1998 après une démolition partielle. Le moulin de Bilhée, hors de murs, est attesté dès 1128 avec deux roues à aubes. Il servait à moudre le grain et écraser les graines oléagineuses (tordoir à huile). Il a été transformé au XVIIIe siècle et profondément modifié. On lui adjoignit des turbines.

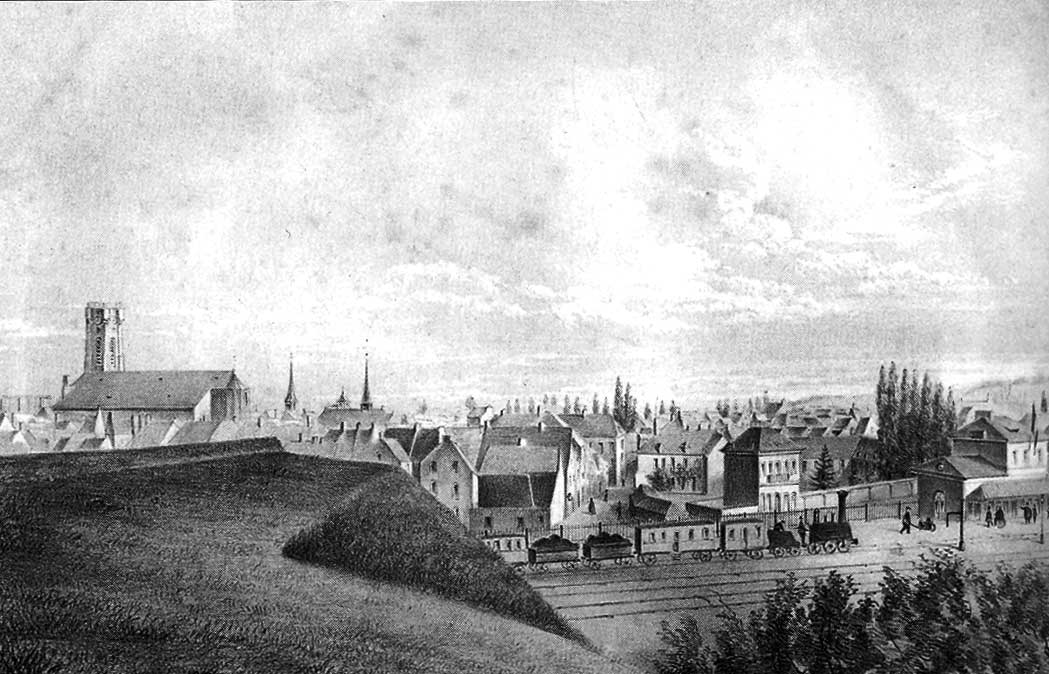
La gare d'Ath en 1851

La gare: le chemin de fer arrive à Ath le 30 octobre 1848 avec la ligne Jurbise-Tournai. Elle sera mise en service le 11 novembre 1849. La première gare d'Ath est un bâtiment modeste qui va très vite être trop petit vu le développement du réseau ferré autour d'Ath : Dendre et Waes (1855), Hal (1866), Blaton (1878) et Saint-Ghislain (1879). L'activité est considérable. Au cours des années 1860, il y a plus de 900 000 voyageurs à la gare d'Ath. On y transporte plus de 7 000 quintaux de petites marchandises et 12 000 tonnes de grosses marchandises. Il faudra attendre novembre 1879 pour qu'un projet d'aménagement de la station d'Ath soit déposé au secrétariat communal. Finalement, l'architecte bruxellois A. Trappeniers (un élève de Cluysenar), concevra au début des années 1880 un ensemble d'inspiration Renaissance de 70 mètres de façade à côté des postes, du télégraphe et de la maison du chef de gare. Ce premier projet sera abandonné. C'est finalement l'architecte De Blieck qui réalisera les plans de cet ensemble éclectique d'inspiration généralement néo-gothique mais avec des éléments romans ou Renaissance.
Le centre administratif communal, précédé d'une conciergerie avec porche et fenêtres à encadrement de pierre remontant au XVIIIe siècle, a été conçu au XIXe siècle pour abriter un hospice de vieillesse. Œuvre de l'architecte communal Désiré Limbourg (1810-1894), il sera commencé en 1839 mais, à la suite de difficultés financières et politiques, l'inauguration marquera la fin des travaux le 21 juillet 1853. Le bâtiment abritera les vieillards (47 en 1853) jusqu'en 1933. Il sera acquis par la Ville en 1936 pour en faire un centre administratif communal. Il accueillera aussi la bibliothèque communale à partir du 21 juillet 1939. À la suite de la fusion des communes, l'ensemble du personnel communal a été réuni dans l'ancien hospice.
Le « château Bourlu », dans la rue du même nom, tire son appellation de son emplacement sur le rempart du XIVe siècle, qui possédait une tour « bourlue ». Cet ancien hôtel de maître a été bâti entre 1767 et 1773 par le Chevalier L.-F. Carton, receveur des impôts pour la route Ath-Mons. De style Louis XVI, il abrite aujourd'hui, outre deux logements, les locaux de la Justice de Paix
La « Brasserie Langie » (rue des Bouchers) est un ancien hôtel de maître. Il possède une façade classique d'inspiration Louis XV. Elle se présente sur deux niveaux de briques et de pierre. Les hautes fenêtres ont un linteau échancré à clé pendante arrondie. Une porte avec un arc surbaissé s'inscrit dans un encadrement saillant. À l'étage une fenêtre précédée d'un garde-fou en fer forgé montre un encadrement à gorge lui aussi.
Le château Ducorron-Francqué est situé sur la route de Lessines. Cette gentilhommière classique date de la seconde moitié du XVIIIe siècle. Autour d'une cour pavée, le corps de logis principal est flanqué de deux pavillons et d'une serre, le tout au milieu d'un jardin clôturé.
Le château Cambier, rue de Pintamont, abrite aujourd'hui l'Office du Tourisme et la « Maison des géants ». Cette riche demeure fut construite en 1780 à l'initiative de l'orfèvre et peintre Louis-Emmanuel Delwarte, par l'architecte athois Joseph Bataille (1747-1820). Elle fut rachetée en 1875 par les frères Cambier, industriels dans la production de mobilier et de chaises en bois tourné. Le bâtiment est d'inspiration Louis XV. L'arrière de la propriété comprend un parc, une serre et une orangerie dans l'esprit du début du XXe siècle (décor floral de style 1900).
L'Espace gallo-romain se trouve dans les locaux de l'ancienne Académie de dessin. Celle-ci fut créée en 1802. Le bâtiment actuel, d'inspiration classique, est l'œuvre de Désiré Limbourg (auteur notamment des châteaux d'Ormeignies, Moulbaix, Cambron-Casteau). Les travaux durèrent de 1836 à 1840. La façade comporte trois niveaux ornés de pilastres toscans, ioniques et corinthiens.
La maison dite de « Bibi Chamart » (rue du Pont-Quelin) a une particularité. Le soubassement présente une bizarre arcature qui n'est rien d'autre que la courbe de l'ancien pont Quelin qui enjambait la Dendre à cet endroit, à deux pas du quai Saint-Jacques. En fait, l'immeuble en cause était la maison de l'éclusier et les poulies, chaînes et autres dispositifs devant actionner les vannes étaient installés dans la maison même.
L'ancienne Grange de Ville se situe dans la rue du même nom.

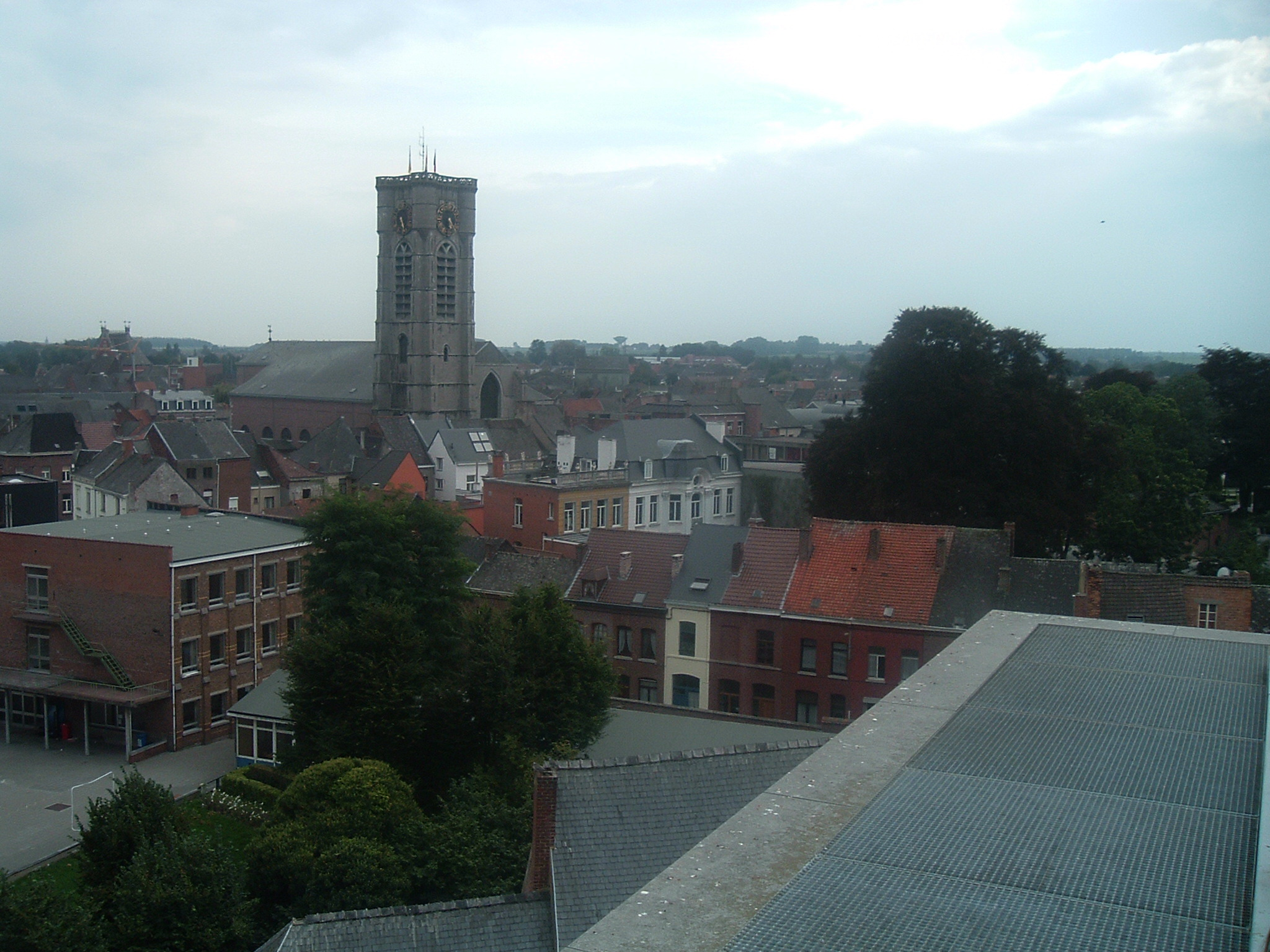
Ath vue de la Tour Burbant
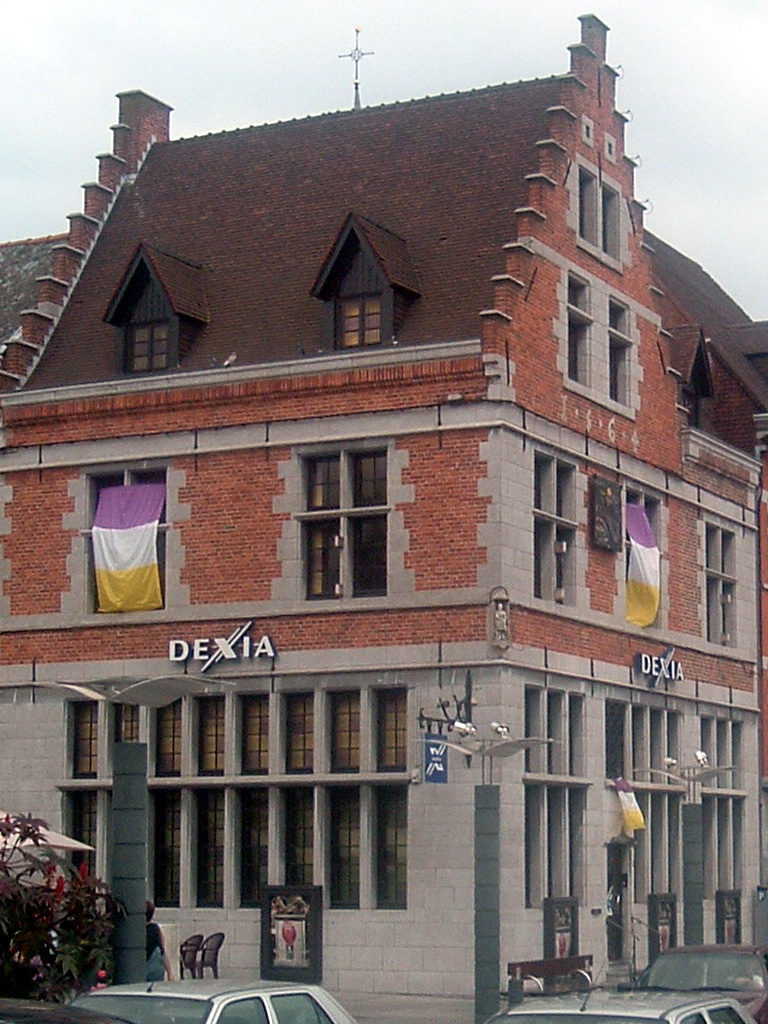
La « maison espagnole »
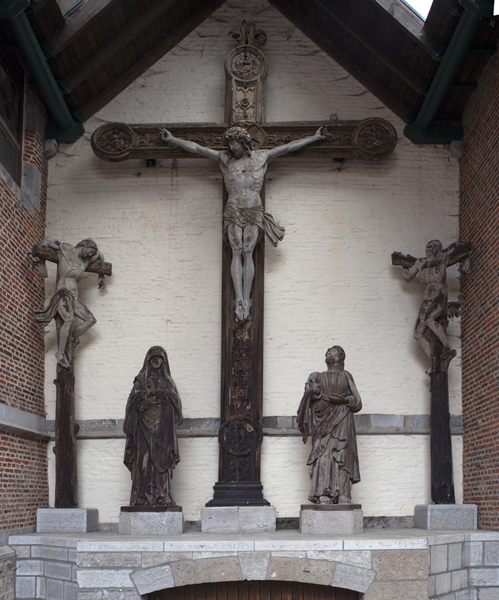
Calvaire de l'église Saint-Martin
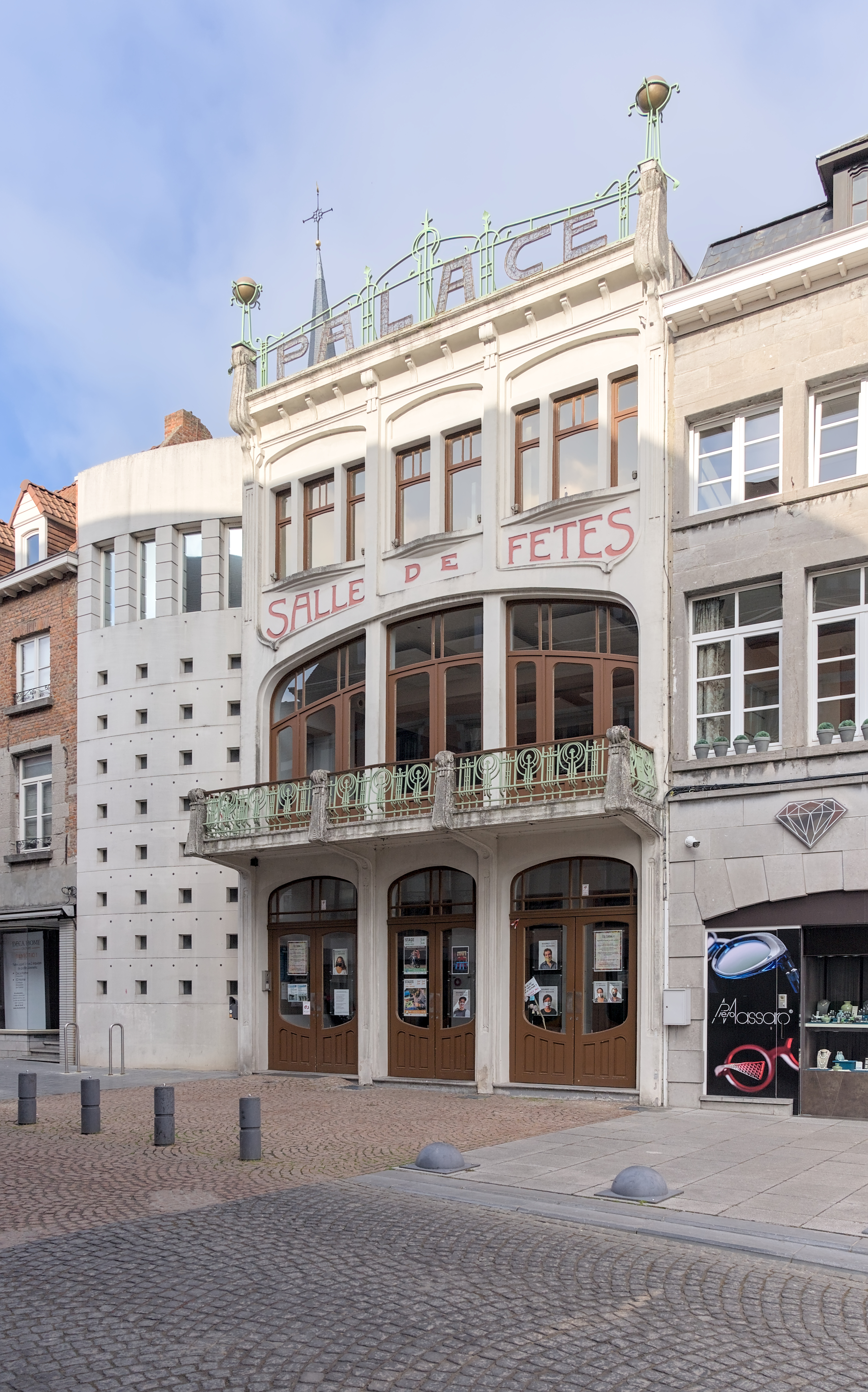
Le Palace, salle de spectacle
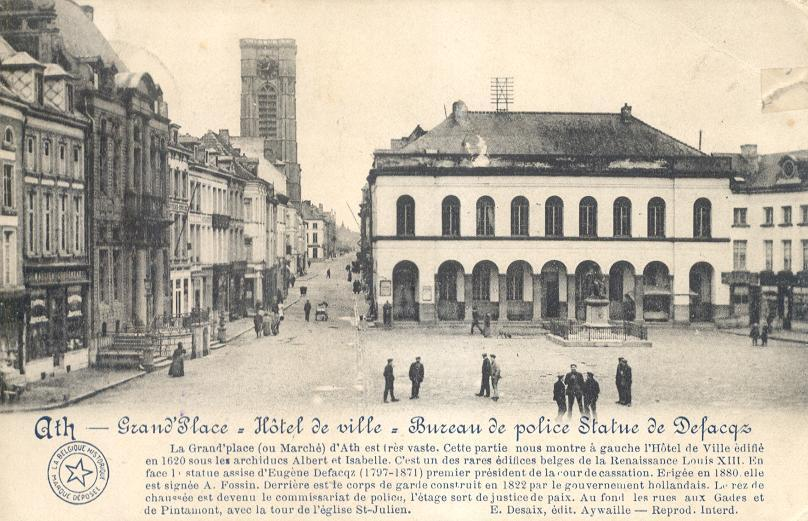
Le « Grand garde » vers 1900
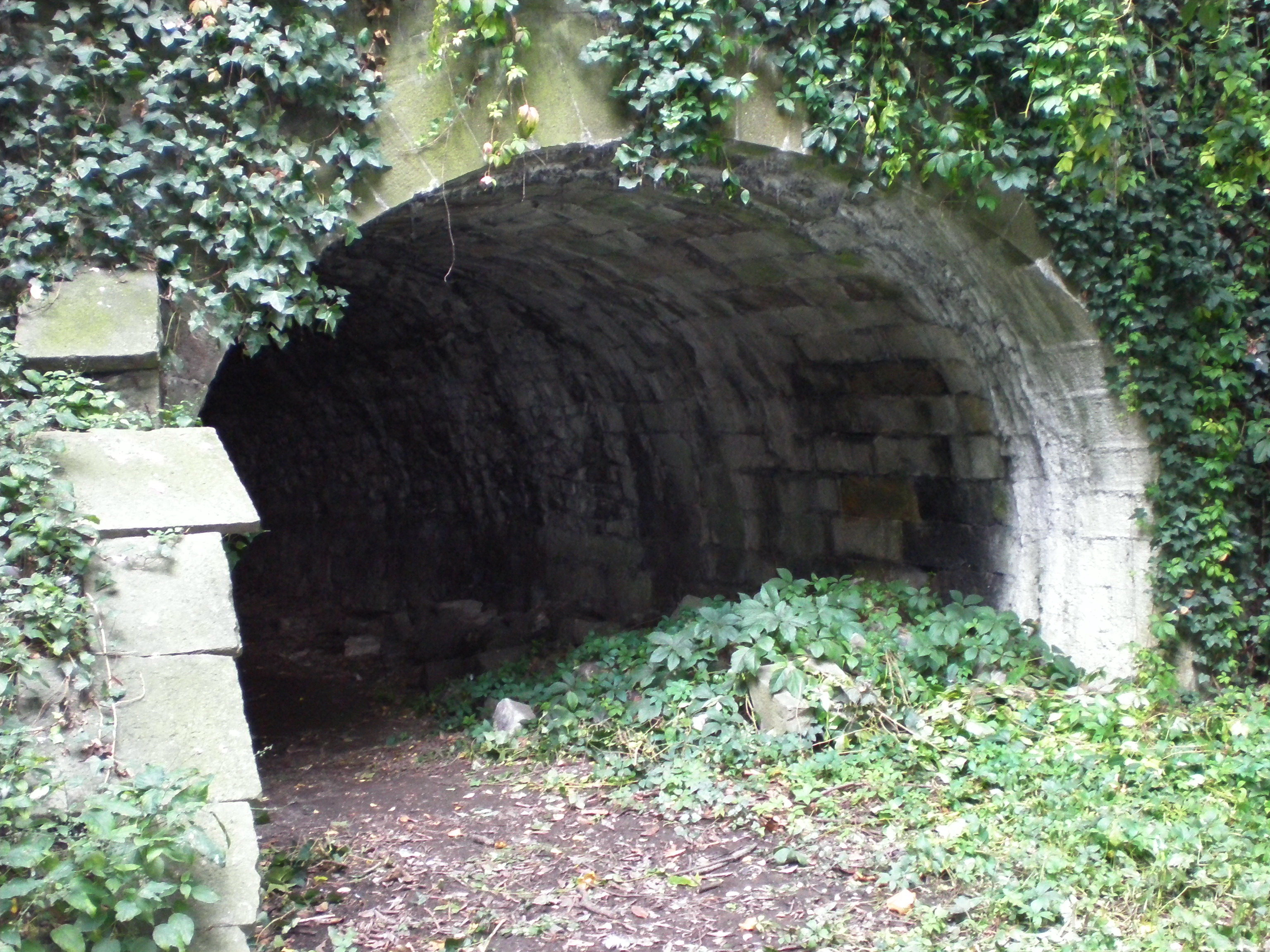
Le pont à la herse
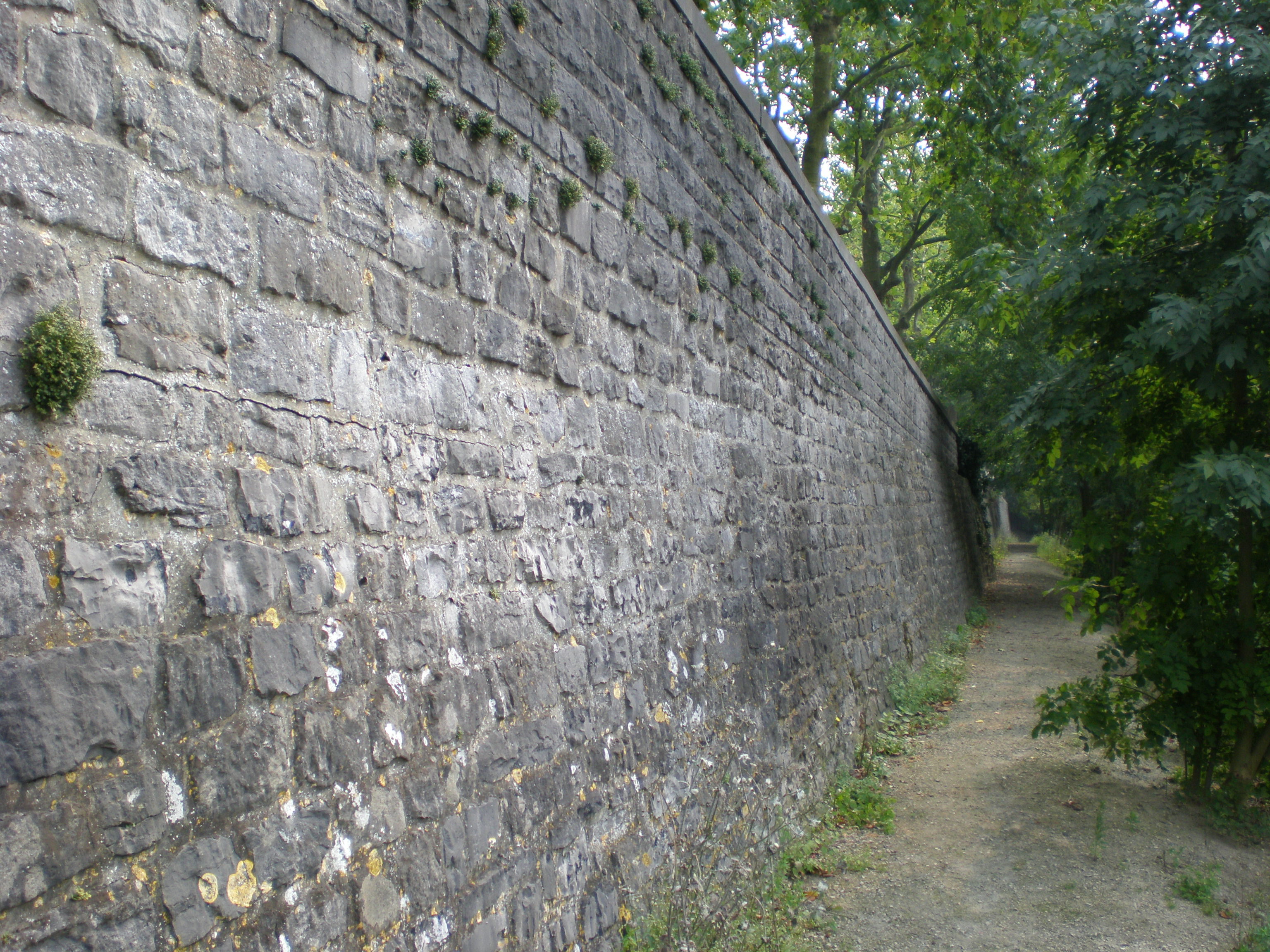
Bastion de Flandre
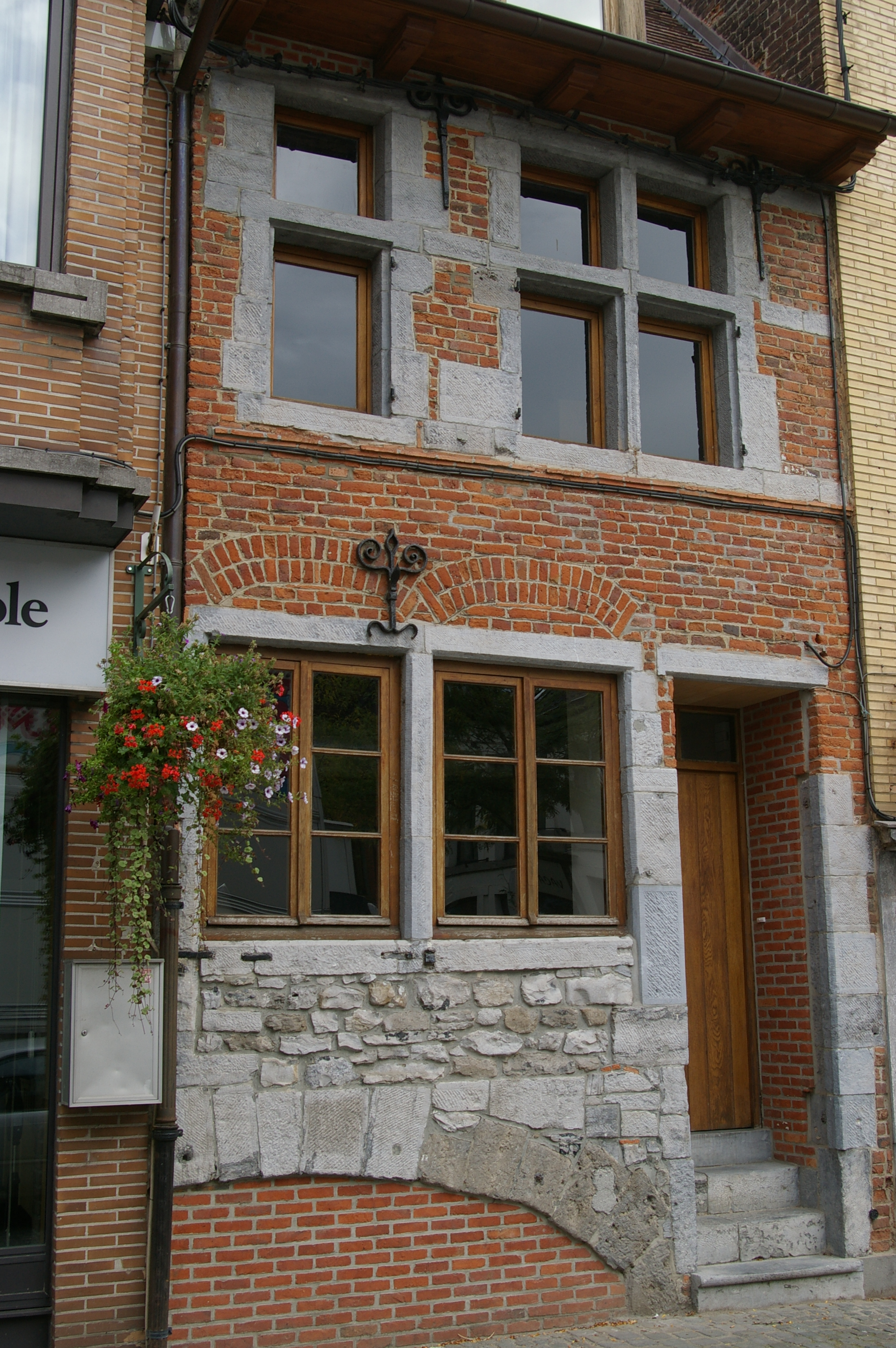
La maison de « Bibi Chamart »
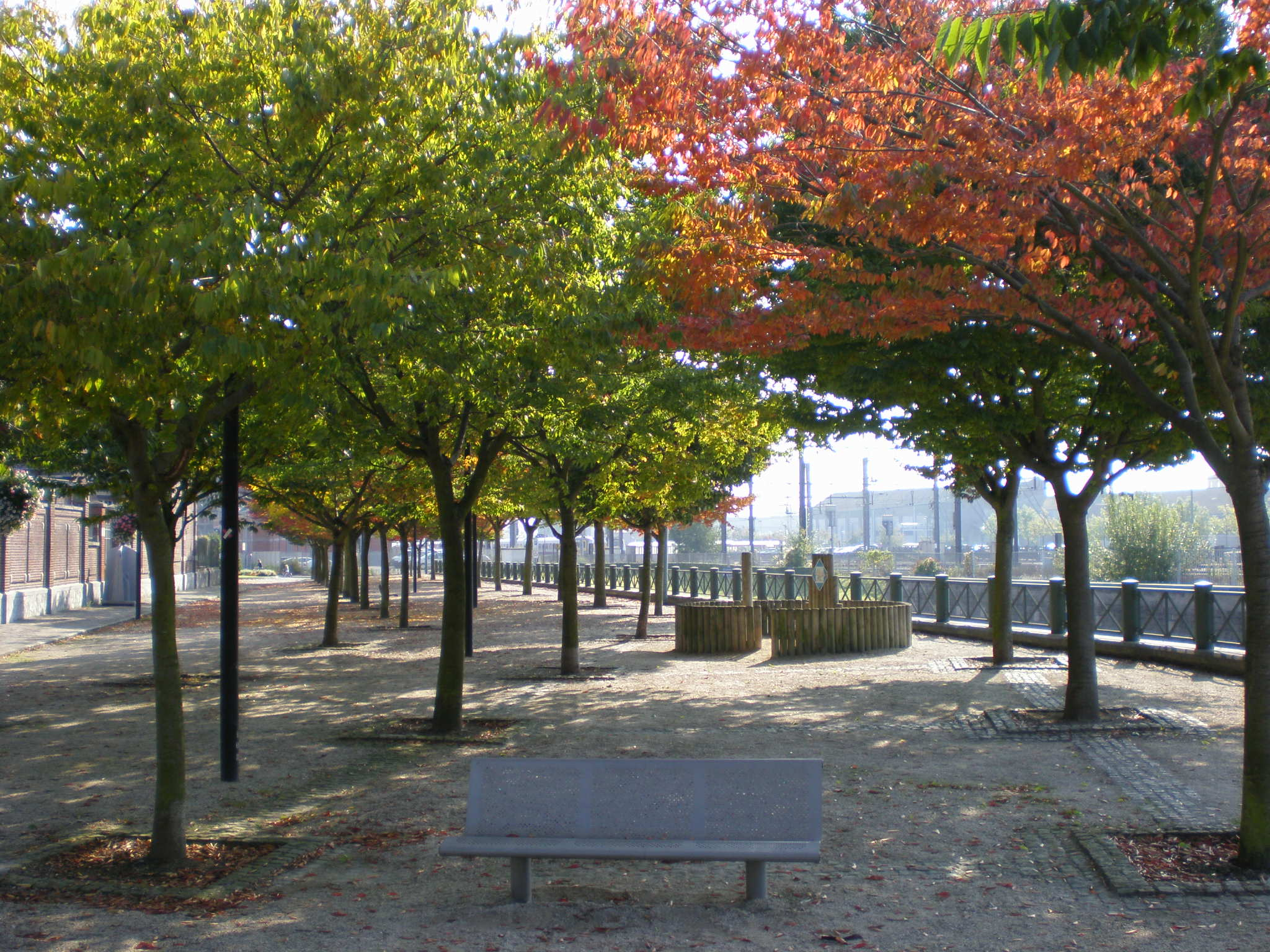
La promenade Roi Baudouin
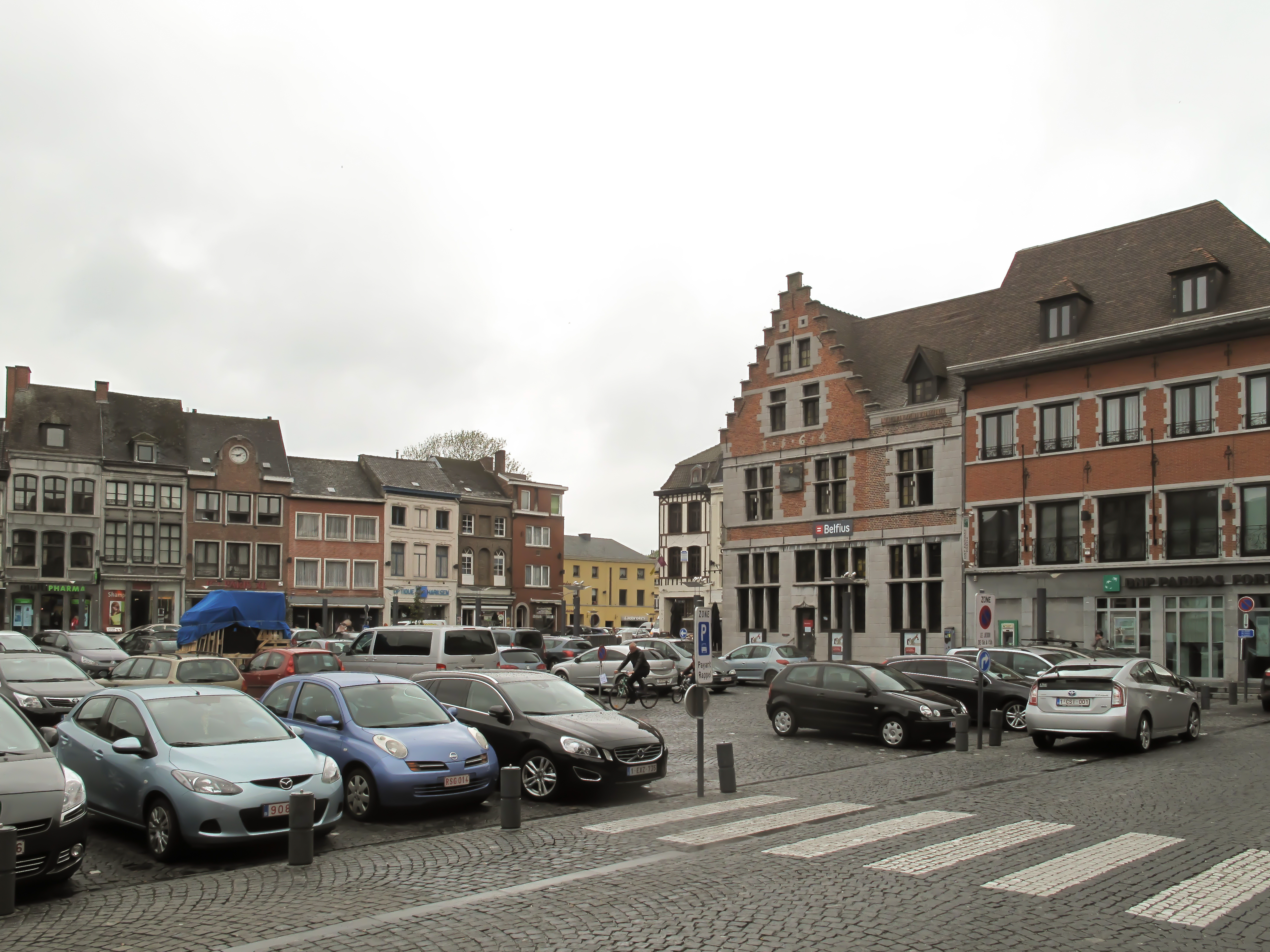
La Grand Place d'Ath

##### Villages
Le calvaire de Mainvault est constitué de sculptures de J.J. Bottemanne, maître de carrière à Soignies (1723-1794) qui est aussi l'auteur d'un calvaire érigé près du cimetière de Lens. La Mise au tombeau est une œuvre majeure de l'époque bourguignonne (XIVe siècle). Placée à l'origine dans une niche sous le Christ, elle est une des pièces maîtresses du musée d'Histoire et de Folklore d'Ath.
C'est Balthasar d'Ennetières et des Mottes qui commanda, en 1793, l'édification de l'actuel château de la Berlière à Houtaing à l'architecte tournaisien Antoine-Joseph Payen le Vieux. De style néo-classique, il est entouré d'un parc et de dépendances (anciennes écuries, fermes et chalet de chasse). Le château fut la résidence des comtes d'Oultremont de 1845 à 1912. Il abrite actuellement les locaux d'une école secondaire catholique fondée par les pères joséphites en 1947.
Le mausolée d’Oultremont est le deuxième bâtiment remarquable d'Houtaing: à la mort de son épouse Clémentine de Croÿ, Adhémar d'Oultremont fit construire un mausolée de style néo-gothique flamboyant (1894). Il fit appel à l'architecte Victor Evrard. La crypte abrite les tombeaux de plusieurs membres de la famille d'Oultremont.
La ferme de la Grande Rosière à Ormeignies (ancien français ros : roseau) apparaît dans un acte non daté du pape Alexandre III (XIIe siècle). La seigneurie de la Rosière appartenait à l’abbaye de Cambron. Elle comprenait 3 fermes dans ses limites, dont celle de la Grande Rosière. Le porche monumental surmonté du colombier remonte au début du XVIIIe siècle, comme la plupart des bâtiments, situés autour d’une cour fermée.
La Ferme forte d'Irchonwelz date du XIIIe siècle. Édifiée sur les bords de la Dendre occidentale, ce château seigneurial (à l'origine sur motte) fut une exploitation agricole jusqu’à la fin du XXe siècle. Il conserve des bâtiments des XVIe, XVIIe et XVIIIe siècles. Depuis 1999, le château abrite la « Brasserie des Géants » qui produit différentes bières artisanales, dont la Gouyasse.
Le château de Moulbaix est une construction pittoresque de style néo-Tudor. Elle a été élevée vers 1860 à la demande du marquis Oswald du Chasteler (1822-1865), descendant de l'ancienne famille hennuyère installée depuis la fin du Moyen Âge dans le village. Le château a remplacé un hostel de 1502. Il est implanté sur l'ancienne motte féodale avec basse-cour dont il subsiste quelques vestiges dans la propriété. C'est l'œuvre de l'architecte athois Désiré Limbourg. Le plan est rectangulaire, flanqué de quatre tours d'angle renforcées de tourelles octogonales sur les quatre faces. Onze tours crénelées, percées de meurtrières ou de canonnières, s'ornent de faux mâchicoulis. Des échauguettes complètent le décor en façade. Le château compte 344 fenêtres. Le château de Moulbaix est entouré d'un parc de 62 hectares dont 2 hectares de parc paysager tracé par l'architecte Louis Fuchs (1814-1873).
Le moulin de la Marquise (Moulbaix) est un élément incontournable du paysage de la région d'Ath. C'est le marquis Gabriel François de Chasteler, seigneur de Moulbaix qui fit construire ce moulin en remplacement d'un moulin à eau situé dans le village. Commencé en 1747, il est mis en activité le 7 décembre 1752. Désaffecté, il est de nouveau opérationnel en 1942 et classé en 1944. Il a été restauré 3 fois, juste après la guerre, en 1984-1985 et en 2006.
Le Blanc-Moulin d'Ostiches fut construit en 1789. Il s'agit d'un moulin en briques peintes à la chaux. Le toit tourne selon la direction du vent. Les activités de meunerie ont cessé un peu avant la Seconde Guerre mondiale et le moulin s'est fortement dégradé. Il a été restauré à la fin du XXe siècle.
Le presbytère de Rebaix (26, rue jean Watrin) fut construit en 1777 avant la construction de l'église Saint-Amand de Rebaix (1789). Ce presbytère est un bâtiment de style tournaisien. La façade du presbytère s'élève entre un jardin clôturé et une cour ouverte par un porche, flanqué de deux pavillons d'angles. L'habitation occupée par l'Abbé Marc Lamotte, possède une toiture à pans coupés munies de fenêtres à la Mansard. Au-dessus de la porte d'entrée se trouvait une pierre rectangulaire couverte d'un écu, sans doute mutilé lors de la révolution française, c'était le blason de l'abbé Amand de Casiez, né à Tourcoing en 1756. Il fut père abbé de l'abbaye de Saint Ghislain. Les mêmes armoiries se trouvent intactes sur la façade du bâtiment voisin de la ferme Chevalier.

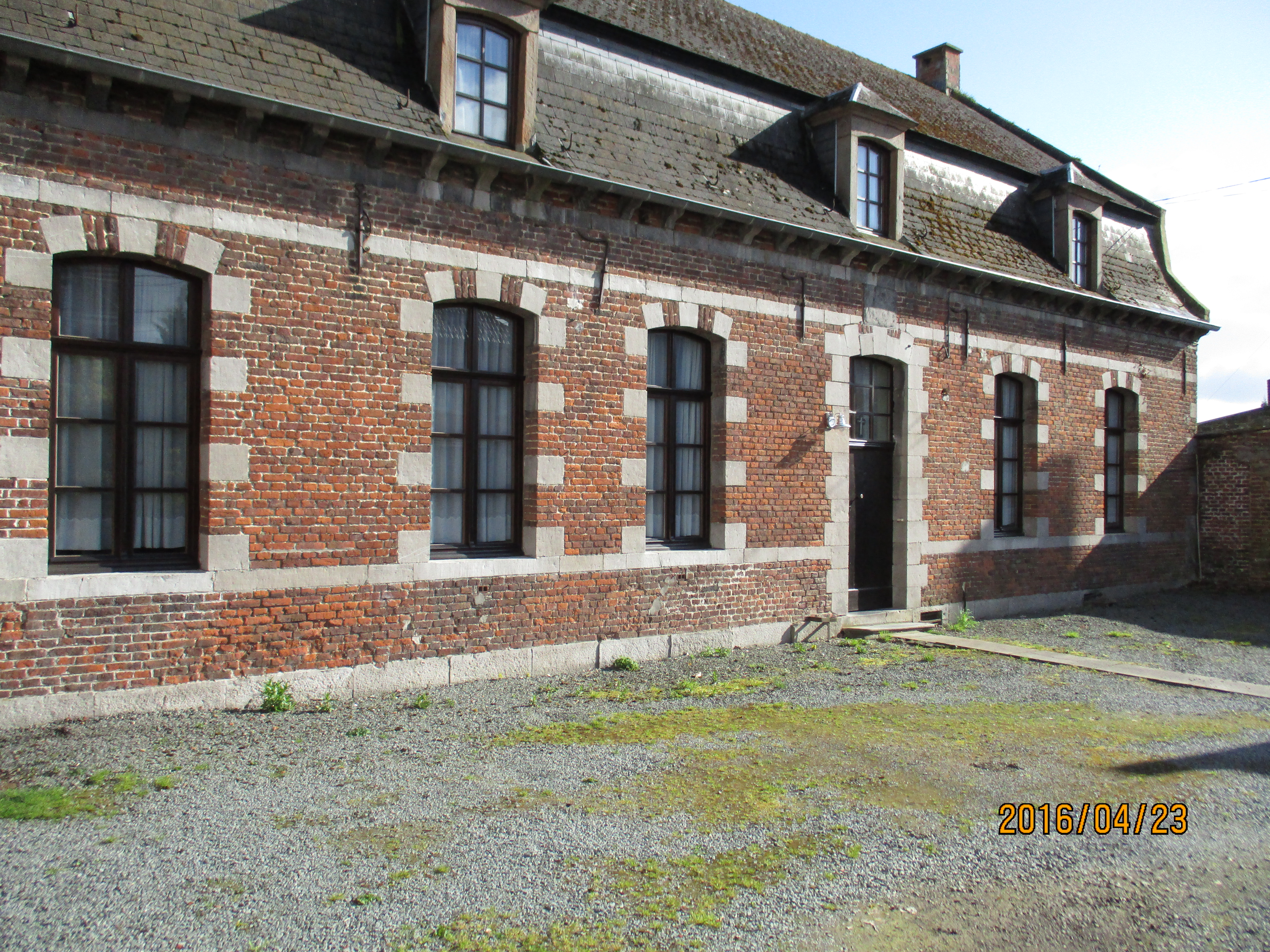
Presbytère de Rebaix (1777)
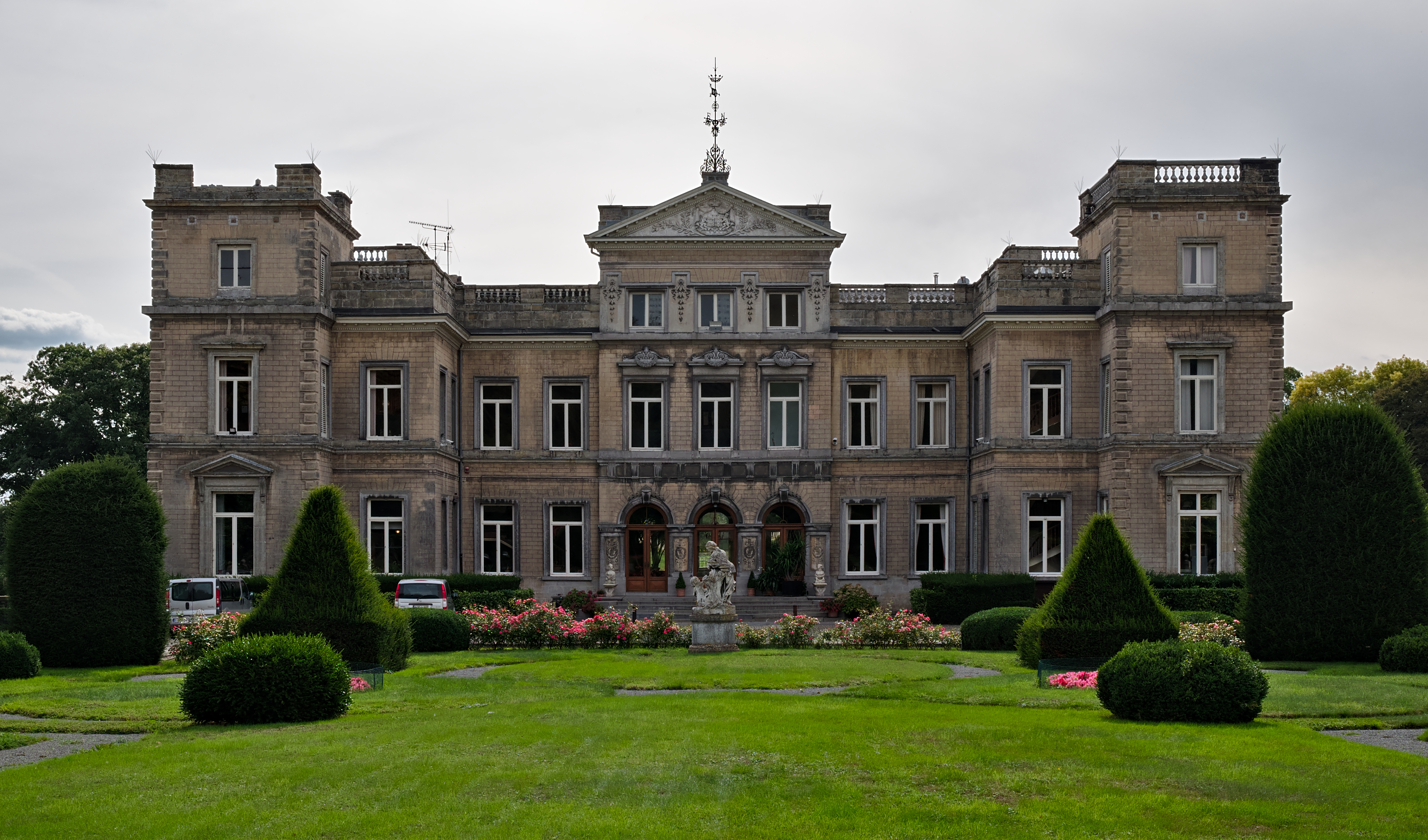
Château de la Berlière (Houtaing)
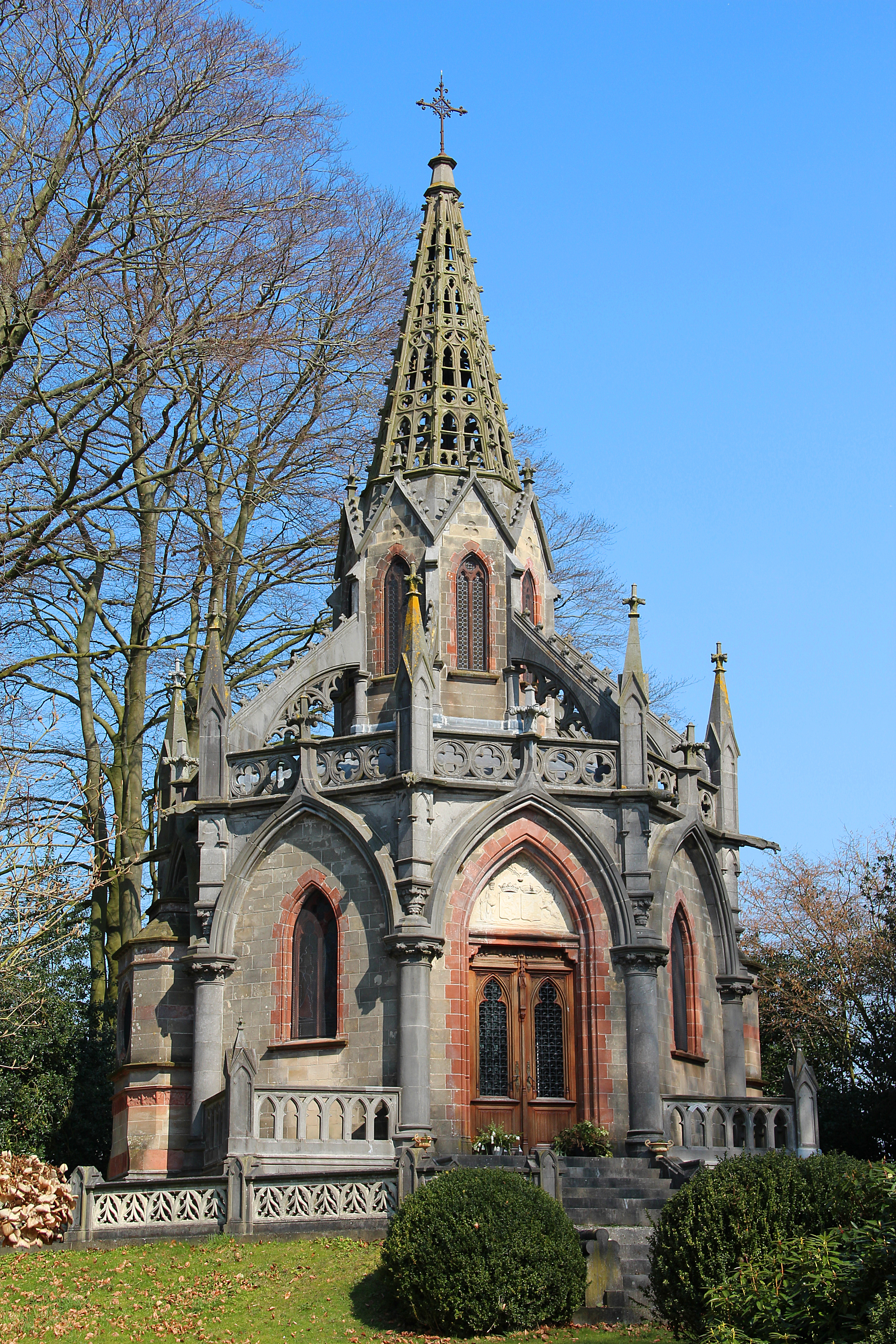
Mausolée de la famille d'Oultremont (Houtaing)
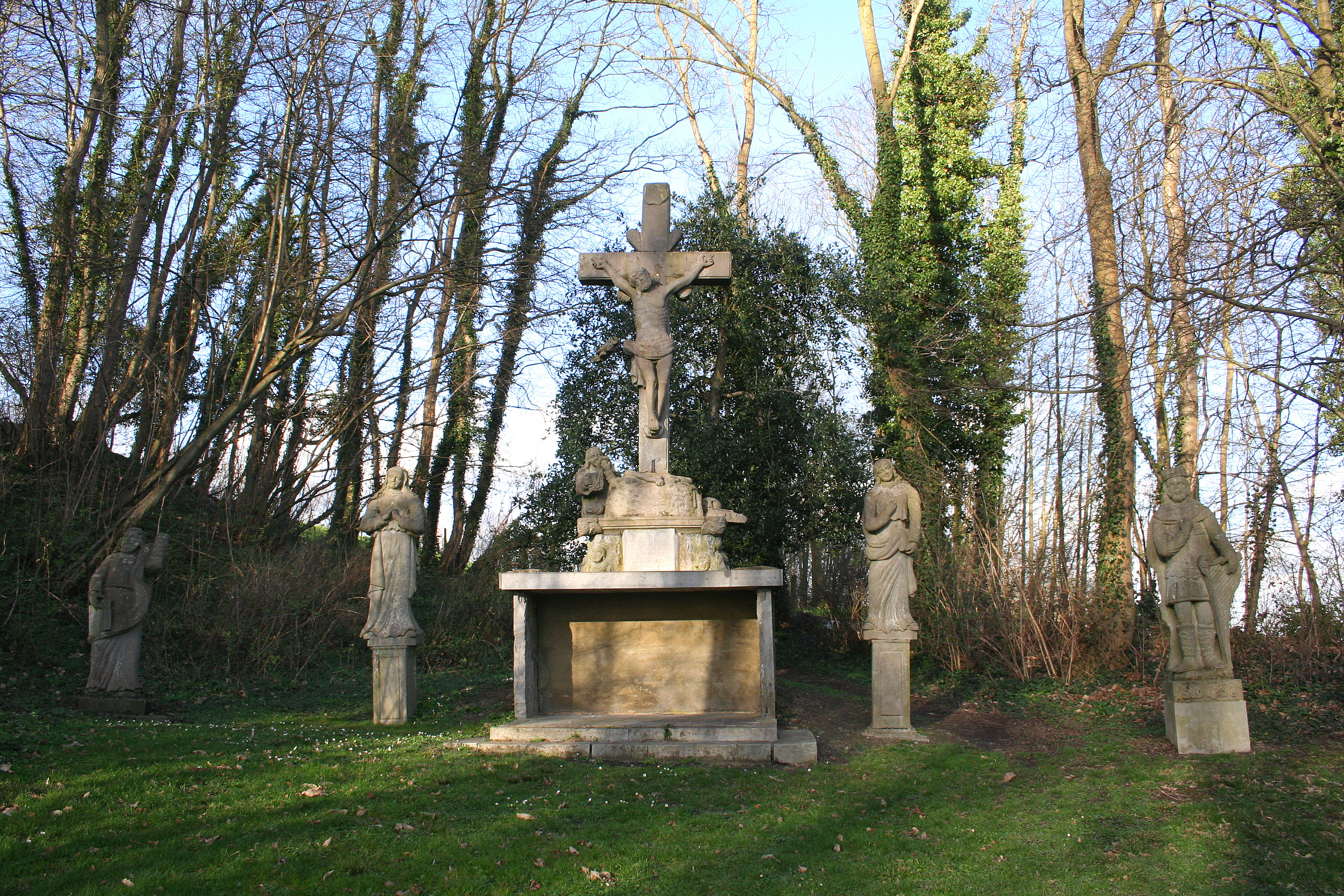
Calvaire du Mont de Mainvault
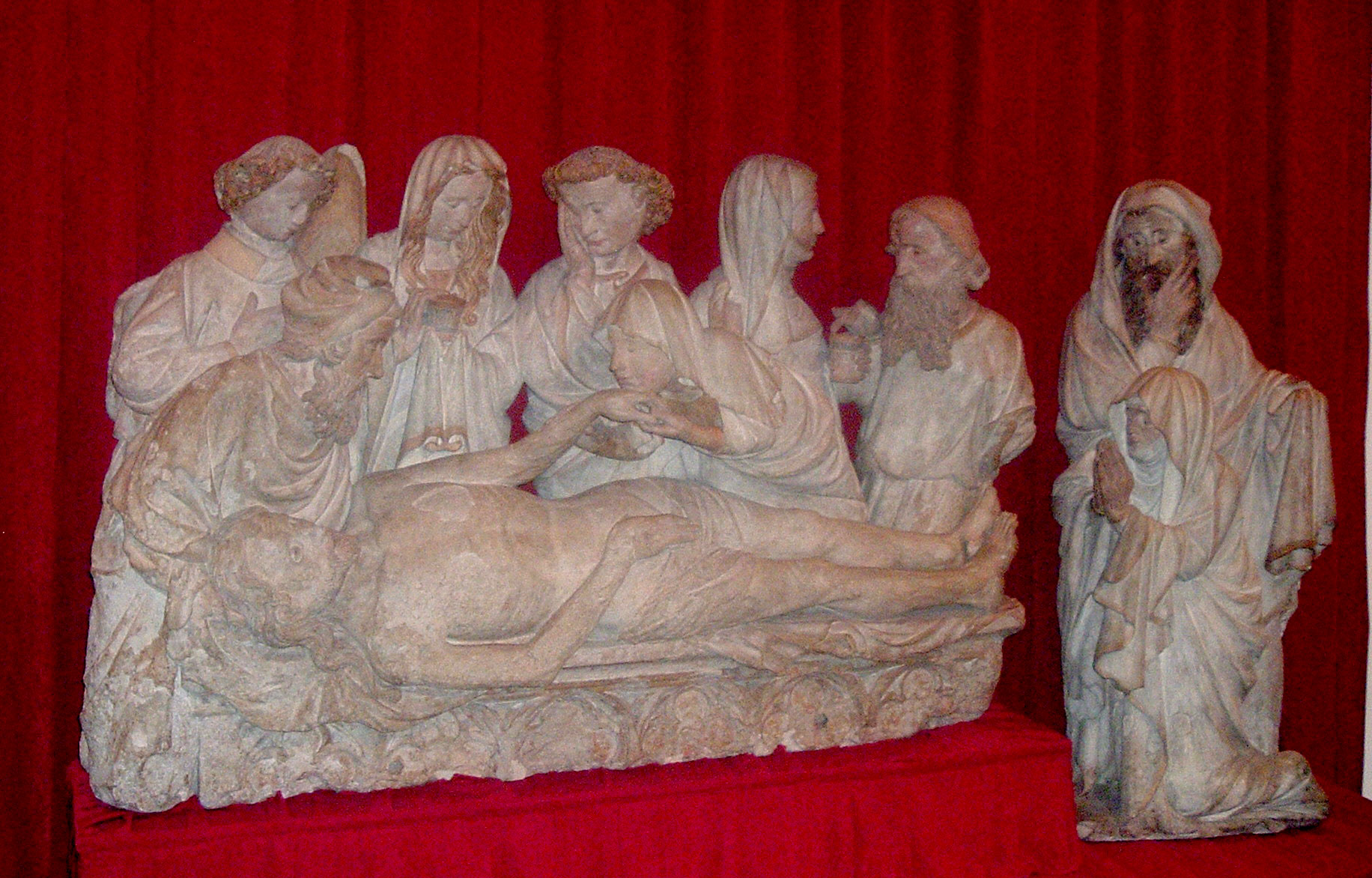
Mise au Tombeau de Mainvault
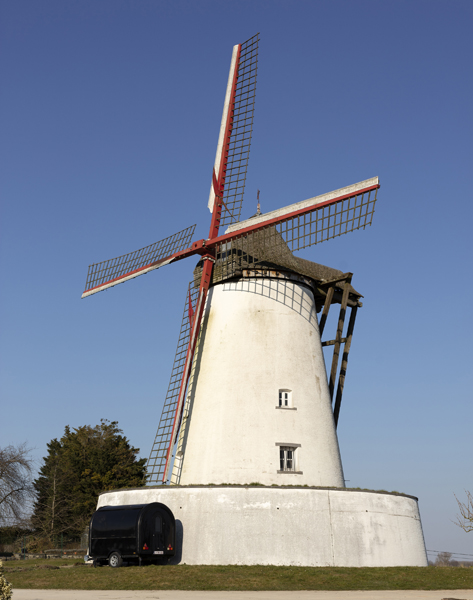
Le « Blanc moulin » d'Ostiches
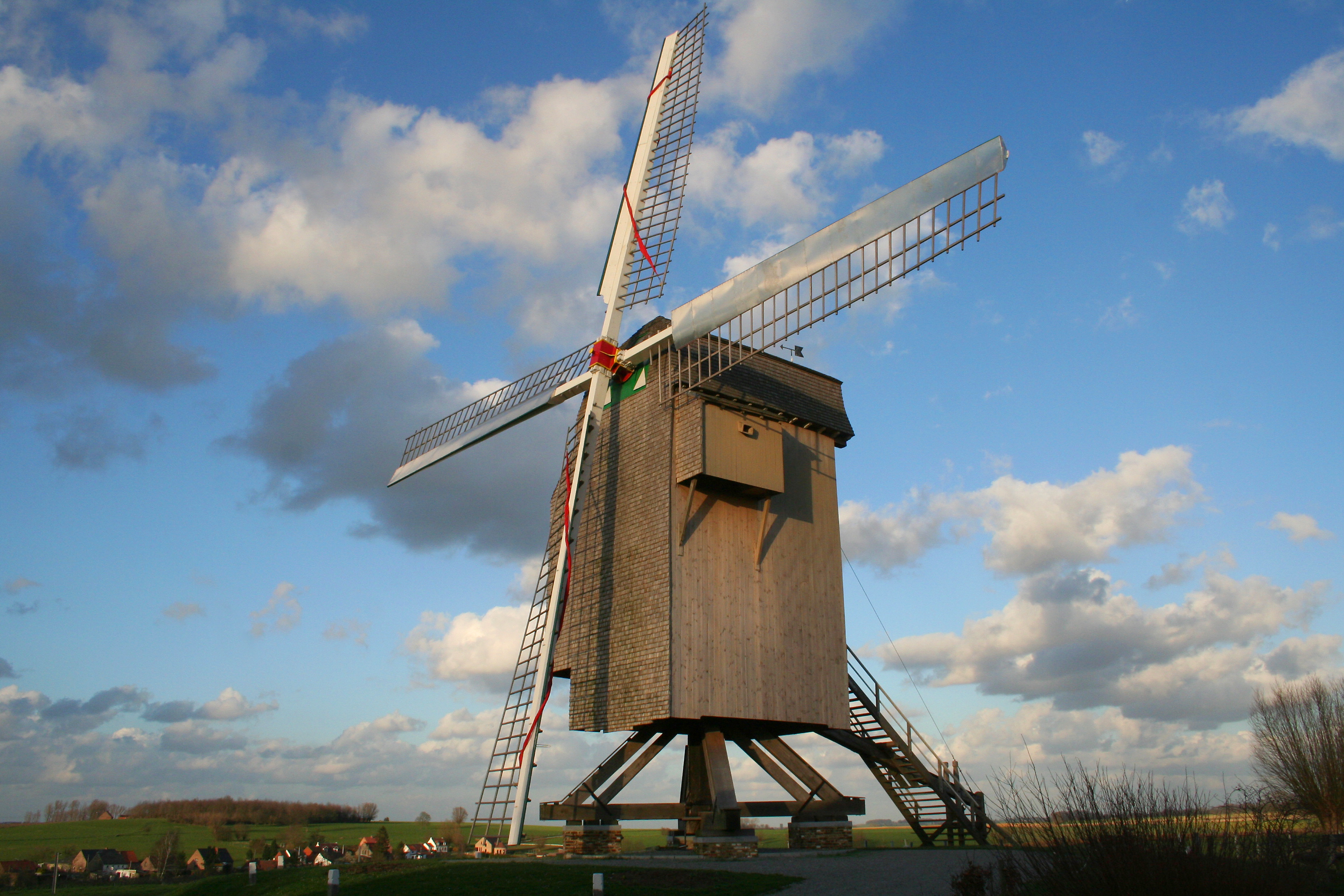
Moulin à vent de la Marquise (Moulbaix)
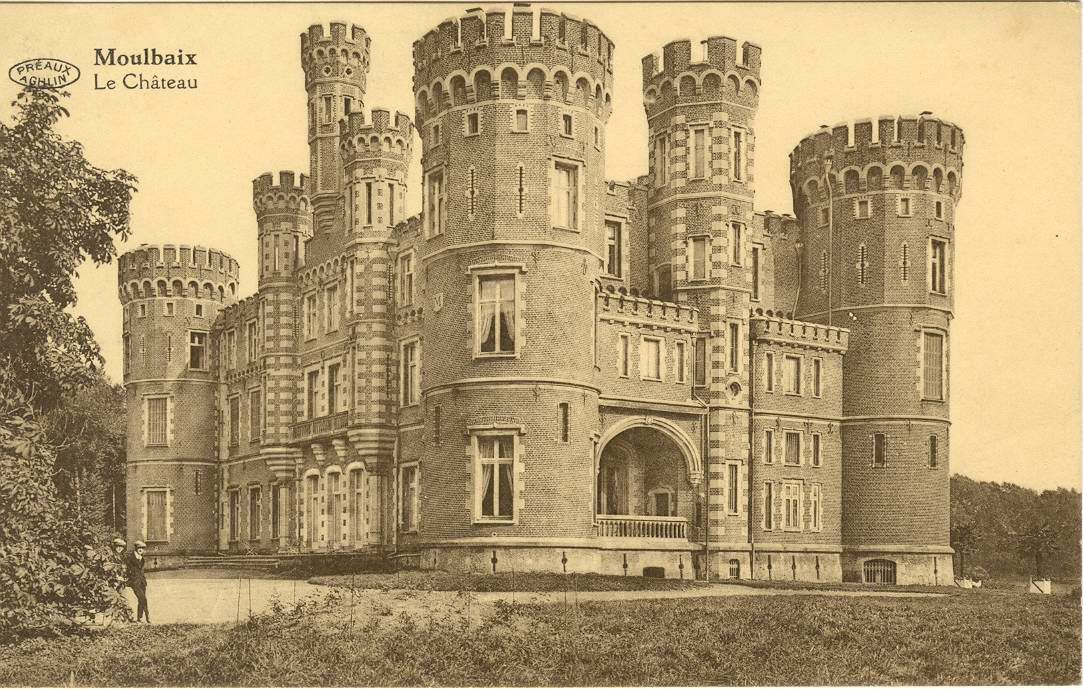
Château de Moulbaix vers 1900
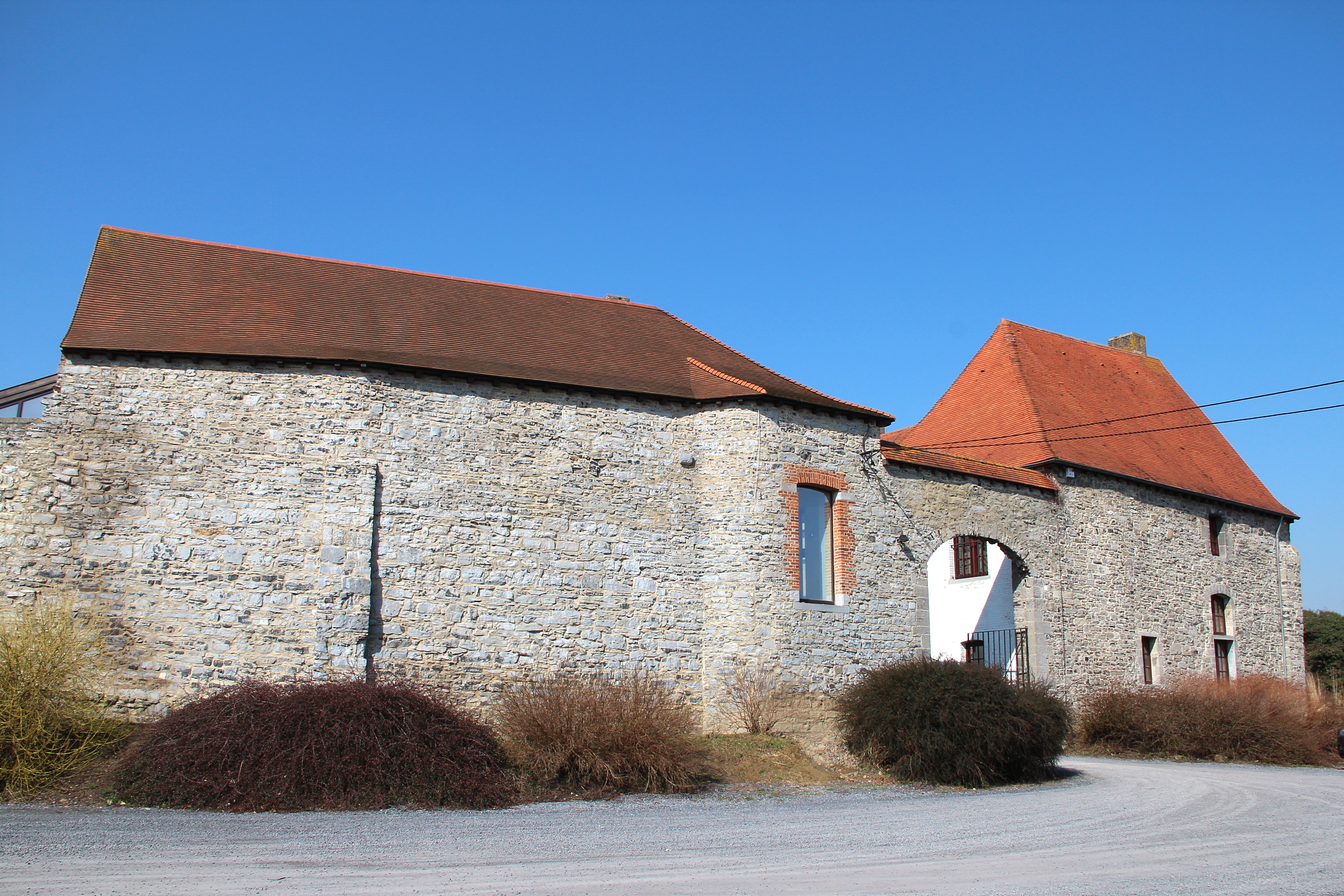
Maison Forte d'Irchonwelz
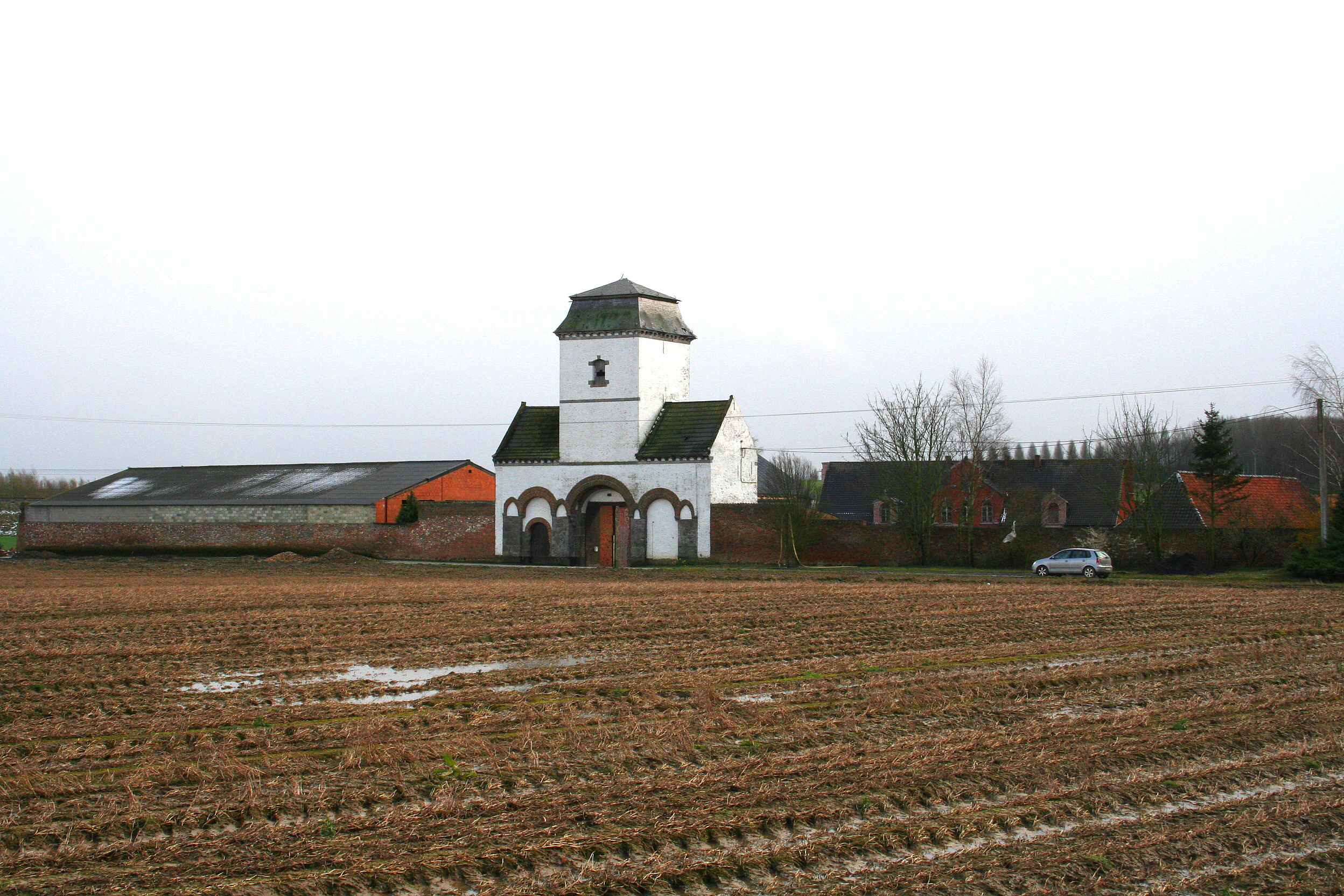
Ferme de la Grande Rosière (Ormeignies)
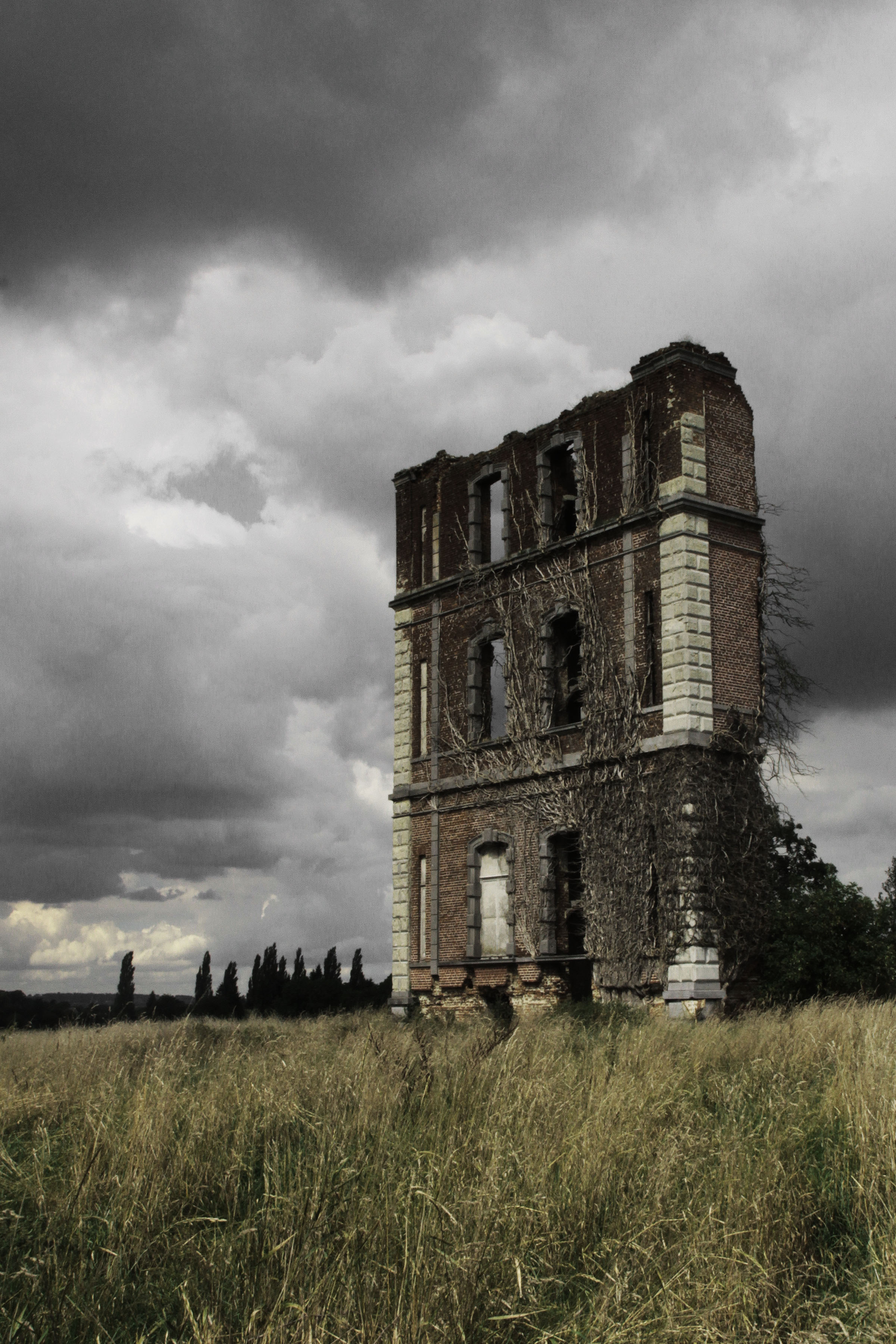
Ruines du château d'Ormeignies

##### Plan-relief de Vauban

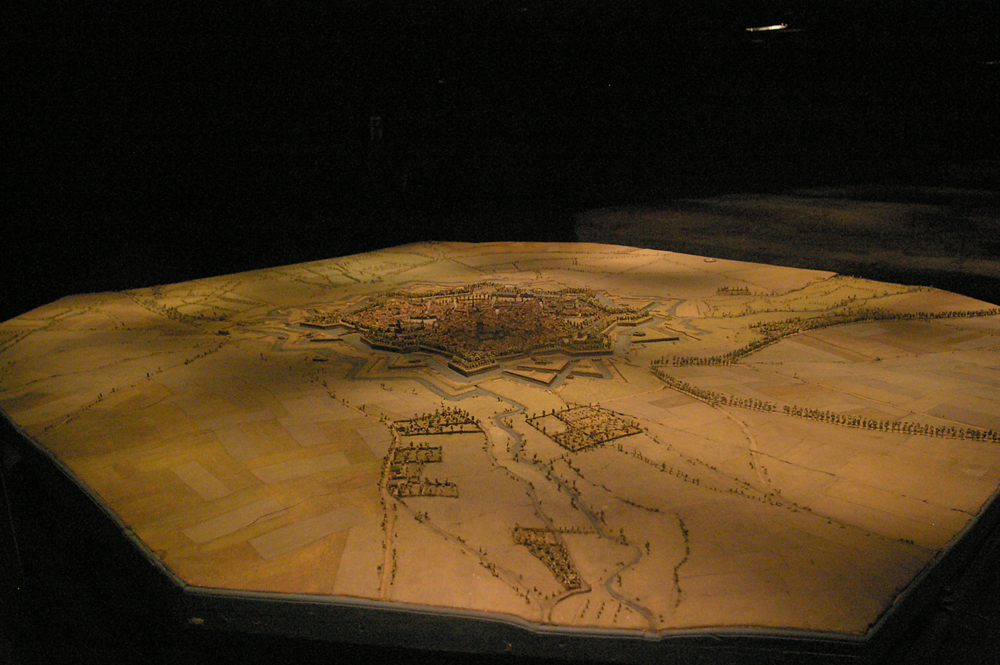
Plan-relief d'Ath, Palais des Beaux Arts de Lille

En 1668, au lendemain du Traité d'Aix-la-chapelle, qui met un terme à la guerre de Dévolution, la France acquiert plusieurs villes du Nord dont il faut fortifier les frontières sous peine de les perdre de nouveau en cas de conflit. Vauban, alors occupé à la construction de l'enceinte défensive de la ville d'Ath, reçoit une commande de Louvois, pour en exécuter le plan-relief. Le ministre de la guerre avait jugé indispensable le recours à ce mode de représentation pour contrôler les travaux sur place. Cette maquette marque le point de départ d'une collection normalisée au 1/600e. En 1667, une première maquette de la ville a été réalisée. En 1697, il n'en restait plus qu'un morceau et la ville était retournée à l'Espagne au traité de Nimègue (1678). Une nouvelle maquette a été commandée à la suite de la prise d'Ath par Vauban en 1697. Réalisée par l'ingénieur français Jean-François de Montaigu, elle occupe une surface de 18 mètres carrés, assemblés en cinq tables. Cette maquette a été restaurée à plusieurs reprises dès le XVIIIe siècle. Le plan-relief d'Ath est conservé au palais des beaux-arts de Lille.
René Sansen a réalisé une copie du plan pour le musée d'Ath. Le plan de Lille est plus ample que celui conservé à Ath. On y voit les campagnes voisines jusqu'au moulin de Bilhée au nord et jusqu'à Maffle (avec ses carrières) au sud.

### Personnages célèbres
Par ordre chronologique de naissance.
XIIe siècle
- Baudouin IV de Hainaut (1120-1171) : comte de Hainaut, fondateur de la ville d'Ath vers 1160 par la construction de la Tour Burbant[3].

#### XVeetXVIesiècles
- Julien Fossetier : né en 1454, il est l'auteur de la Chronique margariticque (dédiée à Marguerite d'Autriche).
- Adrien Thiebault (1496-1546), dit Pickart, musicien de la Renaissance
- Jean Taisnier (1508-1562), musicien, astrologue et mathématicien
- Arnold Caussin (né en 1510), musicien et compositeur de la Renaissance.
- Michel De Bay (1513-1586), théologien
- Pierre Procureur (c. 1530-1603) : pédagogue et grammairien
- Jean Zuallart (1541-1634), auteur d'une description de Jérusalem
- Jean Lans (1541-1591) : théologien, professeur
- Juste Lipse (1547-1606) a fréquenté les Écoles latines de la ville
- Pierre Goudelin : (1550-1619) juriste, avocat à Ath et échevin, il enseigna à l'université de Louvain dont il devint recteur.
- Pierre Coret, théologien (+ 1602)
- Nicolas de Rebbe ou Rebius (1565-1620), écrivain ecclésiastique
- Guillaume Lemerchier, théologien (1572-1639)
- Jean Maes père et fils, imprimeurs du XVIe siècle
- Jean Fusnier, musicien de la Renaissance, naquit à Ath. Il est cité par Guicciardini comme un savant et excellent musicien. Il fut maître de chapelle de Johann Gebhard von Mansfeld, archevêque de Cologne et précepteur des pages de l'empereur Charles Quint, qu'il accompagna dans son expédition contre Tunis[125]

#### XVIIesiècle
- Bauduin Le Roy (1612-1672) : avocat, greffier à la cour féodale du Hainaut, écrivain
- Jacques de Saint-Luc : né à Ath en 1616, il fut luthiste de la Chambre du Roi de France qu'il quitta en 1647 pour la Chapelle royale de Bruxelles.
- Arnould de Scoblas : musicien
- Jean de la Place, dit Basilidès, hagiographe.
- Père Louis Hennepin (1626-1705), explorateur de l'Amérique du Nord et découvreur des chutes du Niagara ainsi que des chutes de Saint Anthony.
- Jacques de Fariaux 1627-1695), gouverneur militaire d'Ath de 1690 à 1695
- Saint-Ignace (Henri d'Aumerie) : écrivain ecclésiastique (1630-1719)
- Pierre Hannecart : échevin (1637-1639, 1644) et capitaine d'une compagnie bourgeoise d'Ath qui, avec l'aide du conseiller de Boussu, premier officier du grand bailliage de Hainaut, négocia la réalisation de la navigation sur la Dendre. Il entreprit les travaux dès 1641 et constitua en 1643, avec les abbés de Saint-Martin de Tournai, de Saint-Lambert de Liessies, de Saint-Adrien de Grammont, de Saint-Cornil de Ninove, et avec le conseiller de Boussu, la première société de navigation sur la Dendre.
- Antoine Paternotte (1641-????), poète latin
- Simon de Bauffe (1676-1738), ingénieur militaire

#### XVIIIesiècle
- Jacques-Antoine Garesta : professeur et recteur de l'université de Louvain, né à Ath en 1701 et décédé à Louvain en 1751.
- Albert Delin (1712-1771), facteur de clavecins né à Ath
- Pierre-Jean-Joseph Plon (1716-1785): imprimeur, ancêtre de l'éditeur parisien actuel
- Julien-Ghislain Depestre (1725-1774), homme d'affaires
- Jean Leloup (général) (1736-1807) : général
- Emmanuel-Henri-Joseph Plon (1742-1832) : typographe et graveur
- Jean-Baptiste L'Olivier (1749-1818) : homme de guerre, général
- Nicolas Coquiart (1752-1823) : médecin et homme politique
- Angélique de Rouillé (1756-1840), châtelaine d'Ormeignies et femme de lettres
- Jean-Baptiste Raoux (1756-1794) : jurisconsulte
- Adrien-Philippe Raoux (1758-1839): avocat, essayiste, fut Conseiller d'État sous le gouvernement hollandais.
- Julien Ducorron (1770-1848) : peintre paysagiste
- Florent Joseph de Mahieu de Diestvelt (1778-1853) : général
- Jean-Baptiste de Ronquier (1779-1856) : pédagogue
- Adèle Evrard (1792-1889) : peintre floral
- Eugène Defacqz (1797-1871), premier Président de la Cour de Cassation
- Alexis du Roy de Blicquy (1798-1875), homme politique belge

#### XIXesiècle
- Théodore de Savoye : juriste, professeur à l'Université de Liège
- Victor Dupret (1807-1851) : jurisconsulte, magistrat et professeur de droit
- Théodore Jouret (1821-1887) : compositeur, critique musical et pédagogue
- Léon Jouret (1828-1905) : musicologue et compositeur
- Théodore-Edmond Olivier (1817-1867) : médecin, polygraphe, auteur de nombreux livres pour l'enseignement
- Joseph Jules Descamps (1820-1892) : homme politique
- Guillaume Gratry (1822-1885) : général-major de l'armée belge et ministre de la Guerre
- Charles Pontus (1829-1907) : lieutenant-général de l'armée belge et ministre de la Guerre
- Camille Périn (1823-1853) : avocat, philanthrope
- Louis Seghers (1826-1870) : homme de lettres, journaliste
- Edmond Jaspar (1834-1919) : prélat du pape Pie X
- Alexandre Delmer (père) (1835-1915) : journaliste
- Ernest Gossart (1837-1919) : historien, conservateur de la Bibliothèque royale de Belgique
- Ernest François Cambier (1844-1909), explorateur du Congo
- Émile Tumelaire (1849-1927), enseignant et créateur de la Mutualité neutre
- Paul Cauchie (1875-1952), architecte
- Fanny Heldy (1888-1973), soprano
- Gabrielle Petit (1893-1916) habita Ath, rue des Écriniers
- Léon Trulin (1897-1915) né à Ath. Jeune patriote fusillé à Lille par les autorités militaires allemandes pour espionnage[126].

#### XXesiècle
- René Sansen (1908-1997) : sculpteur, historien, créateur de géants.
- Pierre Descamps (1916-1992), homme politique.
- Henri Vernes (1918-2021), écrivain.
- Julien Ries, (1920-2013) : cardinal, anthropologue et historien des religions de renommée mondiale, résident à Villers-Notre-Dame
- Guy Spitaels (1931-2012) : homme politique.
- Raoul Vaneigem (né en 1934) : écrivain et philosophe révolutionnaire ayant suivi les cours de l'Athénée de 1948 à 1952.
- Jofroi (né en 1949) : chanteur ;
- Olivier Auquier (1973- ),  auteur de bande dessinée, illustrateur et animateur ;
- Abel Delzenne (chanoine) (1914-2004) : organiste, compositeur, chef de chœur.